# České Budějovice
České Budějovice (v místním nářečí Budějce; německy Budweis, popřípadě Böhmisch Budweis) jsou statutární město v okrese České Budějovice a správní a kulturní metropole Jihočeského kraje. Leží v Českobudějovické pánvi na soutoku řek Vltava a Malše. Žije v nich přibližně 97 tisíc obyvatel, v aglomeraci pak kolem 170 tisíc obyvatel. Historické centrum bylo roku 1980 vyhlášeno městskou památkovou rezervací. Ve městě sídlí Jihočeská univerzita v Českých Budějovicích a biskup římskokatolické českobudějovické diecéze. V roce 2028 budou Budějovice Evropským hlavním městem kultury.

## Název
Název města se odvíjí od staré osady Budivojovice. V průběhu věků výslovnost a transkripce jména mírně kolísala, přídomek České se začal objevovat v průběhu husitských válek, původně stejnou měrou v češtině i němčině (Böhmisch Budweis) a v čistě územním smyslu. Od poloviny 18. století, kdy kulminovalo národnostní pnutí a název začal být brán i z národnostního pohledu, však došlo k diferenciaci: zatímco čeština dále používala České Budějovice, u Němců převážilo jméno bez přídomku, tedy Budweis (záměna nehrozila, Moravské Budějovice jsou německy Budwitz). Tento stav už přetrval navzdory tomu, že v roce 1920 československé úřady za oficiální jméno města vyhlásily České Budějovice a Böhmisch Budweis v němčině. Za protektorátu bylo oficiální jméno naopak pouze Budweis v němčině a Budějovice v češtině. Latinský název města je Budvicium.
Obyvatelé používají zkrácený název města Budějce, tvar Budějice považují za chybný, přestože se používá již dlouhou dobu  stejná změna koncovky se vyskytuje u sousedních obcí Hrdějovice, Litvínovice či Hodějovice.

## Historie

### Před vznikem města
Na území budoucího centra města archeologové doložili lidskou přítomnost již v období 1800 až 1500 před naším letopočtem. Na dnešním Piaristickém náměstí existovalo v raném středověku pohřebiště, tedy asi i sídliště.
Počátkem 13. století vznikla osada Budivojovice, pojmenovaná dle Budivoje ze Železnice, dvořana českého krále Přemysla Otakara I. a nejvyššího dvorského sudího. Poslední památky na tuto původní osadu jsou dnes k nalezení za obchodním domem Družba.
Další důležitou osadou na území dnešních Budějovic byly Stradonice (zhruba dnešní Rožnov). Staly se prosperující obcí díky staré obchodní cestě z Lince. Stradonice patřily Vítkovcům (Rožmberkům), nejmocnějšímu jihočeskému šlechtickému rodu. Existují náznaky, že Vítkovci z osady chtěli vybudovat město. To se ale vůbec nelíbilo královské moci. Ta cítila, že potřebuje na jihu Čech svou základnu a protiváhu Vítkovců. Tuto roli do té doby plnily jen nedostatečně královský hrad Zvíkov a město Písek.

### Založení města (13. století)

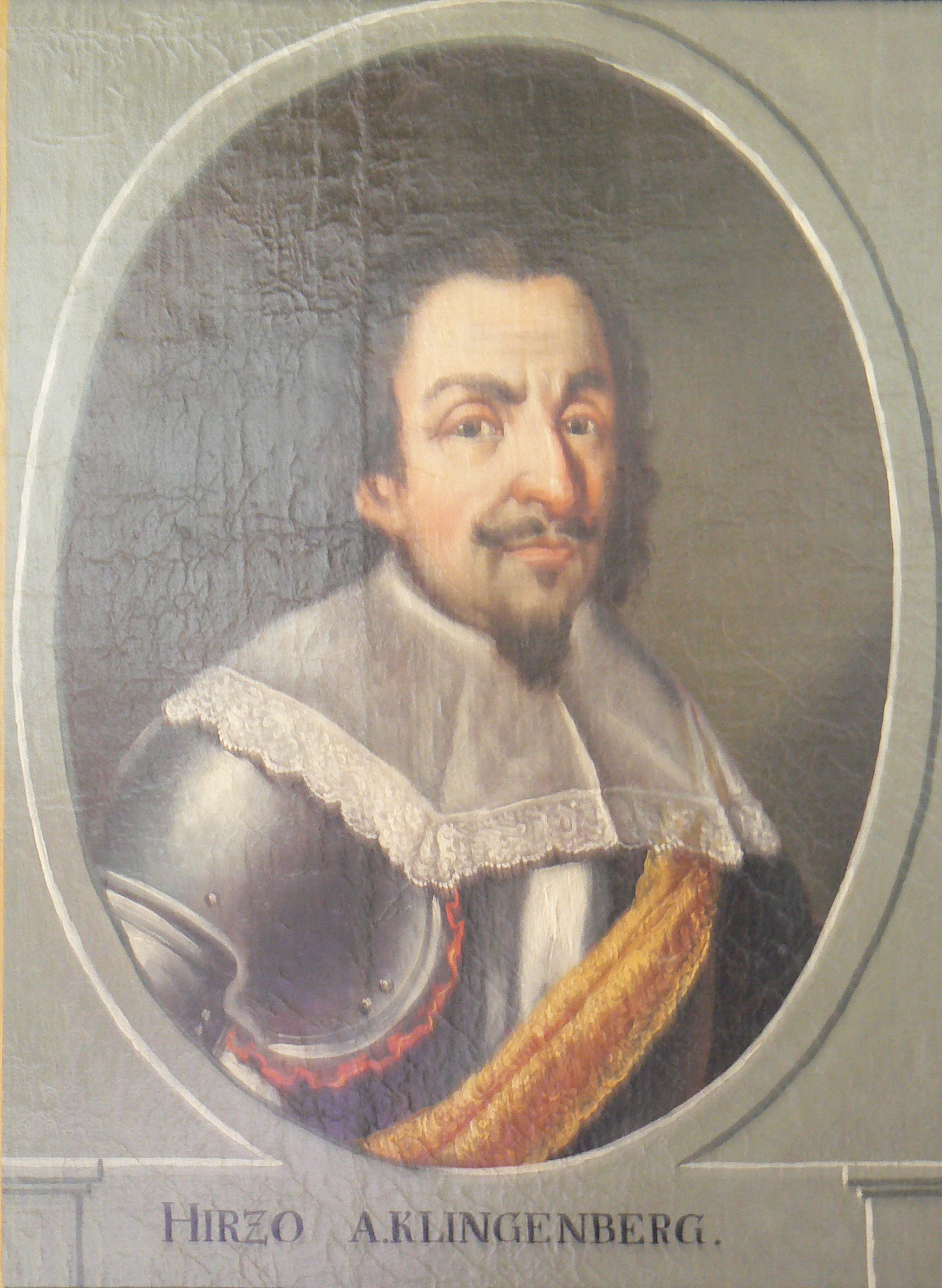
Hirzo z Klingenbergu

Město České Budějovice nechal založit český král Přemysl Otakar II. v roce 1265. Obvykle uváděným datem založení je 10. března (den, kdy dominikáni převzali parcelu pro stavbu nového kláštera). Lokaci a projekci města provedl králův rytíř a zvíkovský purkrabí Hirzo z Klingenbergu. Ve městě patrně krátce existoval, nebo spíše měl existovat královský hrad.
Přemysl Otakar II. staveniště nového města osobně navštívil 11. června 1265. Sepsal zde zakládací listinu kláštera v Melku a uvedl do ní „apud Budebins“. Jde o první písemné zaznamenání jména města. Toto jméno město převzalo od původní osady Budivojovice, kterou král vyměnil s Budivojovým synem Čéčem za Hlubokou a Velešín.
Základní funkci, tedy potlačit vítkovský vliv na jihu Čech, město po většinu času zdatně plnilo, což bylo důvodem několikasetletého nepřátelství mezi budějovickými měšťany a Vítkovci, které pouze v průběhu husitských válek potlačil společný mocný nepřítel – husité. Vítkovci založení města skutečně nesli těžce. Roku 1278 ho dobyli a zapálili, pod velením Ojíře z Lomnice. Dalšího roku do něj vtrhl další Vítkovec Záviš z Falkenštejna. Napětí mezi trůnem a Vítkovci zmírnil až král Václav II. Ten dal městu prvního a dědičného rychtáře, byl jím mincmistr Klaric. Za jeho správy již ve městě žilo 4000 lidí. Osidlovali ho jak česky, tak německy mluvící. Klaricové byli dědičnými rychtáři až do 15. století. Měli italský původ a do Budějovic přesídlili z Kutné Hory.

### 14. století
Velmi silný vztah k městu měli Lucemburkové, kteří na český trůn usedli roku 1310. Král Jan Lucemburský Budějovice navštívil v letech 1318 a 1336. Jeho syn Karel IV. si Budějovice vyloženě oblíbil a učinil z nich časté místo svých diplomatických schůzek. Pobýval zde například celý měsíc na jaře 1351 a u té příležitosti městu udělil významná privilegia (mílové právo, jarmareční právo, osvobození od mýta), která se stala základem hospodářské prosperity zdejších měšťanů v příštích několika staletích. Zajímavostí je, že během celého pobytu byl Karel ochrnutý, patrně v důsledku zranění z turnaje, a byl přenášen na nosítkách. Další Karlovy významné pobyty ve městě spadají do let 1361 a 1364. Při tom druhém zasáhl i do podoby města. Nebyl spokojen s podobou budějovického náměstí a nařídil zrušit masné i chlebné krámy. Zbourány musely být rovněž domy uprostřed náměstí a rynek nařídil král vydláždit. Celkem byl Karel ve městě šestkrát. Spolu s Pískem šlo o jediné jihočeské město, které navštěvoval. Naposledy pobýval Karel IV. v Českých Budějovicích v květnu 1378, půl roku před svou smrtí. Doprovázel ho tehdy následník trůnu, syn Václav, pozdější král Václav IV. Roku 2009 byla v dominikánském klášteře odkryta unikátní freska, která Karla s Václavem zachycuje. I Václav po korunovaci v Budějovicích nějaký čas pobýval, a to v létě 1394. Léčil si zde psychické šrámy způsobené nedávným zajetím vzbouřenou šlechtou. Budějovičtí tehdy projevili k Václavovi velkou loajalitu a shromáždili k jeho osvobození početné vojsko. To nakonec zasahovat nemuselo, přesto vděčný Václav zamířil ze zajetí přímo do Budějovic. Znovu v nich pobýval roku 1401.

### 15. až 17. století

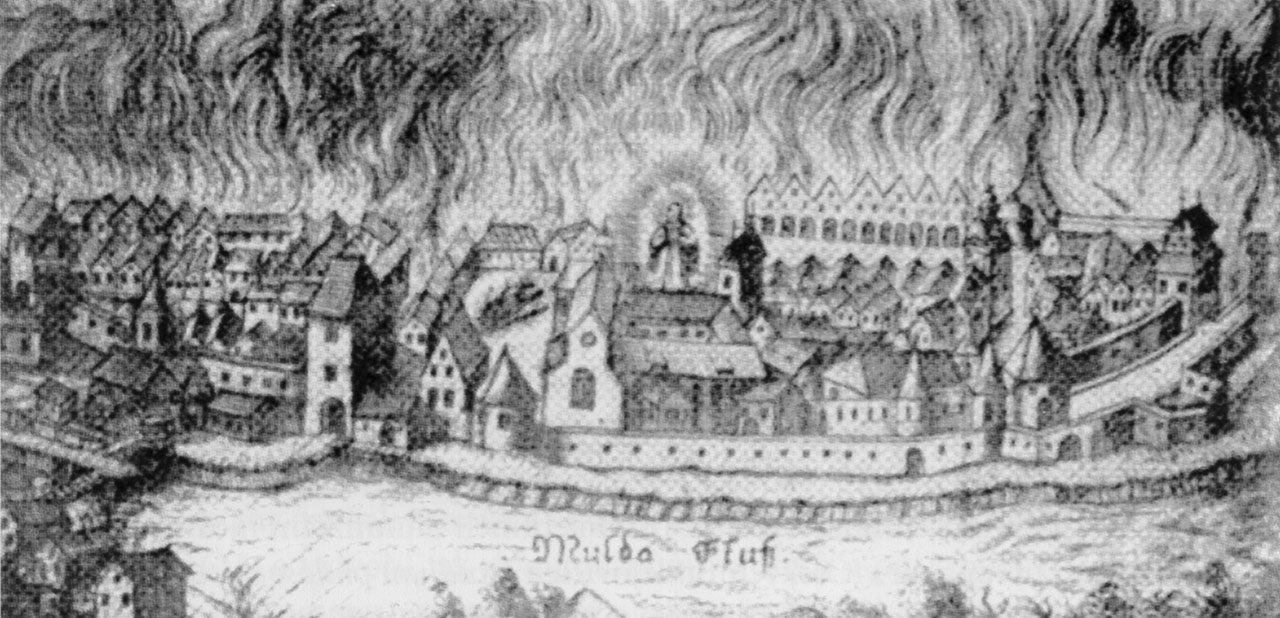
Požár z roku 1641

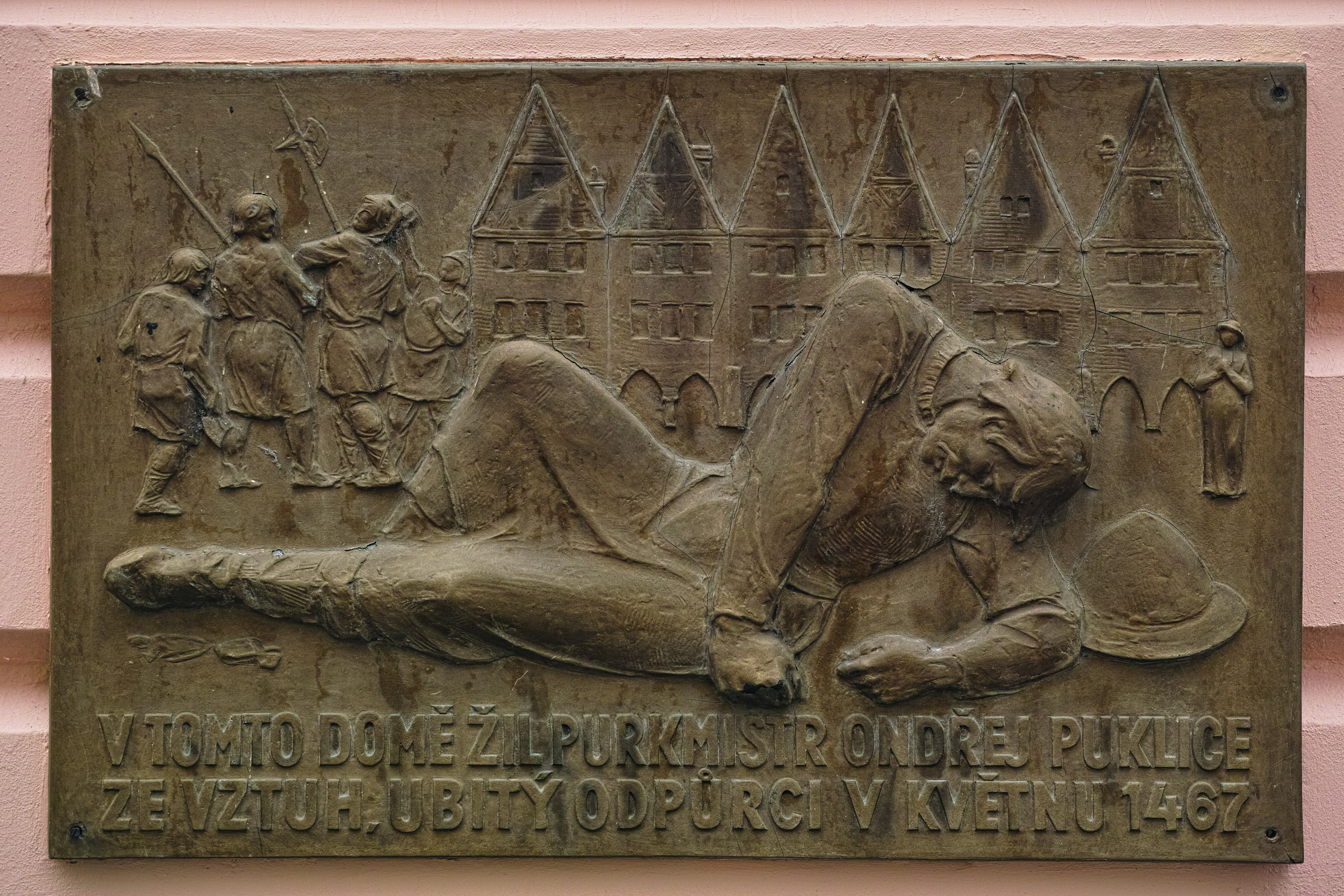
Pamětní deska Ondřeje Puklice na Puklicově domě v Krajinské ulici

Během husitských válek i po nich Budějovice upadaly kvůli neuspořádaným poměrům v zemi, které od nich odklonily obchodní cesty. Město zůstalo katolické. Dobyto husity nebylo, ačkoli v září a říjnu 1420 táboritské vojsko Jana Žižky na svém tažení proti Rožmberkům prošlo okolo něj. Nezaútočilo však.
To, že náboženské konflikty zmítaly i Budějovicemi, dokazuje krutý osud purkmistra Ondřeje Puklice ze Vztuh. Ten se postavil na stranu kališnického krále Jiřího z Poděbrad, což se nelíbilo katolíkům ve městě, kteří na Puklicův dům 3. května 1467 zaútočili a purkmistra zavraždili. V 19. století byl jeho příběh aktualizován a objevil se pokus z Pukliceho udělat národního mučedníka, neboť byl Čech a útočníci převážně Němci.

V letech 1529–1531 se v Budějovicích čtyřikrát po sobě konal zemský sněm, který řešil vojenskou a finanční pomoc císaři proti Turkům. V letech 1547–1577 byla postavena Černá věž. Stavbu inicioval Magistr Quirinus, který byl v letech 1553–1575 purkmistrem města. Další zemský sněm, se stejným tématem jednání jako v minulosti, se zde konal roku 1614. Tentokrát panovník Matyáš bydlel ve městě celý měsíc, tak moc o peníze, jež měl sněm uvolnit, stál. Byl však na sněmu také zaskočen požadavky protestantských stavů. Nevěděl si s nimi rady a náboženské napětí v zemi dále rostlo, až roku 1618 vyvrcholilo českým stavovským povstáním proti vládnoucímu rodu Habsburků. 

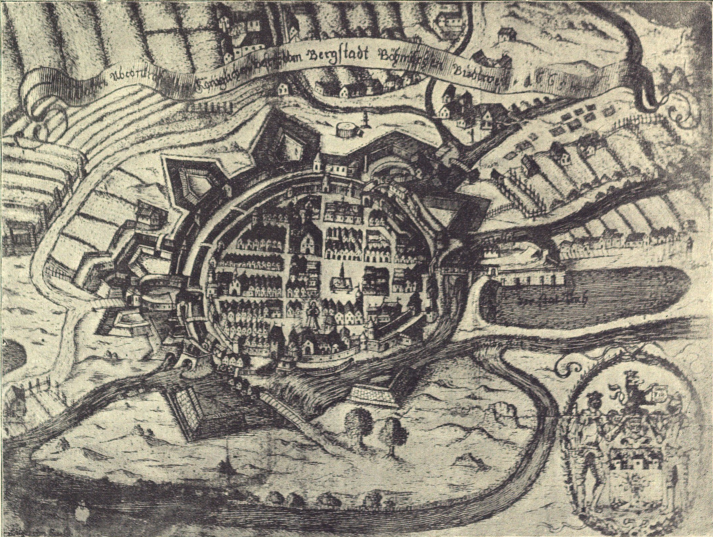
Rytina města z roku 1666

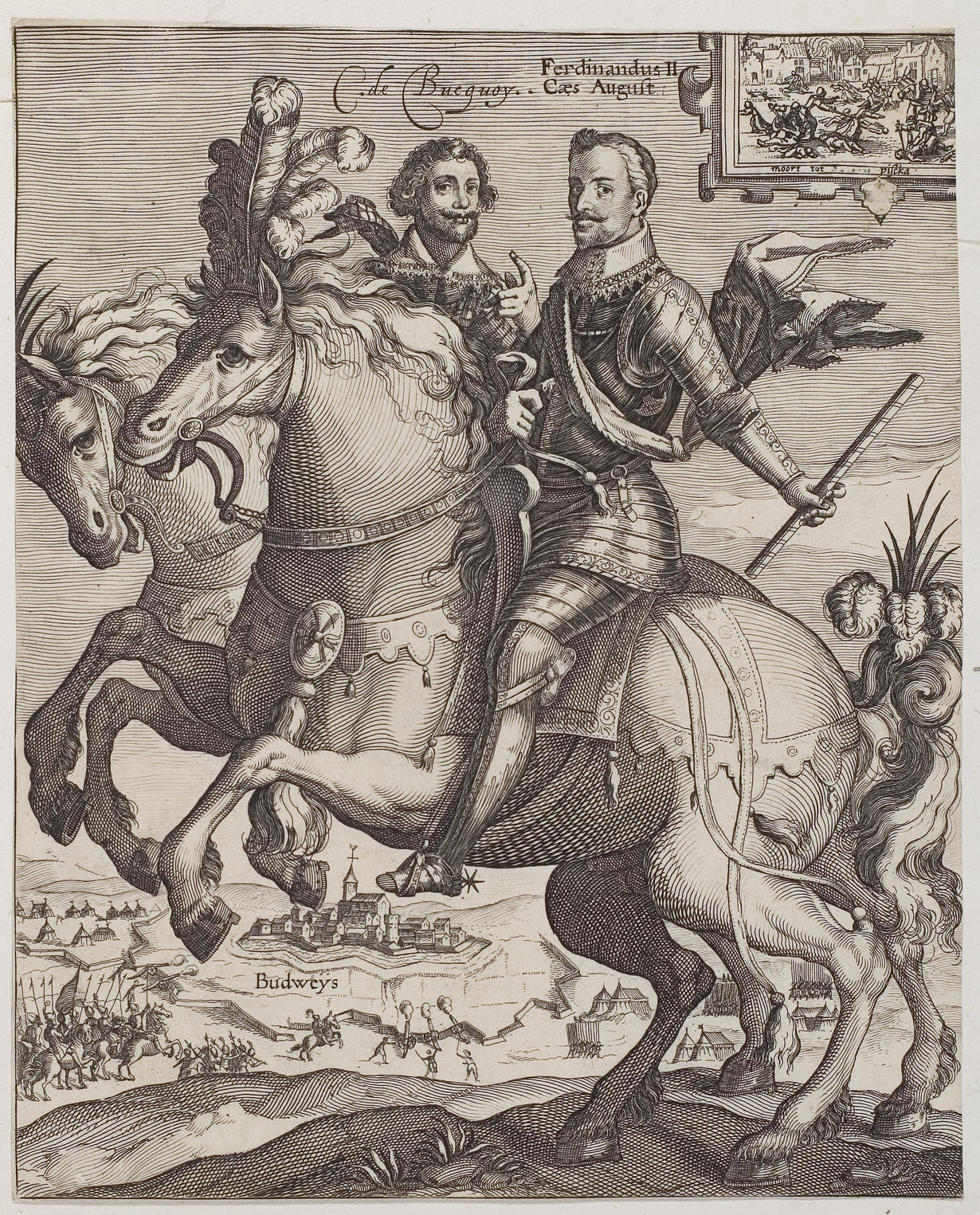
Buquoy u Budějovic, rytina Arolsena Klebebanda

Tím také skončila éra mimořádného rozkvětu města, jenž vyplýval zejména z rozsáhlé těžby stříbra, příjmů z vaření piva, obchodu se solí, suknem či z rybníkářství. Budějovičtí se k povstání nepřipojili a zůstali na straně císaře. Přečkaly několikeré obležení, zejména vojskem Jindřicha Matyáše hraběte z Thurnu. Stavovské síly byly z jižních Čech vytlačeny po bitvě u Záblatí (10. června 1619), v níž triumfovala císařská vojska Karla Bonaventury Buquoye. Budějovičtí zaplatili Buquoyově armádě, aby srovnala se zemí Rudolfov, který hostil stavovská vojska obléhající České Budějovice.
Během třicátých let 17. století se díky bojům třicetileté války ve středních a severních Čechách staly Budějovice dočasně, na 22 měsíců, hlavním městem, do kterého se přesunuly některé důležité úřady z Prahy. Byly tu uložené i korunovační klenoty. Svatováclavská koruna byla skryta v kostele sv. Mikuláše, kde ji střežili Valdštejnovi vojáci a ozbrojení měšťané. Znovu byly klenoty ve městě ukryty, před Švédy, v letech 1634–1635.
V červenci 1641 vypukl velký požár Českých Budějovic, při kterém byla postižena více než polovina města.

### 18. století

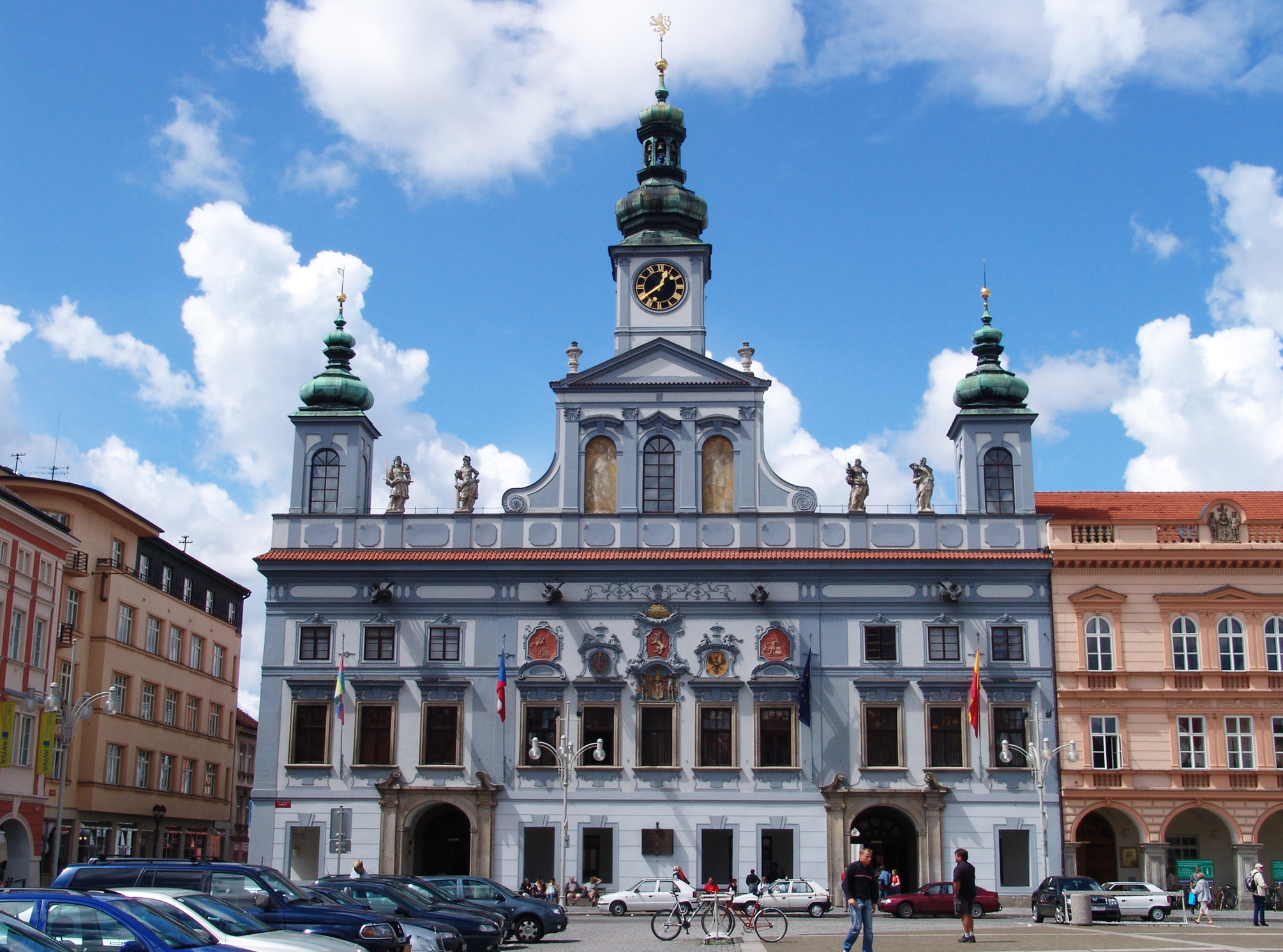
Radnice

V barokní éře Budějovice získaly řadu svých dominant. V roce 1724 byla pro zásobování města užitkovou vodou postavena vodárenská věž s vodojemem. Roku 1727 byla dokončena Samsonova kašna. V letech 1727–1730 byla na jihozápadním rohu náměstí Přemysla Otakara II. vystavěna radnice, barokní přestavbou dvou gotických domů z 15. století. Jde o dílo rakouského architekta Antona Erharda Martinelliho, který podobu sídel jižních Čech ovlivnil i mnohde jinde, jako knížecí dvorní stavitel ve službách Schwarzenbergů.

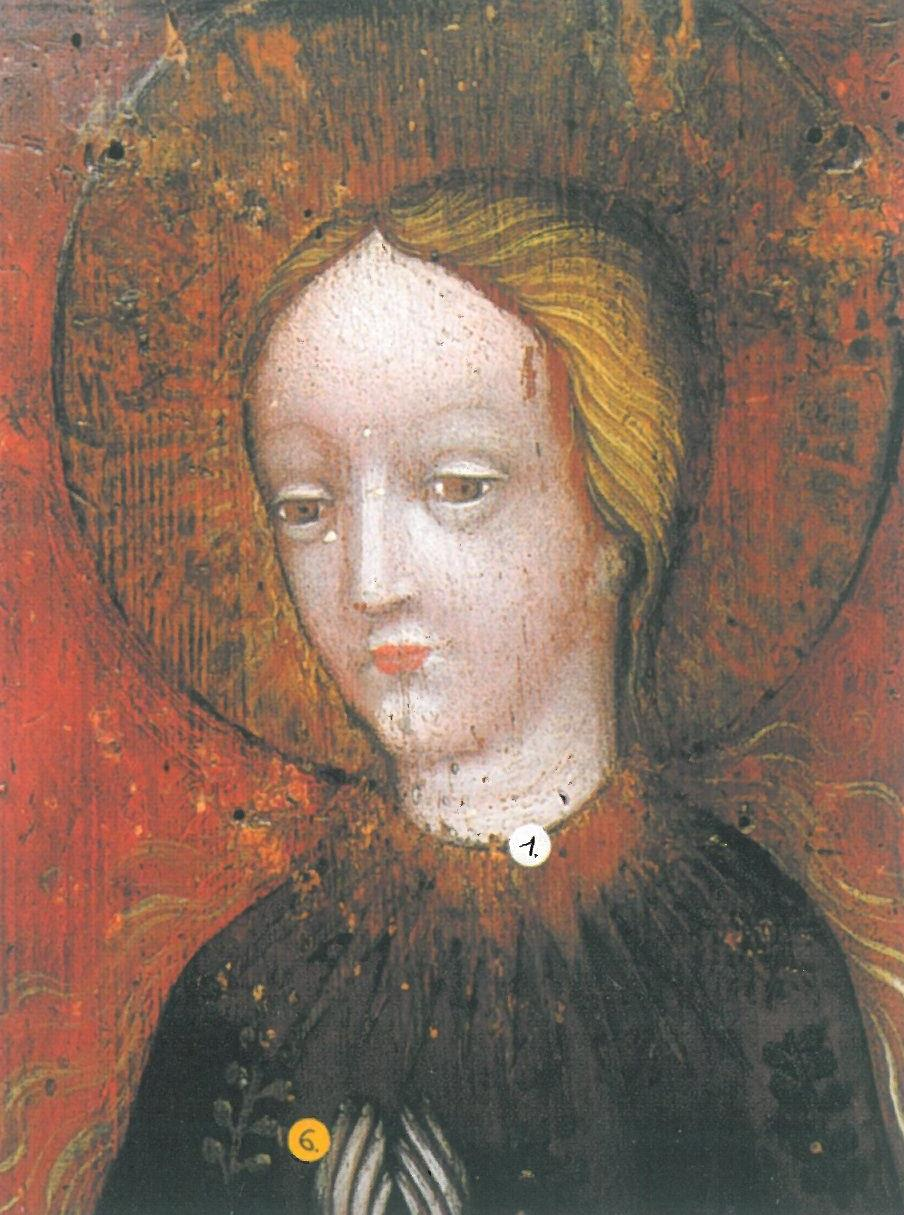
Panna Marie Budějovická (detail)

Typickým barokním jevem se stalo uctívání „klasového“ obrazu Panny Marie Budějovické, neboli „Budějovické Madony“. Obrazu z klášterního kostela Obětování Panny Marie byla přičítána zázračná moc a udělal z Budějovic poutní místo. Kopie obrazu, malířské i sochařské, byly rozmístěny na desítkách míst po městě. Velkým ctitelem budějovické Madony byl majitel hlubockého panství, generál Baltazar Marradas. Někdy je obraz nazýván též budějovickým paládiem.
Budějovice zažily okupaci vojsky bavorského kurfiřta Karla Albrechta během první slezské války a boje mezi habsburskými vojsky a francouzskou armádou na území mezi Budějovicemi a Hlubokou nad Vltavou v roce 1742. Během druhé slezské války v okolí Budějovic sváděly boje rakouská a pruská armáda, město přitom bylo dočasně Prusy obsazeno.
V roce 1751 byl dosavadní Bechyňský kraj rozdělen a Budějovice se staly sídlem kraje. Město nabylo na významu též v roce 1785, kdy se stalo sídlem biskupa nově vzniklé diecéze českobudějovické.

### 19. století

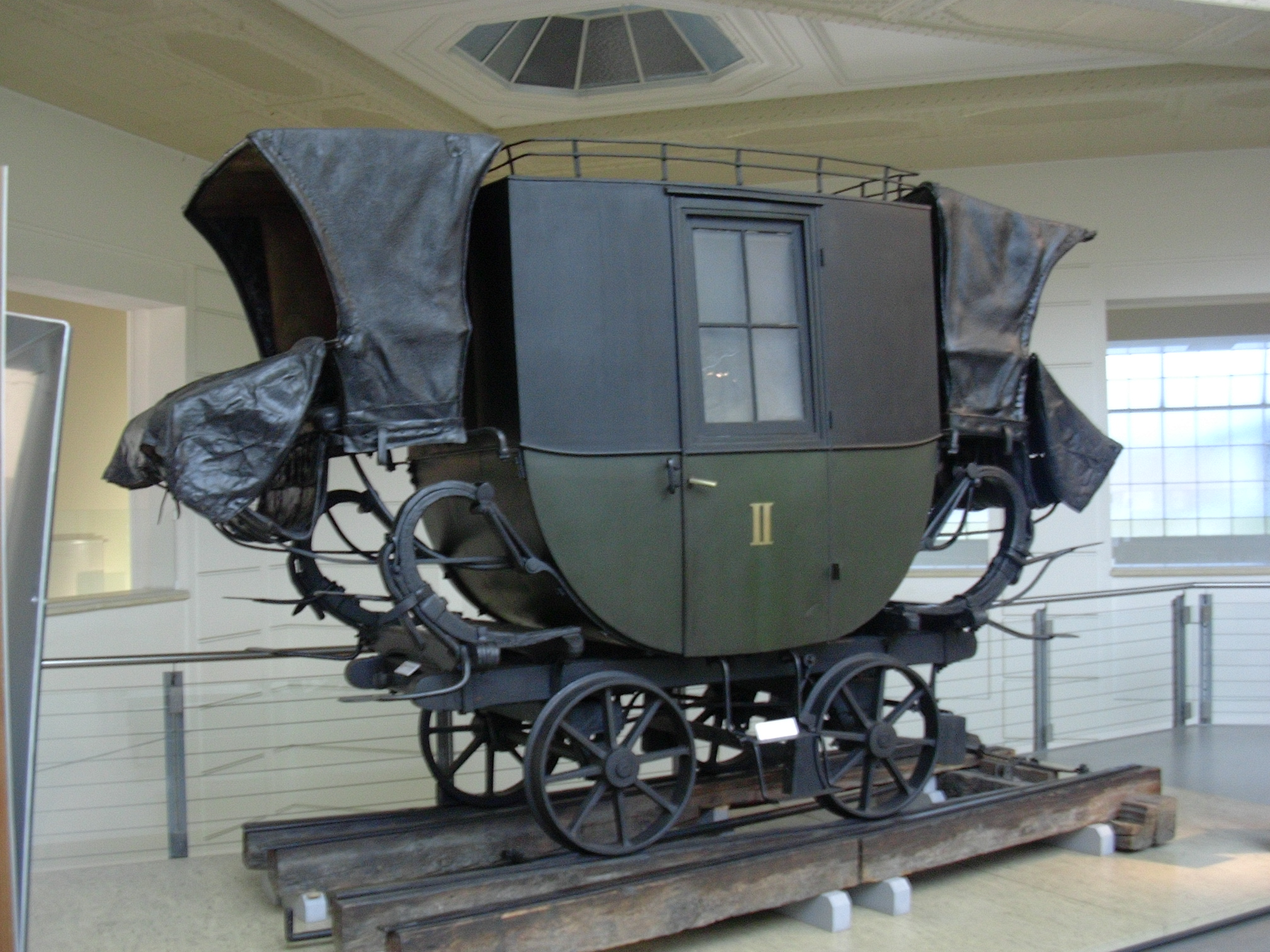
Hannibal – vůz linecko-budějovické koněspřežné dráhy

Během napoleonských válek bylo město koncem roku 1805 obsazeno francouzským vojskem pod velením maršála Jeana-Baptista Bernadotte. Od prosince 1805 do ledna 1806 bylo obsazeno naopak bavorským vojskem.
V roce 1803 mělo 5815 obyvatel, ne o mnoho více než za přemyslovských časů. Z málo významného města se však v 19. století postupně stalo důležité centrum. Velkou roli v tom sehrálo vybudování železničního spojení, nejprve koněspřežné dráhy do rakouského Lince v roce 1827 – první železnice na evropské pevnině. Jejím stavitelem byl František Antonín Gerstner. Trať byla v roce 1869 prodloužena do Gmündu a v roce 1871 až do Vídně. Záhy byla železnice převedena na páru. Železniční napojení na Prahu přišlo v roce 1874.

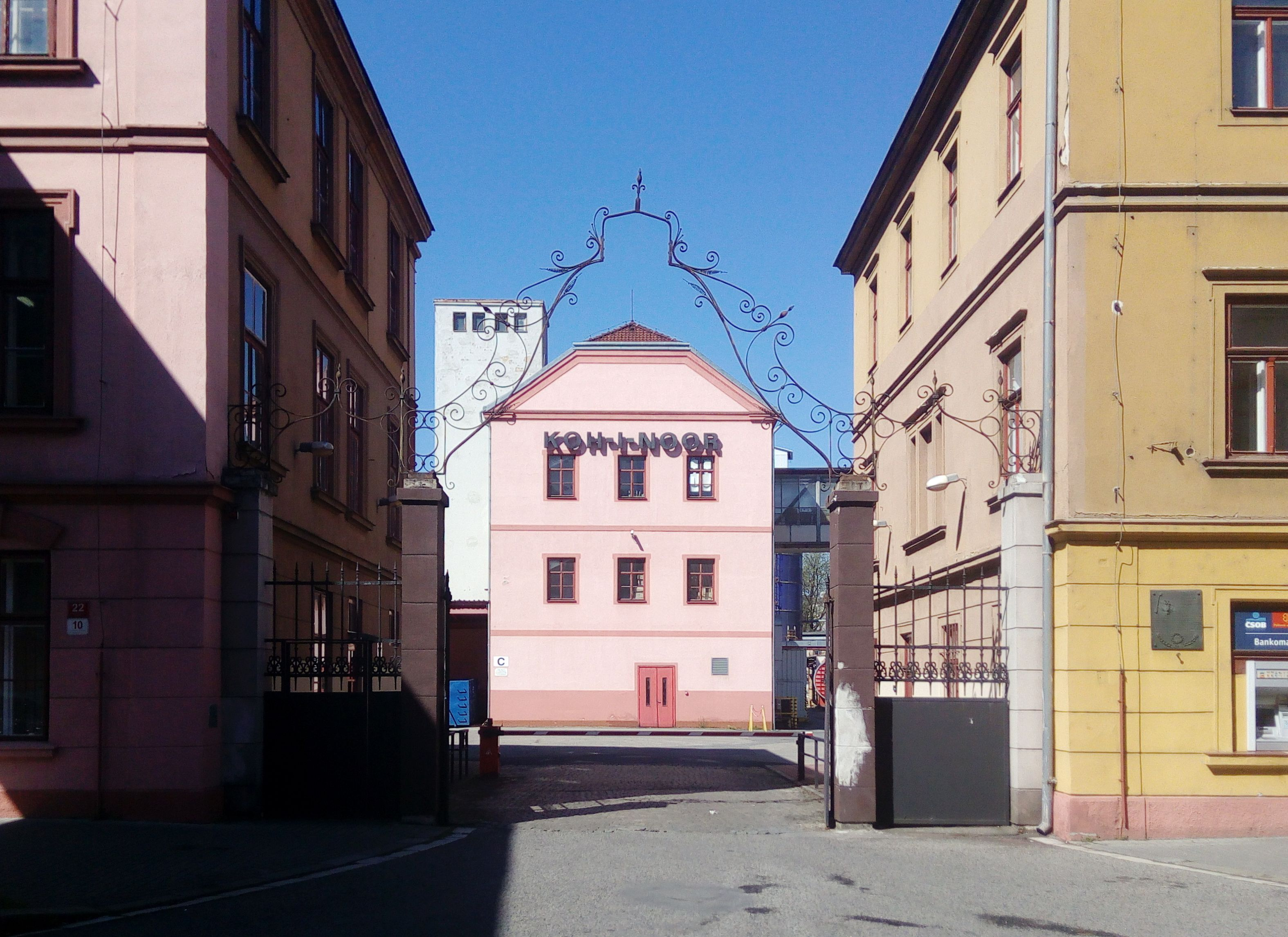
Vstupní brána do „Kohinorky“

Signálem, že průmyslová revoluce dorazila i do Budějovic, bylo otevření továrny Koh-i-noor Hardtmuth v roce 1848. Epidemie cholery v roce 1866 (286 obětí za první čtyři měsíce) přinutila městskou správu, aby vybudovala kanalizaci a vodovod, ale až v letech 1881–1882 byl vybudován rozvod pitné vody; do té doby byla pitná voda získávána ze studní.
V Českých Budějovicích, zvláště v 2. polovině 19. století a ve 20. století, bývala silná vojenská posádka. Upomínkou jsou například Mariánská kasárna nebo Žižkova kasárna.
Roku 1850 si Budějovičtí zvolili prvního starostu, staročecha a táborského rodáka Františka Josefa Klavíka (ve funkci 1850–1857 a 1861–1865). Následně však došlo k vyostření narodnostního napětí. Jako ve skoro všech městech českého pohraničí, i Budějovické měšťanstvo bylo převážně německy mluvící. Čeští Němci (něm. Deutschböhmer) tvořili majetnější elity. Industrializace však do měst lákala ve velkém česky mluvící obyvatelstvo z venkova, které bylo chudší, méně vzdělané, ale mělo větší porodnost. Až kolem roku 1890 získali česky mluvící obyvatelé většinu. Kvůli volebnímu cenzu, který omezoval volební právo méně majetných, ovšem od roku 1865 až do první republiky měly Budějovice německy mluvící starosty (např. Eduarda Claudiho).

Budějovice byly po staletí německy mluvícím jazykovým ostrovem, teprve koncem 19. století se ve městě prosadil český jazyk a národnost, etnografická mapa z roku 1905

Dne 3. října 1868 bylo otevřeno první české gymnázium, později přejmenované na Gymnázium Jana Valeriána Jirsíka. Roku 1869 byl založen místní Sokol. Byl položen základ sbírkám Jihočeského muzea, první exponáty byly vystaveny na jaře roku 1877 v domě U tří korun vedle radnice. V roce 1895 byl předními měšťany a průmyslníky, v čele s Augustem Zátkou, založen Český akciový pivovar (dnes národní podnik Budějovický Budvar). Roku 1908 bylo otevřeno nové vlakové nádraží. Architektem secesní budovy byl Gustav Kulhavý. V roce 1909 byl zahájen provoz městské hromadné dopravy – začala jezdit elektrická tramvaj.

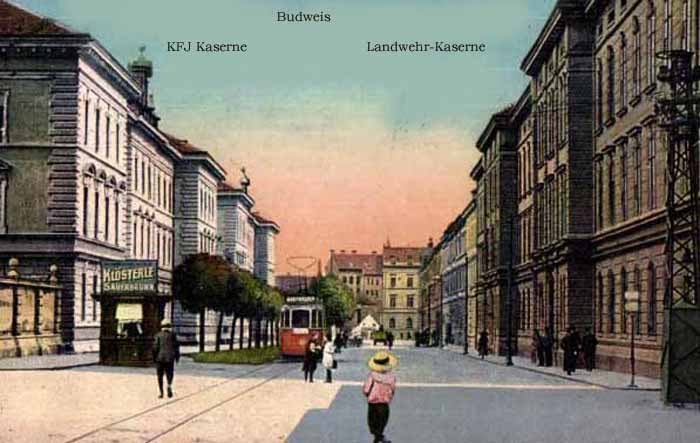
Budějovická tramvaj, okolo roku 1900

### První republika

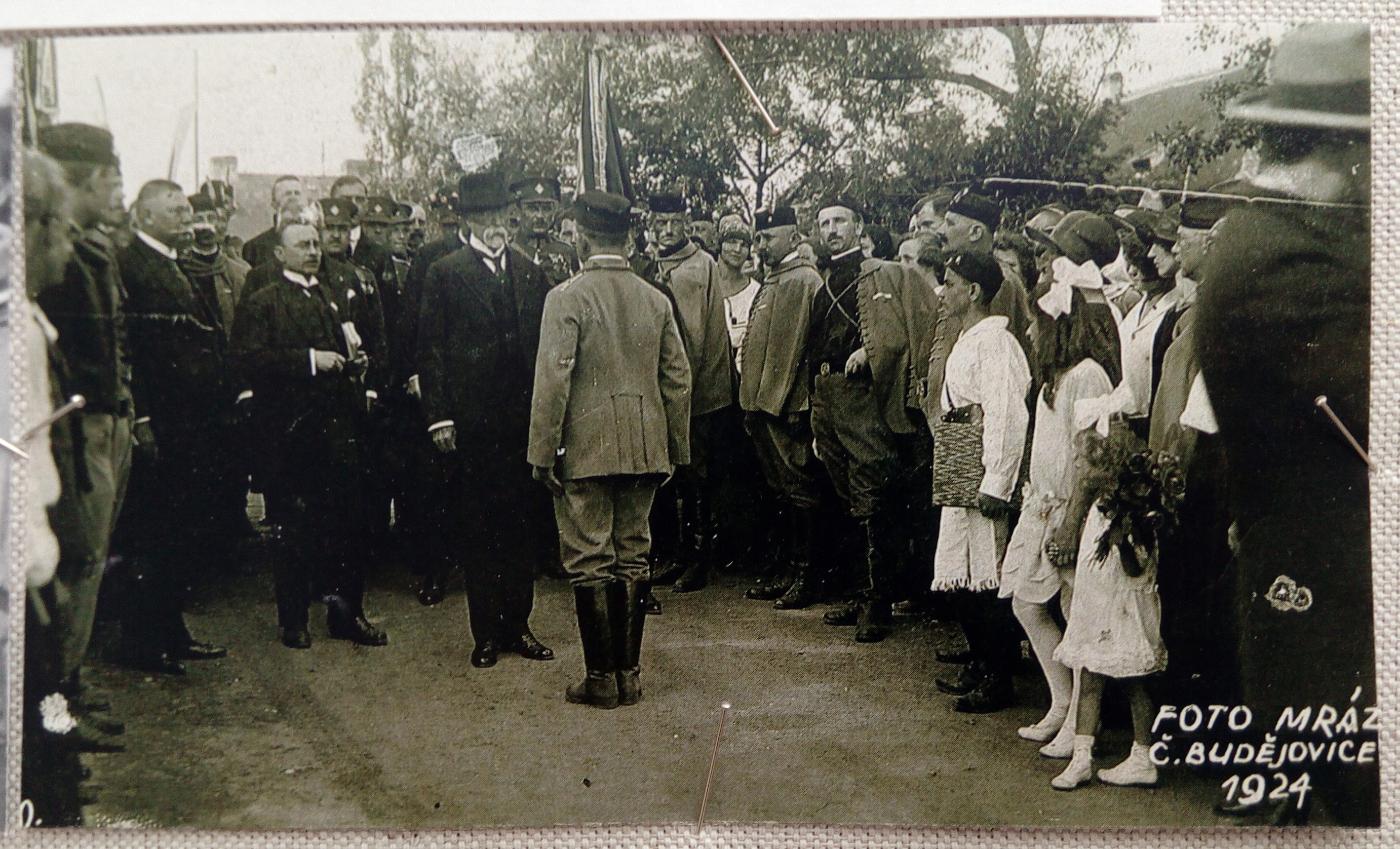
T. G. Masaryk v Budějovicích, rok 1924

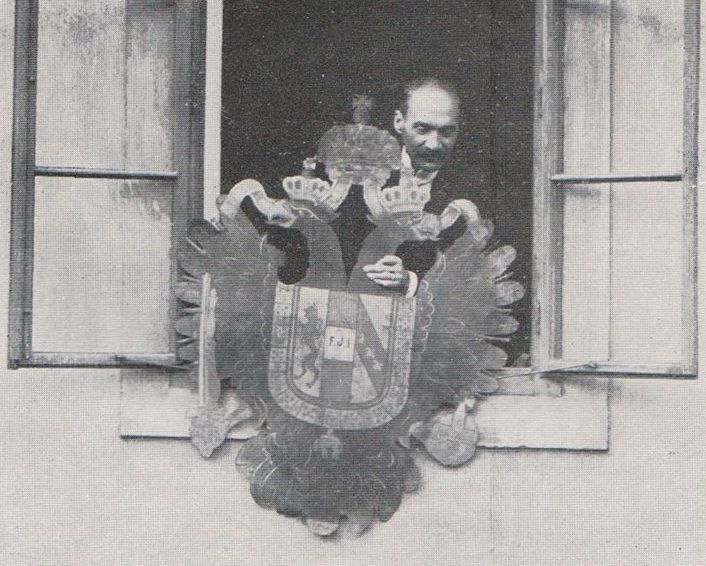
František Miroslav Čapek shazuje 28. října 1918 rakouského orla z budovy pošty v Českých Budějovicích

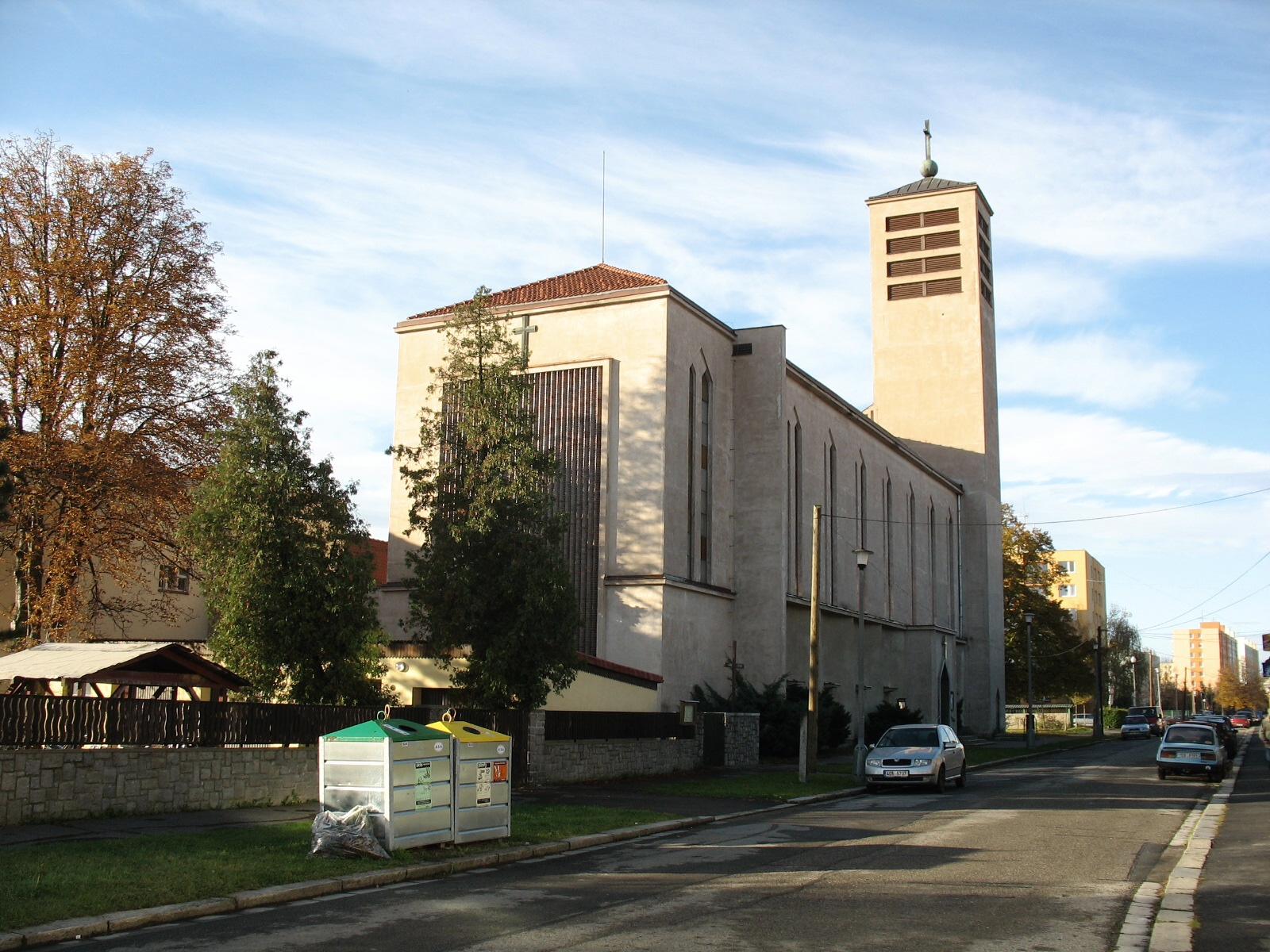
Kostel sv. Vojtěcha

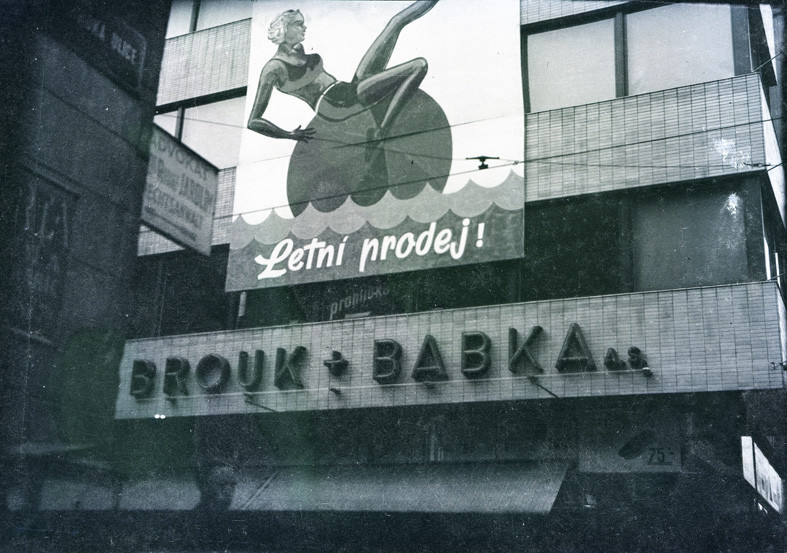
Obchodní dům Brouk a Babka

Ustavení Československa 28. října 1918 se v Budějovicích obešlo bez problémů, k čemuž dopomohli českoslovenští legionáři a italská posádka ve městě. Právě přes Budějovice se zakladatel republiky Tomáš Garrigue Masaryk 20.–21. prosince 1918 (17. prosince byl ještě v Itálii, v Padově) vrátil do vlasti. Tuto skutečnost také dokládá pamětní deska na hlavním nádraží, kde tehdy T.G. Masaryk ve francouzském železničním vagóně svého vlaku z pátku na sobotu přenocoval. Pro dopravu z nádraží (a zpět) na po něm nově pojmenované centrální náměstí, kde bylo oficiální přivítání s projevy, použili Masaryk a  jeho doprovod 14 nablýskaných automobilů jako „dopravní prostředky nové a demokratické“. Na náměstí mu byl také doručen novým starostou Budějovic Augustem Zátkou pozdravný telegram předsedy vlády Karla Kramáře. Dochované filmové záběry jsou pouze z českobudějovického nádraží, kde k uvítání hrála hudba Otakara Jeremiáše a italské posádky, neboť náhlá sněhová přeháňka znemožnila v pátek 20. prosince 1918 filmování na náměstí i ve městě.
V létě 1924 vyvolala velký ohlas v domácím i zahraničním tisku akce zaměřená proti šíření vztekliny na území města, která vešla do dějin pod názvem masakr koček v Českých Budějovicích či „kočičí aféra“.
Stavebním symbolem první republiky v Budějovicích je nová záložna u Černé věže architektů Bohumila Kněžka a Josefa Václavíka (1936), radikálně funkcionalistický obchodní dům Brouk a Babka („Broukárna“) architekta Karla Chocholy nebo kostel sv. Vojtěcha architekta Jaroslava Čermáka (1939).

### Německá okupace a druhá světová válka

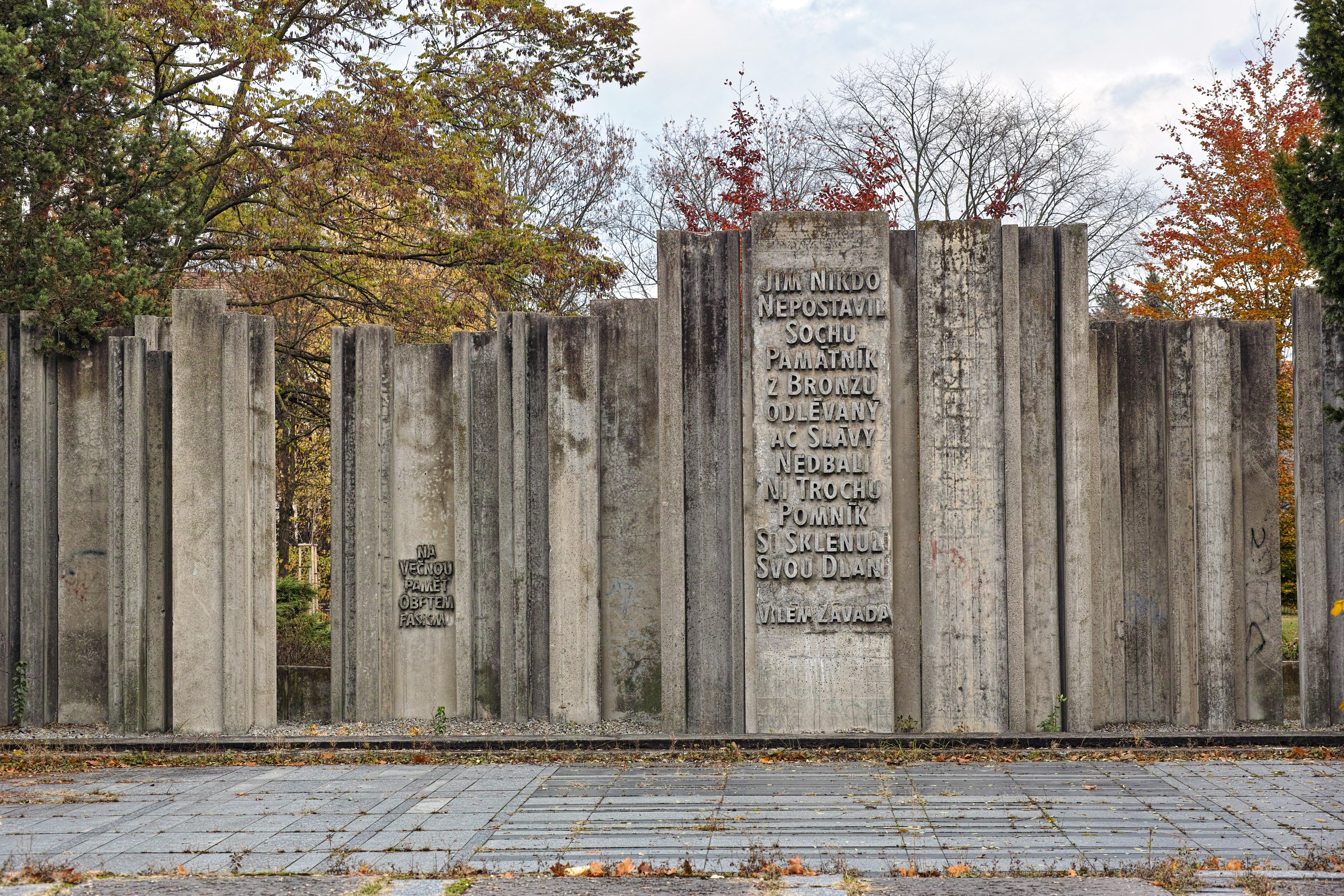
Památník obětem fašismu. Zanikl při rozšíření knihovny v roce 2020.

V období první republiky získalo ve městě rozhodující slovo české obyvatelstvo. Tento stav trval až do okupace města jednotkami německého Wehrmachtu dne 15. března 1939. Okupační správa poté rychle zlikvidovala českou obecní samosprávu. Budějovické zastupitelstvo muselo ukončit činnost již 17. března. Vrcholné posty na městských úřadech ovládli budějovičtí a říšští Němci.
Během německé okupace byl v Českých Budějovicích protinacistický odboj. Mnoho českobudějovických odbojářů (vojáci, pedagogové, zaměstnanci pošt, železničáři a další) bylo nacisty popraveno nebo internováno v koncentračních táborech. V koncentračních táborech zahynuly také stovky českobudějovických Židů.
Na konci druhé světové války v březnu 1945 se Budějovice dvakrát staly cílem náletů amerického letectva, které značně poškodily město a způsobily velké ztráty na životech. V květnu německá posádka město bez boje vyklidila a přenechala je sovětským jednotkám; přesto německé ustupující jednotky zastřelily v Českých Budějovicích několik lidí. České Budějovice ležely na demarkační čáře, přičemž centrum Českých Budějovic leželo v sovětské zóně. Přestože jednotky americké armády kontrolovaly rozsáhlé oblasti jihozápadně od Českých Budějovic, kvůli průběhu demarkační čáry nemohla americká vojska do města vstoupit. Jejich předsunuté jednotky sice dojely k dnešnímu Dlouhému mostu, ale tam se otočily. Rudá armáda vstoupila do Českých Budějovic bez boje 9. května 1945 v odpoledních hodinách. Jednalo se o 86. gardovou střeleckou divizi generála Vasilije Pavloviče Sokolovského, která byla součástí 2. ukrajinského frontu pod velením maršála Rodiona Malinovského. Následující den se americké a sovětské jednotky setkaly na náměstí v Budějovicích na společných oslavách osvobození města a konce druhé světové války v Evropě.

### Po druhé světové válce

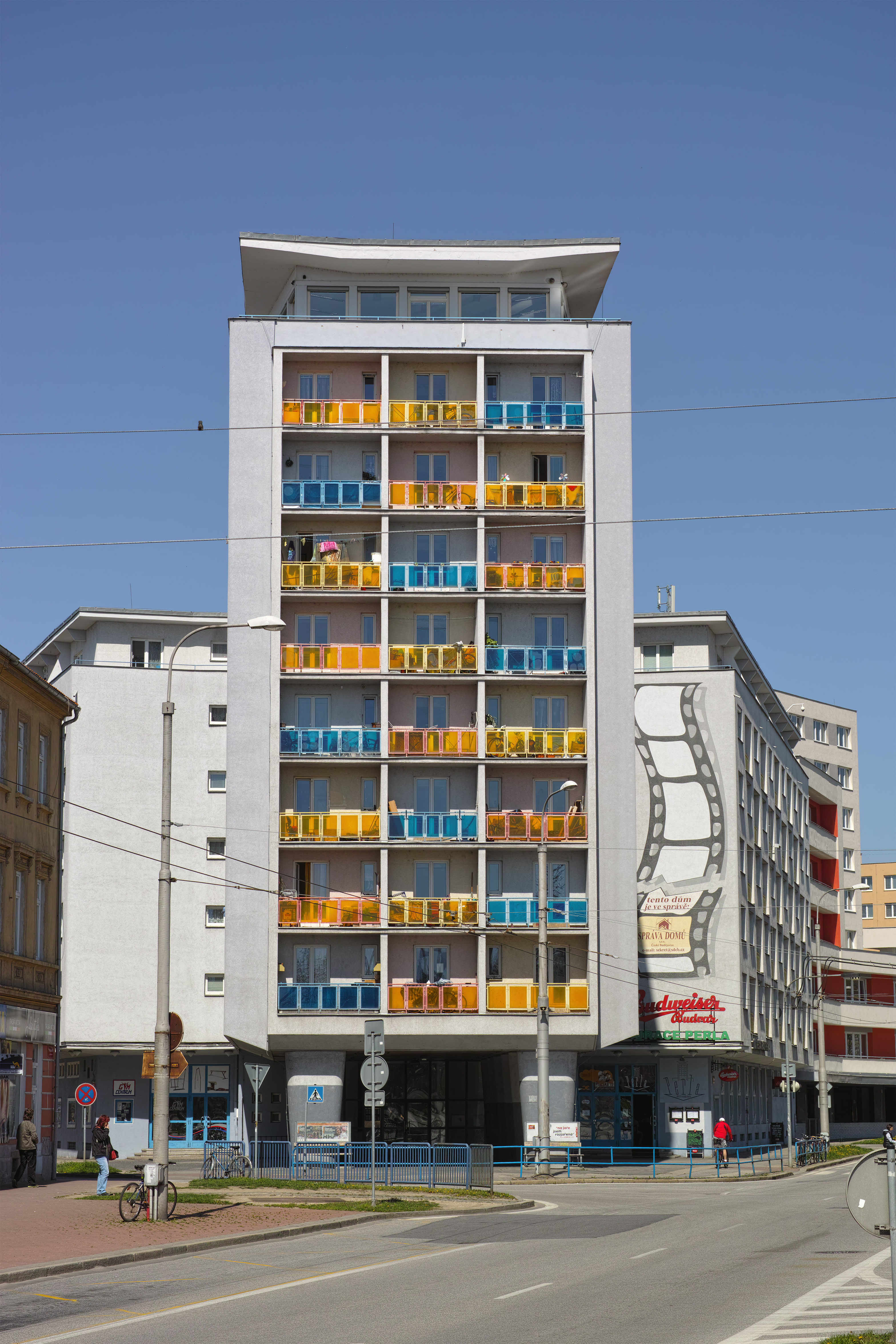
Perla

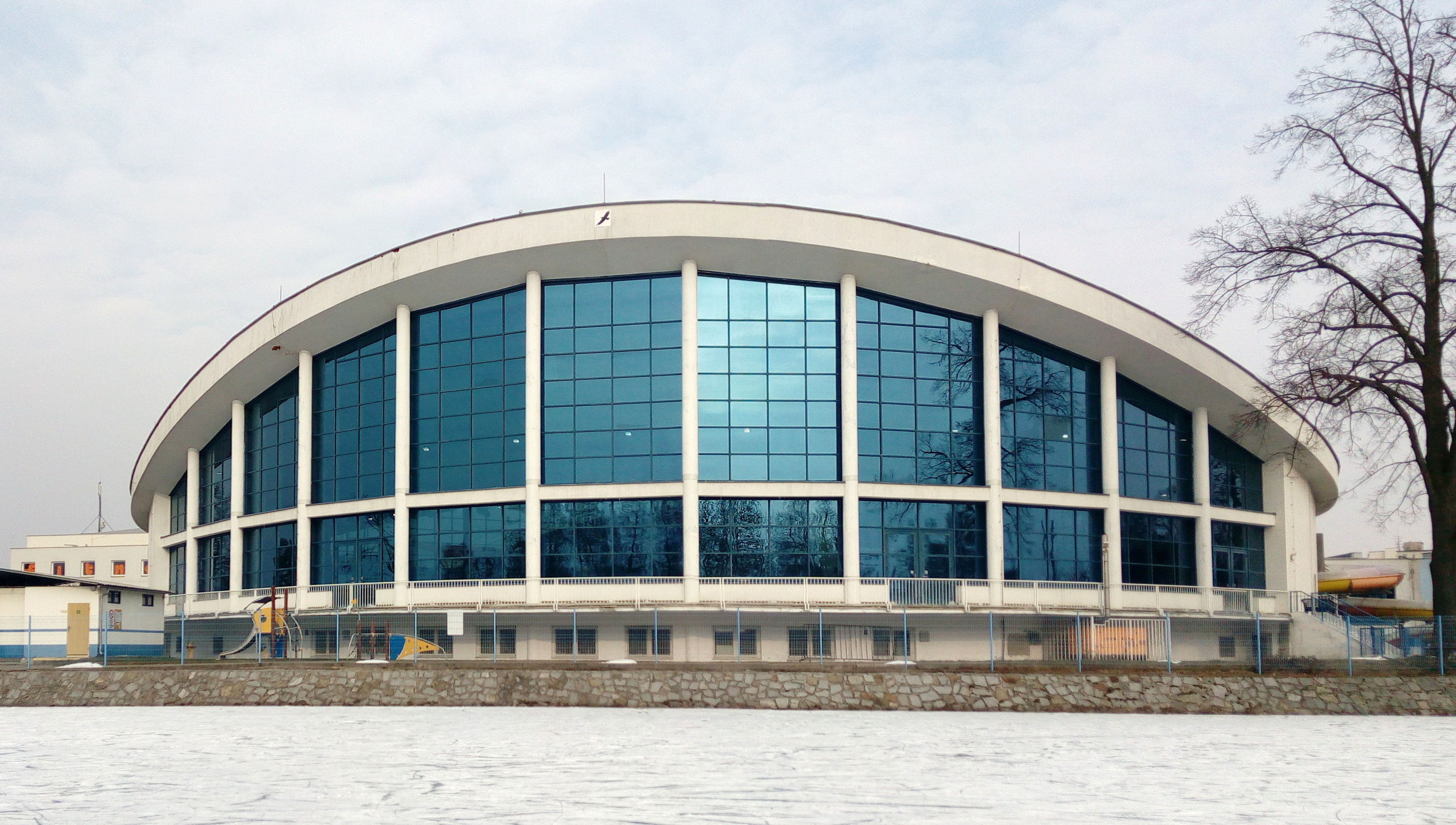
Plavecký stadion

Poválečné vysídlení Němců z Českých Budějovic postihlo asi 7 500 lidí (přibližně 16 % obyvatelstva). V roce 1948 se na letišti u Plané cvičili piloti nově založeného státu Izrael, kteří z výcviku odcházeli rovnou do bojů první arabsko-izraelské války. Komunisté, kteří se toho roku domohli v Československu monopolu moci, začali židovský stát nenávidět až později. Letiště u Plané, od 50. let výhradně vojenské, se do dějin zapsalo ještě jednou. Právě zde své pilotní umění získal českobudějovický rodák Vladimír Remek, který se později, v roce 1978, stal prvním českým kosmonautem a prvním neamerickým a nesovětským občanem ve vesmíru.
1. ledna 1949 se České Budějovice staly správním centrem nově zřízeného Českobudějovického kraje, při další správní reformě se staly 1. července 1960 centrem Jihočeského kraje.
Během invaze vojsk Varšavské smlouvy do Československa byly České Budějovice dne 22. srpna 1968 ráno obsazeny Sovětskou armádou, která zde setrvala do počátku listopadu 1968. Okupanti se snažili především obsadit budovu Československého rozhlasu v Dukelské ulici, ale lidé na ni pověsili ceduli Mateřská škola, aby je zmátli, takže sovětští vojáci budovu dlouho marně hledali. I po obsazení budovy ale rozhlasáci ilegálně vysílali z Jihočeského divadla. Jednoho Budějičáka, čtyřiadvacetiletého Václava Balouna, okupanti zastřelili. Dne 21. srpna 1968 československá armáda znemožňovala sovětským letadlům přistávání na ranveji; letiště pak bylo sovětskou armádou obsazeno pomocí tanků.
K významným stavbám v éře socialismu patřil dům Experiment z roku 1961, bruselský Komplex činžovních domů Perla (arch. Bohumil Böhm, Jaroslav Škarda a Bohumil Jarolím) z roku 1964, Plavecký stadion z dílny architekta Bohumila Böhma, otevřený roku 1971, Muzeum revolučního dělnického hnutí (dnes vědecká knihovna) z roku 1975, krematorium z roku 1979 nebo hotel Gomel (dnes Clarion Congress Hotel České Budějovice), postavený roku 1982.
Sametovou revoluci, která v roce 1989 svrhla komunistický režim, začali v Budějovicích studenti a herci Jihočeského divadla. 27. listopadu, v den generální stávky, zaplnilo náměstí Přemysla Otakara II. padesát tisíc demonstrantů. K organizátorům těchto akcí patřili i budoucí známí politici: premiér Česka Vladimír Špidla, místopředseda sněmovny Jiří Vlach nebo první polistopadový starosta Budějovic Mojmír Prokop.

### Po roce 1989

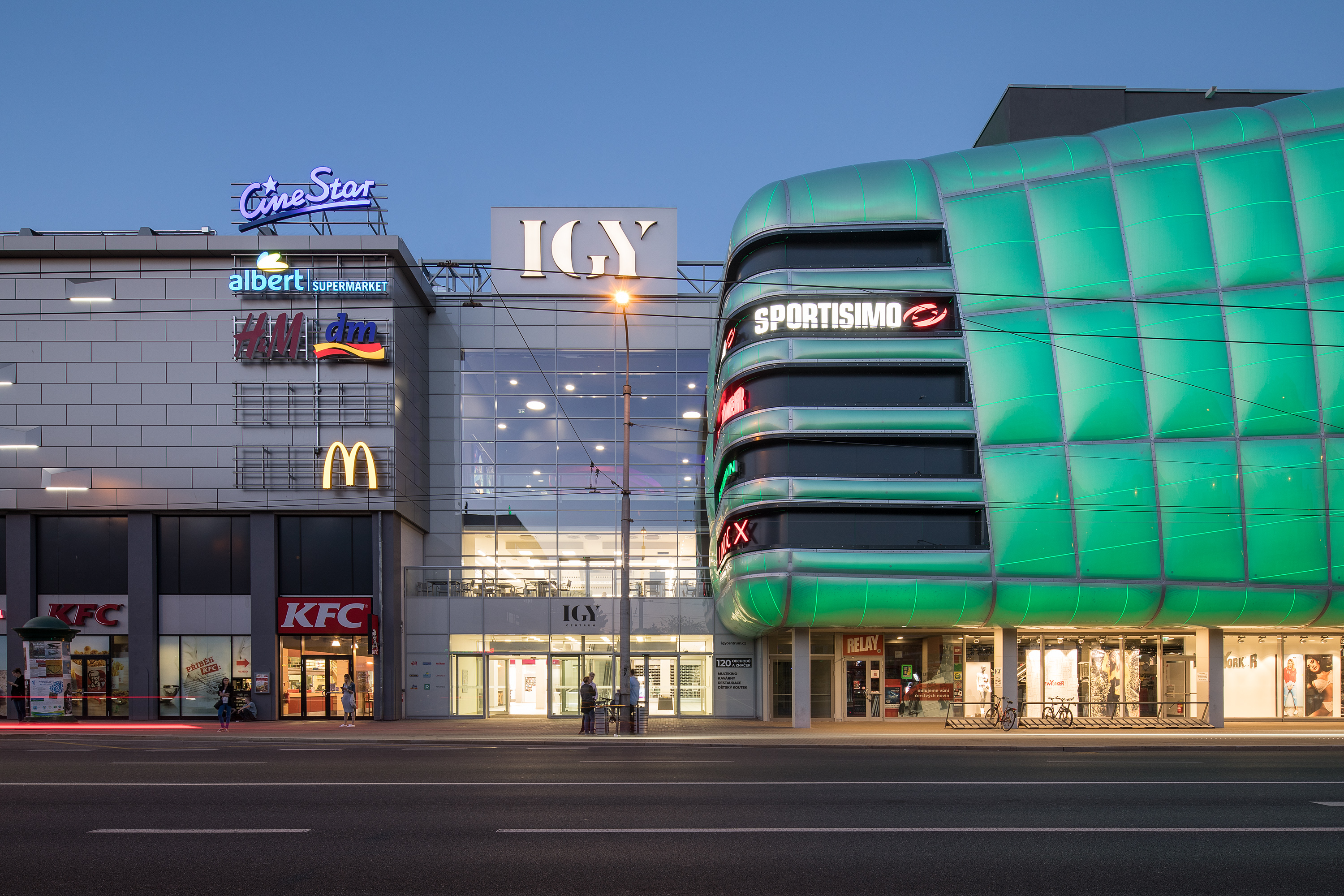
IGY centrum

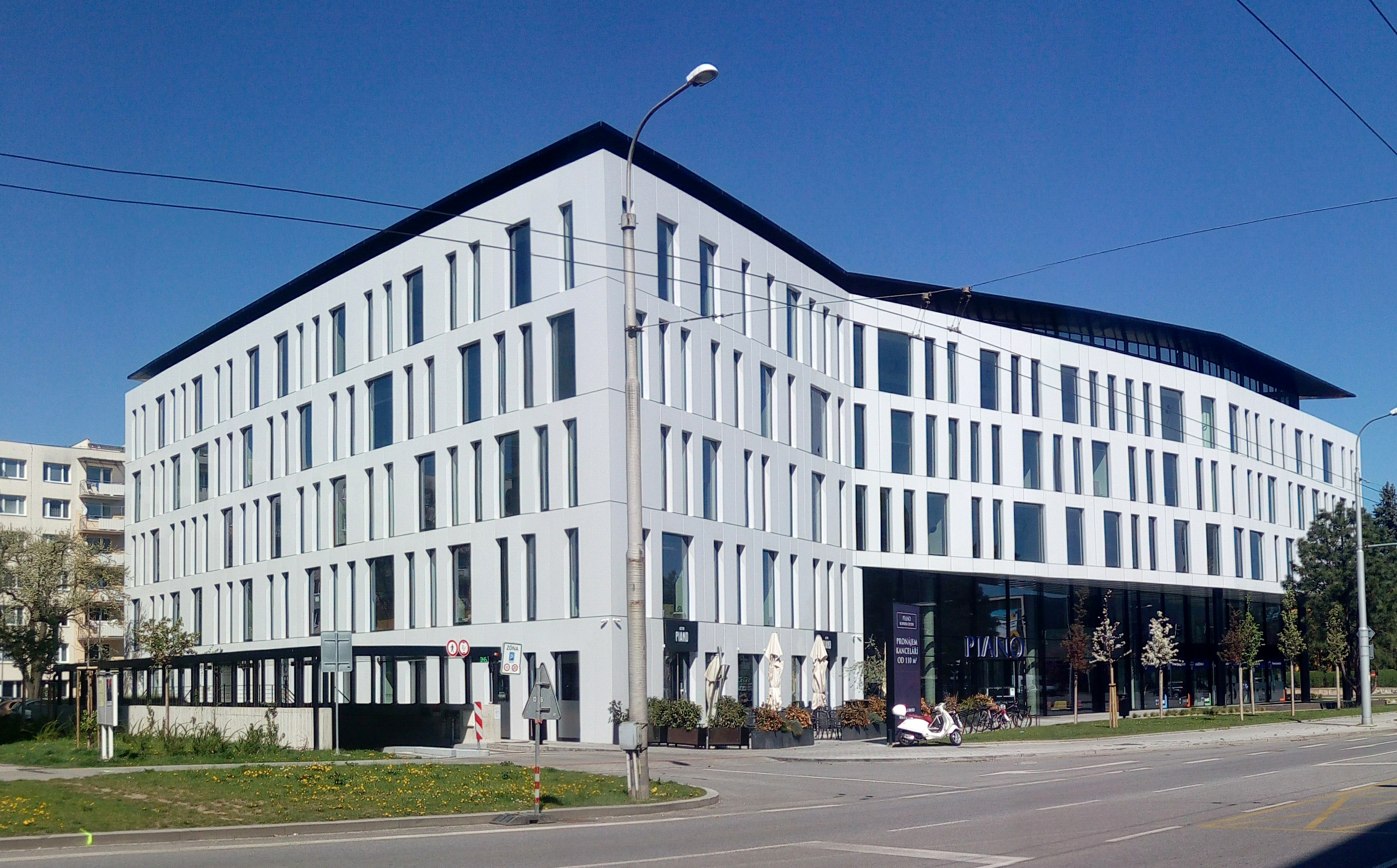
Piano

Roku 1991 se Budějovice staly univerzitním městem, když byla založena Jihočeská univerzita. Vysoké školství mělo ovšem ve městě již starší tradici, od roku 1948 zde fungovala pobočka Pedagogické fakulty Univerzity Karlovy v Praze (později samostatná fakulta) a o něco později vznikla Provozně ekonomická fakulta (od roku 1960 pobočkou Vysoké školy zemědělské v Praze). Právě tyto dvě starší vysokoškolské instituce se staly jádrem nové univerzity.

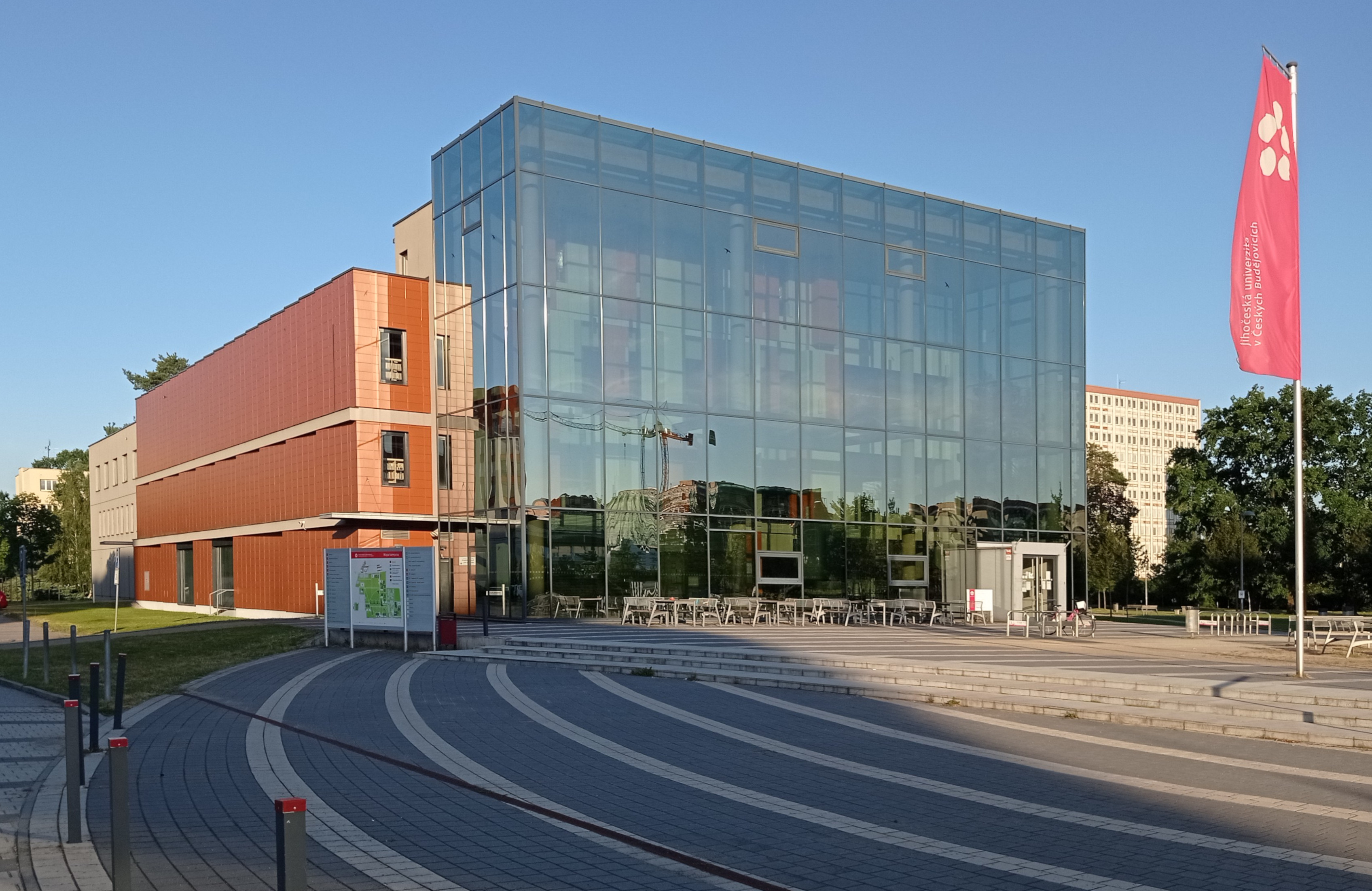
Akademická knihovna

Od roku 2000 byly Budějovice hlavním městem nového Budějovického kraje, který byl v květnu 2001 přejmenován na Jihočeský kraj. V srpnu 2002 postihly Budějovicko mohutné povodně, při nichž Malše a Vltava zaplavily velkou část města včetně historického centra a způsobily značné škody (viz též Seznam živelních katastrof v Českých Budějovicích).
K nejvýznamnějším stavbám po roce 1989 patří přístavba radnice (2000), obchodní centrum Igy (2004, 2017), nové autobusové nádraží (2007), akademická knihovna (2010), Jihočeský vědeckotechnický park (2014), Komunitní centrum Máj (2014), dostavba Jihočeské vědecké knihovny (2017), administrativní centrum Piano (2018), nové budovy Jihočeské univerzity, Výstaviště nebo dostavby v budějovické nemocnici. Odvážný projekt koncertní síně zvané obvykle „Rejnok“, z dílny Jan Kaplického, byl nakonec stornován. V roce 2023 zvítězily České Budějovice v českém kole soutěže o titul Evropského hlavního města kultury pro rok 2028.

## Městské symboly
Městské symboly řešilo několik vyhlášek:
- Vyhláška č. 19/1997 (1998) (13.03.1997) – O symbolech města ČB a jejich užívání
- Vyhláška č. 5/2005 (26.05.2005) – O zrušení obecně závazné vyhlášky č. 19/98 o symbolech města České Budějovice a jejich užívání[67]
- Vyhláška č. 6/2005 (26.05.2005) – O symbolech města České Budějovice a jejich užívání
- Vyhláška č. 9/2005 (10.11.2005, usnesení č. 238/2005) – O symbolech města České Budějovice a jejich užívání[68]

### Znak
Městský znak se od roku 1965 vrátil ke své původní podobě, vyobrazené na nejstarší městské pečeti používané již ve 20. letech 14. století: na gotickém trojhranném štítě červené barvy stojí v dolní polovině stříbrná, kvádrovaná hradební zeď bez cimbuří, nad níž v horní polovině vynikají tři okrouhlé, stříbrné věže bez oken, se zlatými kuželovými střechami s makovicemi. Střední věž je vyšší a širší, postranní jsou užší a nižší. Na střední věži až přes hradební věž visí červený gotický trojhranný štít se stříbrným dvouocasým lvem se zlatou korunou.

### Vlajka
Vlajka Českých Budějovic je tvořena listem o poměru stran 2:3 s dvěma vodorovnými pruhy – žlutým a červeným.

### Pečeť
Pečeť města je kulatá, lemovaná opisem SIGILLVM CIVIVM DE BUDIWOYZ. Ve vnitřním pečetním poli je kvádrovaná zeď bez cimbuří s třemi okrouhlými věžemi ukončenými kuželovitými střechami s makovicemi. Prostřední z věží je širší a je na ní připevněn štít s českým lvem.
Městská pečeť byla v Českých Budějovicích používána od počátku 14. století ve dvou provedeních – velká o průměru 67 mm a malá s průměrem 40 mm. Originály pečetí jsou uloženy ve Státním okresním archivu České Budějovice.

### Logo
Logo Českých Budějovic je tvořeno červenými, stylizovanými písmeny „c” a „b”. Vpravo od nich je nápis České Budějovice (ve dvou řádcích) a pod ním žlutý čtvereček.
Čtverec poukazuje na nejvýraznější a nejzapamatovatelnější architektonickou charakteristiku města: čtvercové náměstí Přemysla Otakara II. Barvy navazují na historický a heraldický standard.
Logo vzniklo v roce 2000 a je používáno na prezentačních materiálech města.

## Pamětihodnosti

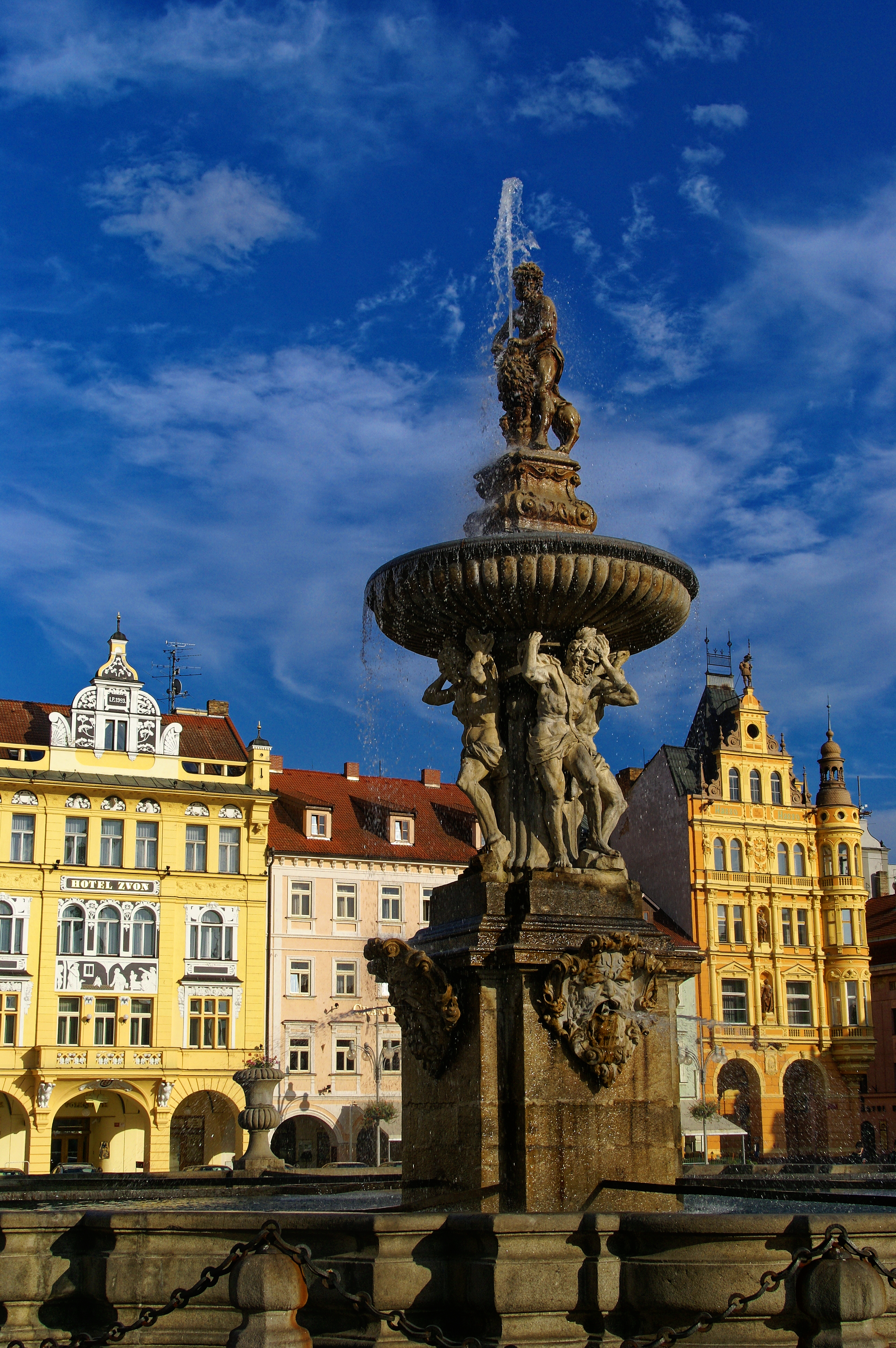
Samsonova kašna

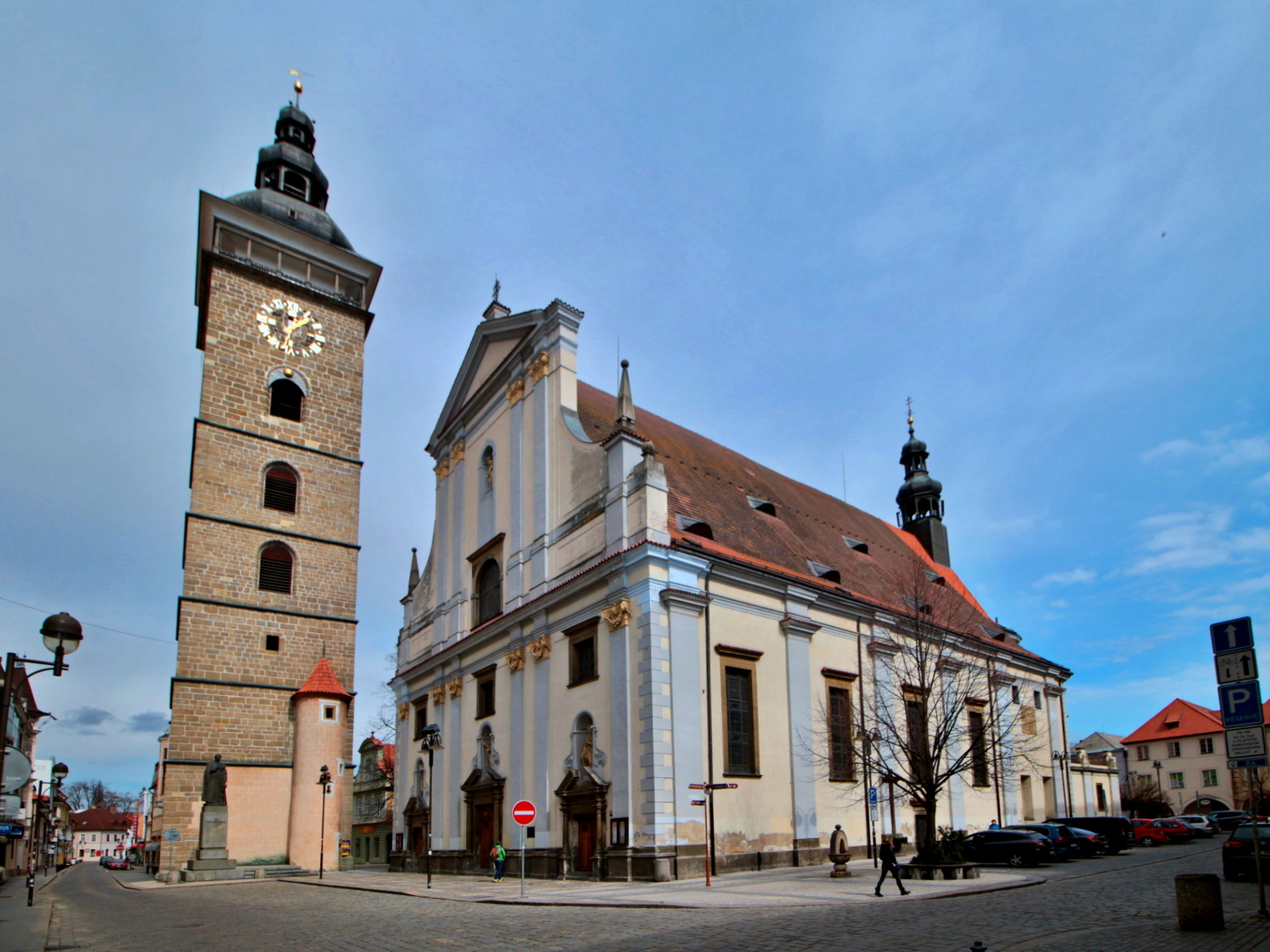
Černá věž a Katedrála sv. Mikuláše

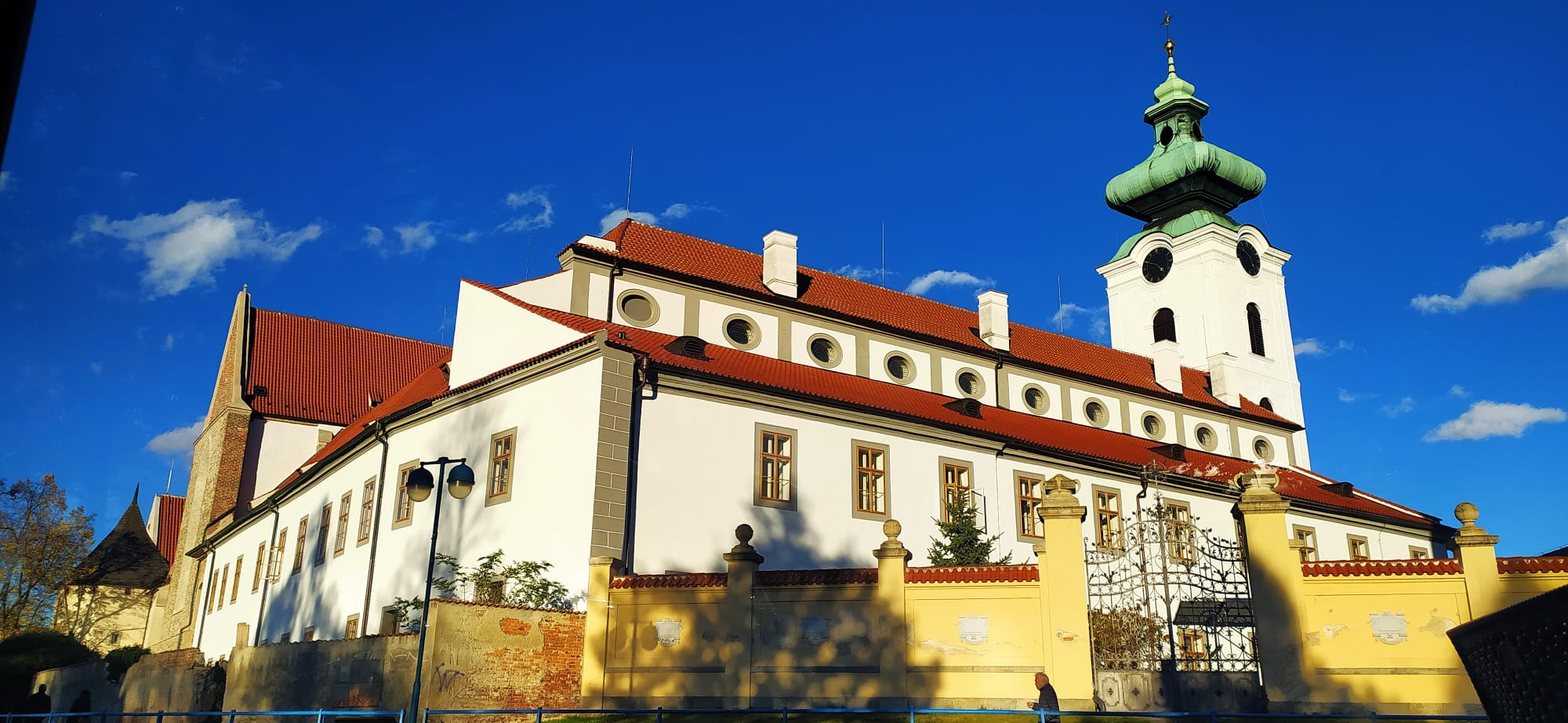
Dominikánský klášter

České Budějovice jsou častým cílem turistů z Německa, Rakouska, ale též z Asie a dalších částí světa. Jednak samy mají mnoho cenných historických památek, jednak jsou přirozeným centrem turisticky atraktivního Jihočeského kraje. Nejvíce památek je v městské památkové rezervaci v historickém centru, zejména:
- Náměstí Přemysla Otakara II. s barokní Samsonovou kašnou a radnicí postavenou mezi lety 1727–1730
- Barokní katedrála svatého Mikuláše a Černá věž
- Kaple Smrtelných úzkostí Páně za katedrálou
- Piaristické náměstí, přilehlý gotický dominikánský klášter s kostelem Obětování Panny Marie a pozdně renesanční Solnice.
- Železná panna a Rabenštejnská věž jsou obrannými věžemi ze 14. století a jedním z mála pozůstatků gotického opevnění města.

Dalšími památkami jsou např.:
- Kostel svatého Jana Křtitele a svatého Prokopa z počátku 13. století
- Špitál s kostelem Nejsvětější Trojice
- Meteorologický sloup[70]

V městské části České Budějovice 7 – v centrální části Rožnova je vesnická památková zóna.

## Geografie, klima a přírodní zajímavosti

### Poloha

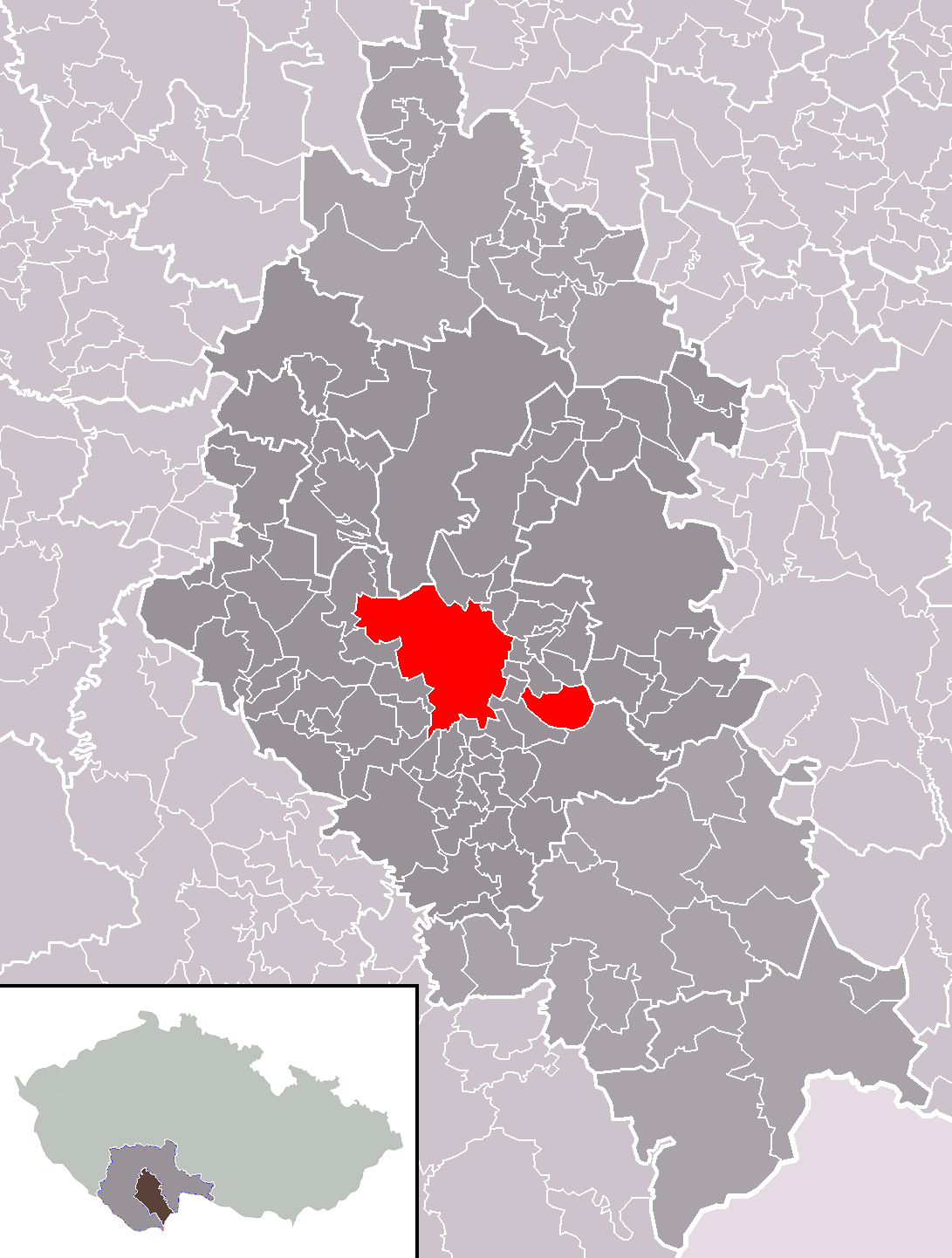
Poloha Českých Budějovic v rámci okresu, tmavě šedá oblast uprostřed představuje jejich správní obvod coby obce s rozšířenou působností

České Budějovice leží na soutoku řek Malše a Vltava v jihovýchodní části Českobudějovické pánve. Ta se táhne severně a severozápadně od města a je bohatá na rybníky. Největšími rybníky na území města jsou Starohaklovský rybník (44 ha), Černiš (42 ha), Novohaklovský rybník (41 ha), Starý vrbenský zadní rybník (22 ha), Starý houženský rybník (21 ha), Domin (17 ha), Čertík (15 ha), Nový vrbenský rybník (13 ha), Starý vrbenský přední rybník (13 ha), Bor (10 ha), Dubský rybník (10 ha). Z ostatních směrů je Českobudějovická pánev v relativní blízkosti města zřetelně ohraničena terénními vyvýšeninami: Lišovský práh ji na severovýchodě odděluje od Třeboňské pánve, na jihovýchodě a jihu se nachází podhůří Novohradských hor, na jihozápadě a západě pak podhůří Šumavy, konkrétně Blanský les s Kletí. Sousedními obcemi sídla jsou Planá, Včelná, Roudné, Rudolfov, Staré Hodějovice, Srubec, Litvínovice, Hlincová Hora, Branišov, Vráto, Dubičné, Dobrá Voda u Českých Budějovic, Úsilné, Hůry, Zvíkov, Hluboká nad Vltavou, Ledenice, Hrdějovice, Boršov nad Vltavou, Čejkovice a Dasný.

### Podnebí
Budějovické podnebí je mírně teplé, vlhké a s mírnou zimou. Projevuje se efekt blízkých pohoří Šumava, Novohradské hory a slabě i vliv Alp, což způsobuje fénové efekty při jižních a jihovýchodních větrech (srážkový stín a zvýšení teploty), na druhé straně k opačnému efektu dochází při severních a severozápadních větrech. Nejčastěji zde vanou západní a severozápadní větry, významný je i podíl větrů východních a jihovýchodních.

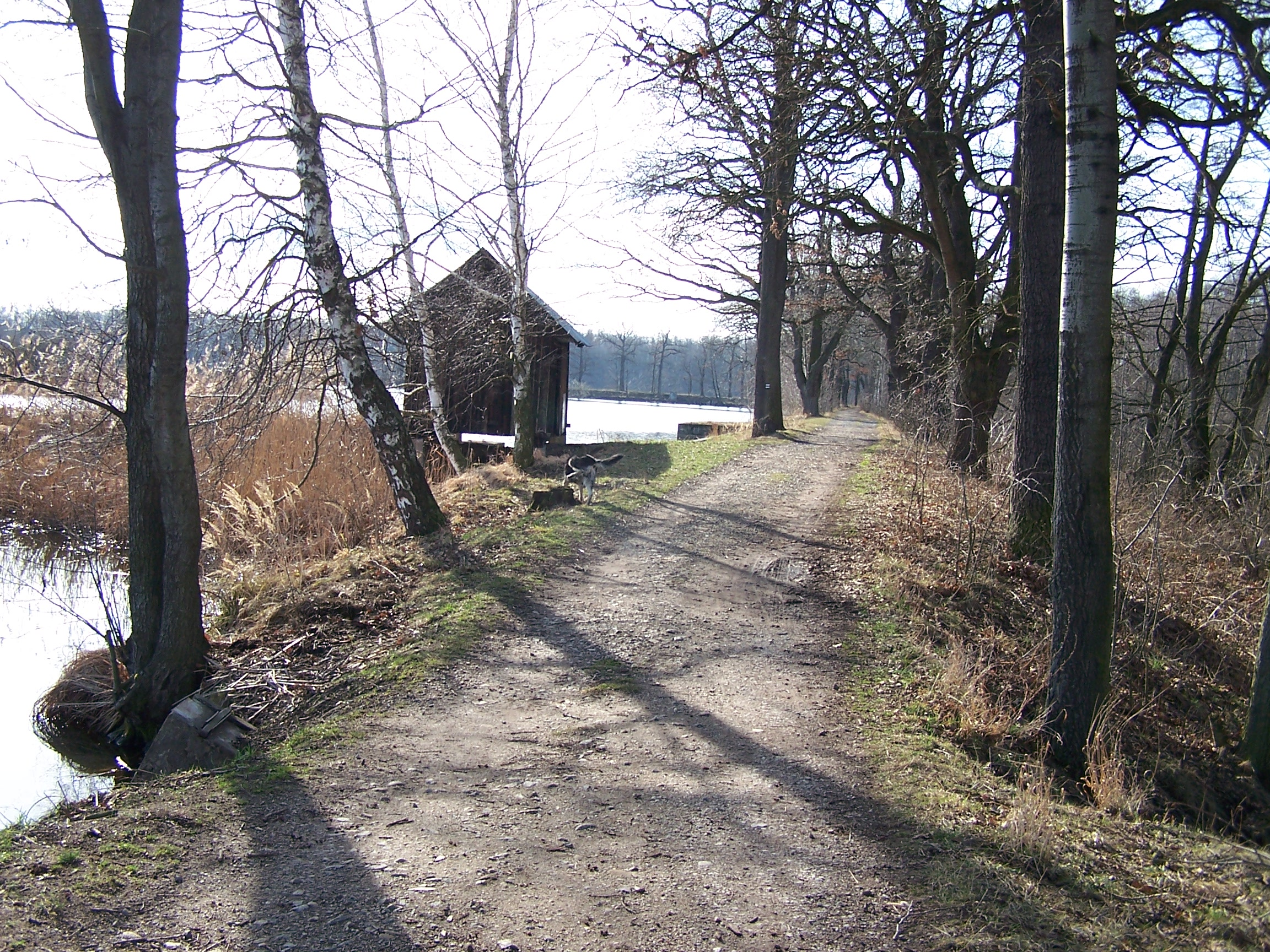
Vrbenské rybníky (Domin) v zimě

Poloha na dně mělké široké pánve omezuje proudění vzduchu, což je patrné za zimních inverzí. Rybníky v okolí způsobují časté a husté mlhy zejména v severozápadní části města. Hustá zástavba a široké betonové či vydlážděné plochy způsobují obecně nižší rychlost větru a vyšší teploty v centru města (oproti městským okrajům).
Dlouhodobý roční průměr teplot (pro období 1886–2004) činí 8,1 °C, nejnižší naměřená teplota vzduchu -42,2 °C (11. únor 1929 v Litvínovicích, asi 1 km od Budějovic), nejvyšší 37,8 °C (27. červenec 1983). Ve městě mrzne v průměru 111 dnů v roce, celodenní mrazy trvají v průměru 31 dní v roce. V průměru je šest tropických dnů ročně. Dlouhodobý průměrný úhrn srážek na rok činí 623 mm, většina z nich spadne v létě. Rekordní denní úhrn srážek pochází z 25. srpna 1925 (127,7 mm), měsíční z povodňového srpna 2002 (403,5 mm).

### Povodně
Poloha v mělké pánvi na soutoku dvou velkých řek vystavuje České Budějovice značnému riziku povodní. Nejčastěji se rozvodňovaly Dobrovodský potok a Malše. Lokální deště způsobují často problémy též v severozápadní části města (zejména v okolí ulice Branišovská), kde při větších srážkách kanalizace nestíhá odvádět vodu stékající z okolních mírně výše položených polí, na což doplácí i kampus Jihočeské univerzity.

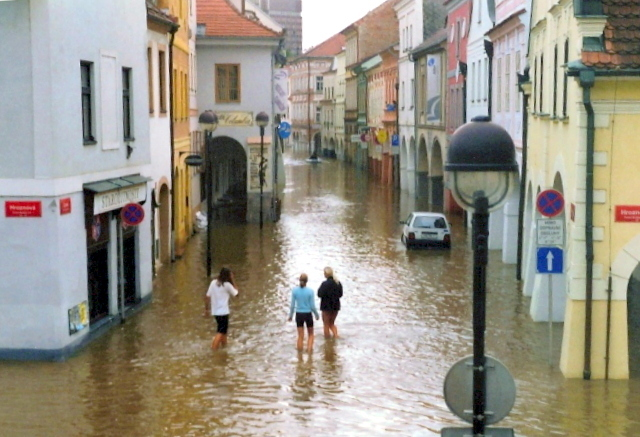
Povodeň v roce 2002 v centru města - Česká ulice

Z kronik jsou známy četné případy velkých povodní, kdy voda zaplavila centrum města a způsobila rozsáhlé škody na městském opevnění. V první čtvrtině 20. století byly povodně omezeny regulací vodních toků (Malše, Vltava) či dokonce jejich přesměrováním (Dobrovodský potok). Velké povodně se i přesto vyskytly v lednu 1920, srpnu 1925, březnu 1940 a červenci 1954. Riziko povodní od Vltavy výrazně pokleslo na konci 50. let, kdy byla postavena vodní nádrž Lipno. Město tak postihly až pětisetletá povodeň v srpnu 2002, největší v historii Českých Budějovic (průtok vody Malší a Vltavou byl deset až patnáctkrát vyšší oproti průměru a asi o polovinu vyšší než při rozsahem následujících povodních z let 1888 a 1890). Při všech těchto povodních trpělo jak centrum města, tak některé jeho další části (obzvlášť exponovaná je Havlíčkova kolonie podél Malše).

### Přírodní zajímavosti ve městě a okolí
- Přírodní rezervace Vrbenské rybníky na severozápadním okraji města
- Přírodní památka Kaliště na východě města
- Přírodní památka Vrbenská tůň na severu města
- Přírodní památka Tůně u Špačků na jižním okraji města na břehu Malše
- Stromovka – park na západojihozápad od centra města (významný krajinný prvek)
- Památné stromy (celkem 8): jinan dvoulaločný v zahradě piaristického kláštera, lípa malolistá u plaveckého stadionu, jinan dvoulaločný v areálu Lannovy loděnice, buk lesní červenolistý v Dukelské ulici, duby U Špačků, u Nového Roudného a u Starohaklovského rybníka a lípa v Třebotovicích.
- park Na Sadech – parčík v centru města s kolonií havranů polních

## Obyvatelstvo
| Rok  | Obyvatel |
| ---- | -------- |
| 1869 | 17 413   |
| 1880 | 23 845   |
| 1890 | 28 491   |
| 1900 | 39 328   |
| 1910 | 44 538   |
| 1921 | 44 022   |
| 1930 | 43 788   |
| 1950 | 56 832   |
| 1961 | 64 785   |
| 1970 | 77 337   |
| 1980 | 90 415   |
| 1991 | 97 243   |
| 1995 | 99 872   |
| 2001 | 97 339   |
| 2011 | 93 883   |
| 2019 | 94 014   |
| 2020 | 94 463   |
| 2021 | 94 229   |
| 2022 | 93 426   |
| 2023 | 96 417   |
| 2024 | 97 377   |

České Budějovice byly k 1. lednu 2017 sedmým nejlidnatějším městem v České republice. Největšího počtu, 99 872 obyvatel, dosáhly České Budějovice v roce 1995. Podle sčítání roku 2011 už ale počet obyvatel města České Budějovice činil jen 93 883, což je za poslední desetiletí snížení o 3,5 tis. osob. Jde o projev suburbanizace, protože v okolních obcích se počet obyvatel značně zvýšil, a tedy v celém správním obvodu obce s rozšířenou působností České Budějovice celkově také. Tento správní obvod také zhruba odpovídá českobudějovické aglomeraci, v níž žije cca 170 tisíc obyvatel. Do vlastního města dojíždí 30 tisíc lidí za prací i za studiem.

### Současnost
Drtivá většina budějovických obyvatel jsou Češi (94,9 % podle sčítání lidu 2001). Významnou etnickou menšinu tvoří Romové, kteří se ovšem většinou hlásí k české národnosti (oproti odhadovanému počtu necelých 2000 Romů se k romské národnosti přihlásilo v roce 2001 jen 125 obyvatel). Počet obyvatel slovenské národnosti (1,15 %) je pod celostátním průměrem.
Na demografické složení Českých Budějovic má v akademickém roce výrazný vliv Jihočeská univerzita (v roce 2008 měla přes 11 000 posluchačů). Přespolní studenti bydlí na kolejích nebo si pronajímají byty především na blízkém sídlišti Máj, často v severozápadní části sídliště, kde jsou vzhledem k vyšší koncentraci sociálně slabých obyvatel nižší nájmy i ceny bytů.

Věková struktura obyvatel obce České Budějovice roku 2011
Rodinný stav obyvatel obce České Budějovice roku 2011
Vzdělání obyvatel obce České Budějovice roku 2011

### Historická etnografie
Po staletí byly Budějovice převážně německy mluvící město, podobně jako jiné části Pohraničí. Poměr německy a česky mluvícího obyvatelstva kolísal od založení Budějovic po asi 16. století, kdy čeští Němci získali značnou převahu jak v celkovém počtu obyvatel, tak v řadách vedoucích představitelů města. Nutno však dodat, že národnost či jazyk nehráli pro skupinovou sebeidentifikaci až do půli 19. století velký význam – ve srovnání například s náboženstvím či loajalitou k vládnoucí dynastii. Asi nejvýraznější projev národnostního rozštěpení města spočíval v tom, že zaměstnávalo dva písaře, českého a německého.

Budějovice byly převážně německy mluvící město od 16. do konce 19. století. Etnografická mapa z roku 1855.

K výrazné politické a společenské polarizaci došlo v během poloviny 19. století. Tehdy také začal klesat podíl českých Němců v Budějovicích a to díky vyšší porodnosti Čechů a zejména příchodu nových obyvatel z česky mluvícího venkova, kteří v industrializovaném městě hledali práci coby dělníci. Až do roku 1890 tvořili německy mluvící obyvatelé většinu ve městě a v budějovickém jazykovém ostrově. Kvůli volebnímu cenzu, který dával větší váhu majetnějším obyvatelům, zůstali až do vzniku samostnatného Československa v roce 1918 starosty města německy mluvící osobnosti. V roce 1930 klesl podíl německého obyvatelstva na 14 %.
Podle sčítání 1921 zde žilo v 2352 domech 44 022 obyvatel, z nichž bylo 22 878 žen. 35 577 obyvatel se hlásilo k československé národnosti, 7 006 k německé a 212 k židovské. Žilo zde 34 926 římských katolíků, 871 evangelíků, 4562 příslušníků Církve československé husitské a 1423 židů. Podle sčítání 1930 zde žilo v 3 122 domech 43 788 obyvatel. 36 252 obyvatel se hlásilo k československé národnosti a 6 681 k německé. Žilo zde 33 006 římských katolíků, 1 191 evangelíků, 6 278 příslušníků Církve československé husitské a 1 138 židů. Německá menšina přestala ve městě existovat po druhé světové válce, kdy byla drtivá většina obyvatel německé národnosti vyhnána do Rakouska či Německa.
Druhou výraznou etnickou menšinu v historii města představovali Židé. První židovské rodiny se v Budějovicích usídlily v roce 1341, na počátku 16. století však byly Židům odebrány děti a dospělí vyhnáni z města. Až v roce 1849 byly státní i městské protižidovské restrikce zrušeny. Na přelomu 19. a 20. století činil podíl Židů mezi obyvateli města 4–6 %, pak výrazně klesl kvůli emigraci a patrně i opouštění židovského náboženství a zvyků v rámci asimilace s ostatním obyvatelstvem. Při sčítání lidu v roce 1930 se přihlásilo k židovské národnosti již jen 168 osob. Židovská menšina přestala ve městě existovat za druhé světové války, kdy byla většina budějovických Židů vyvražděna během holokaustu a přeživší emigrovali.

## Náboženství

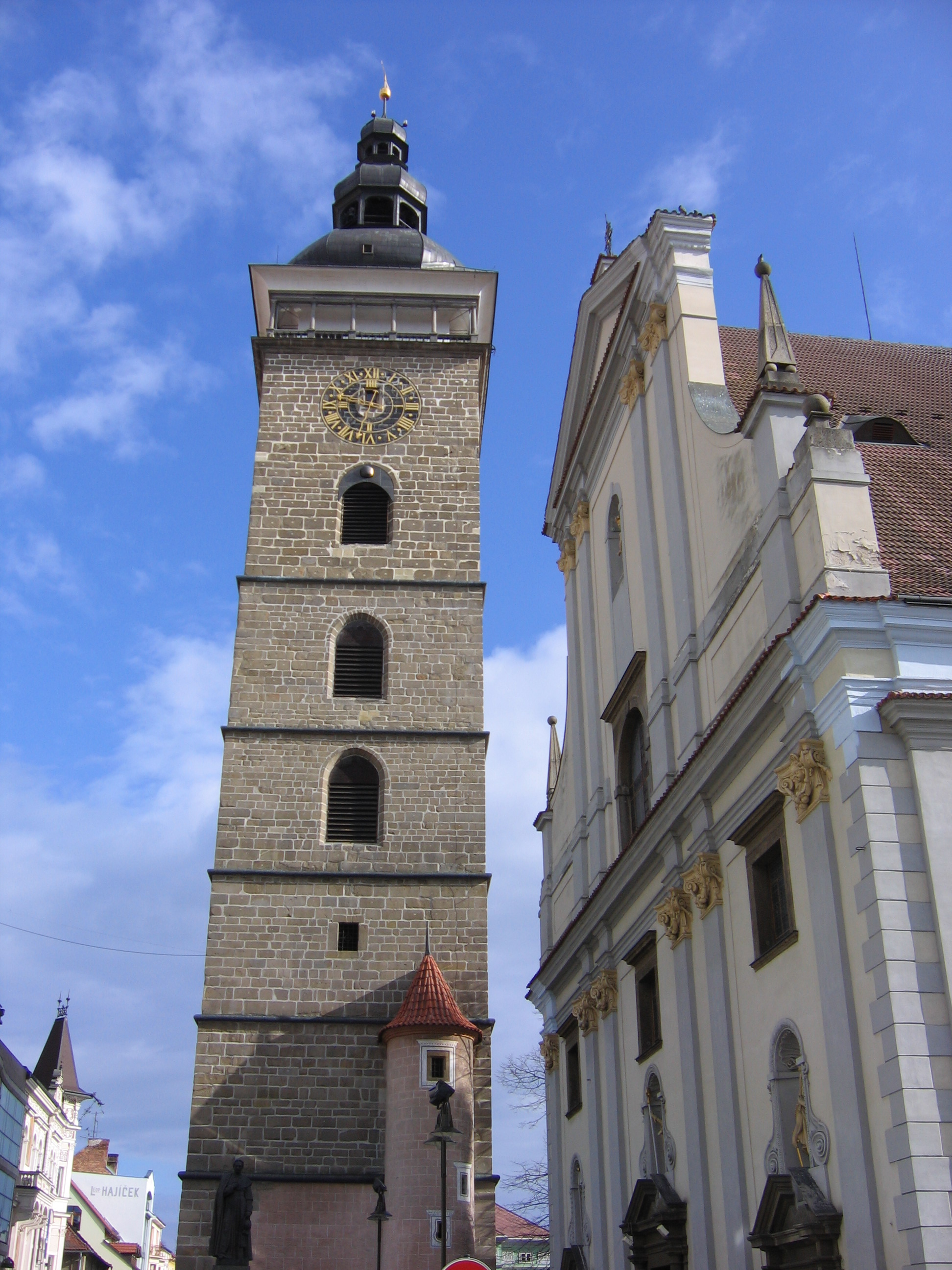
Průčelí katedrály svatého Mikuláše a Černá věž, která je zároveň zvonicí katedrály

Jako v celé republice je většina obyvatel Českých Budějovic bez vyznání (58,6 % z 97 339 v roce 2001), dalších 12,6 % obyvatel při sčítání lidu v roku 2001 vyznání neuvedlo.
Nejsilnějším náboženstvím je římskokatolická církev, k níž se hlásí 23,9 % obyvatel. Její pozici posiluje, že město je centrem českobudějovické diecéze a působí v něm několik katolických řádů a kongregací: salesiáni, petríni (ti byli v Č. Budějovicích přímo založeni), tzv. petrinky a Školské sestry Notre Dame. (V historii byly ve městě zastoupeny i řády dominikánů, piaristů, redemptoristů, kapucínů a boromejek.) Významnou roli hraje katolické školství, které v Českých Budějovicích tvoří 2 mateřské, 1 základní škola a Biskupské gymnázium J. N. Neumanna; důležitá je také Teologická fakulta Jihočeské univerzity. Mimoto v Budějovicích působí Salesiánské středisko mládeže.
Následují církev československá husitská (1180 členů), českobratrská církev evangelická (505), pravoslavná církev (146) a Svědkové Jehovovi (176). Církev bratrská sice není v Budějovicích příliš zastoupena, ale sídlí zde její samostatný sbor, jehož hlavní modlitebna je centrem pro celou oblast jižních Čech. Aktivní vyhledávání nových věřících pomocí podomních pochůzek ve městě provádějí ve velkém rozsahu Svědkové Jehovovi a zejména mormoni.
V historii hrála významnou roli i židovská komunita, ovšem ta zanikla během holokaustu, a monumentální synagoga byla okupačními úřady zbořena. Její velký model je k vidění ve vstupní hale společnosti E.ON přímo naproti místu, kde stávala.

## Kultura, umění a turistika

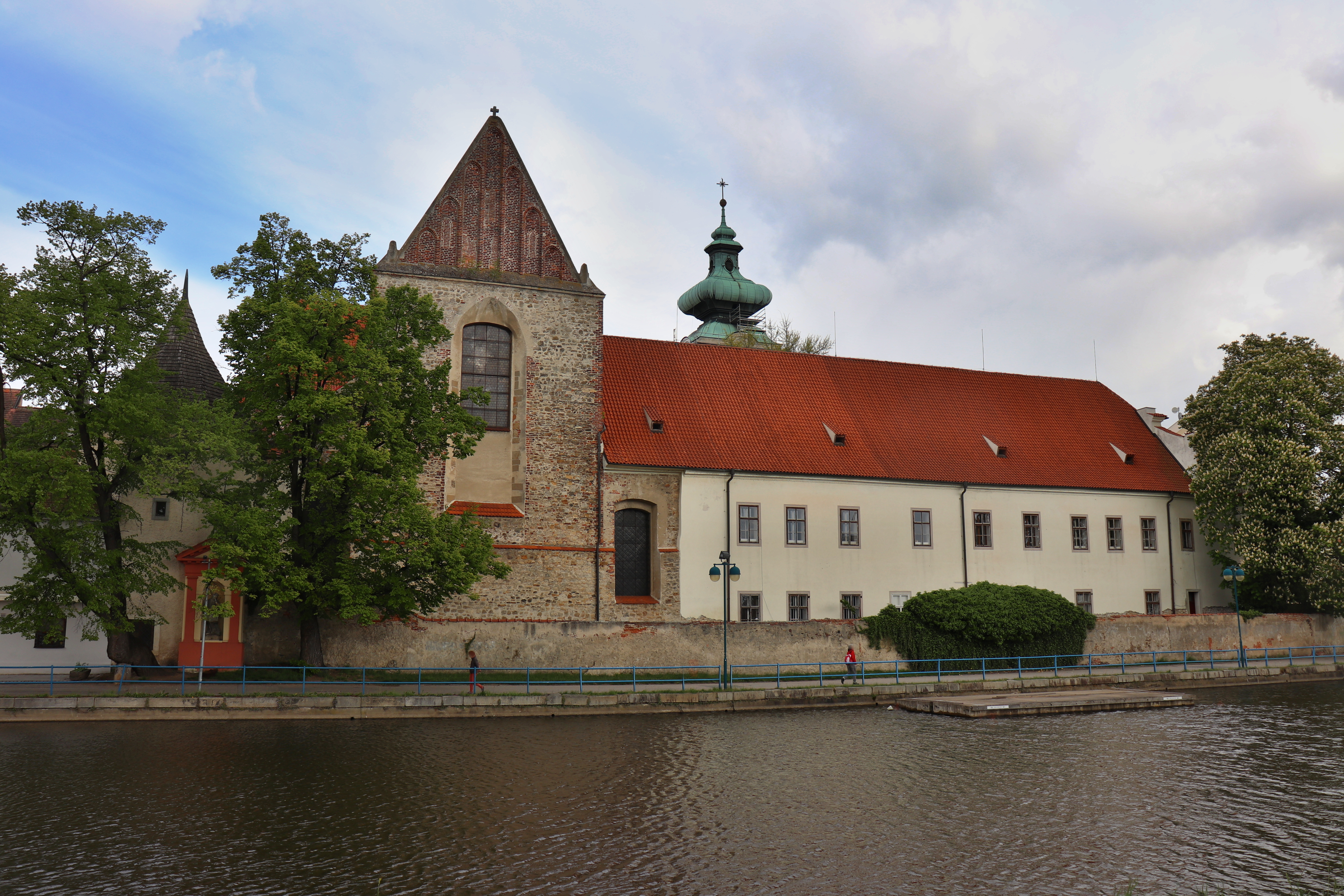
Kostel Obětování Panny Marie (zadní část)

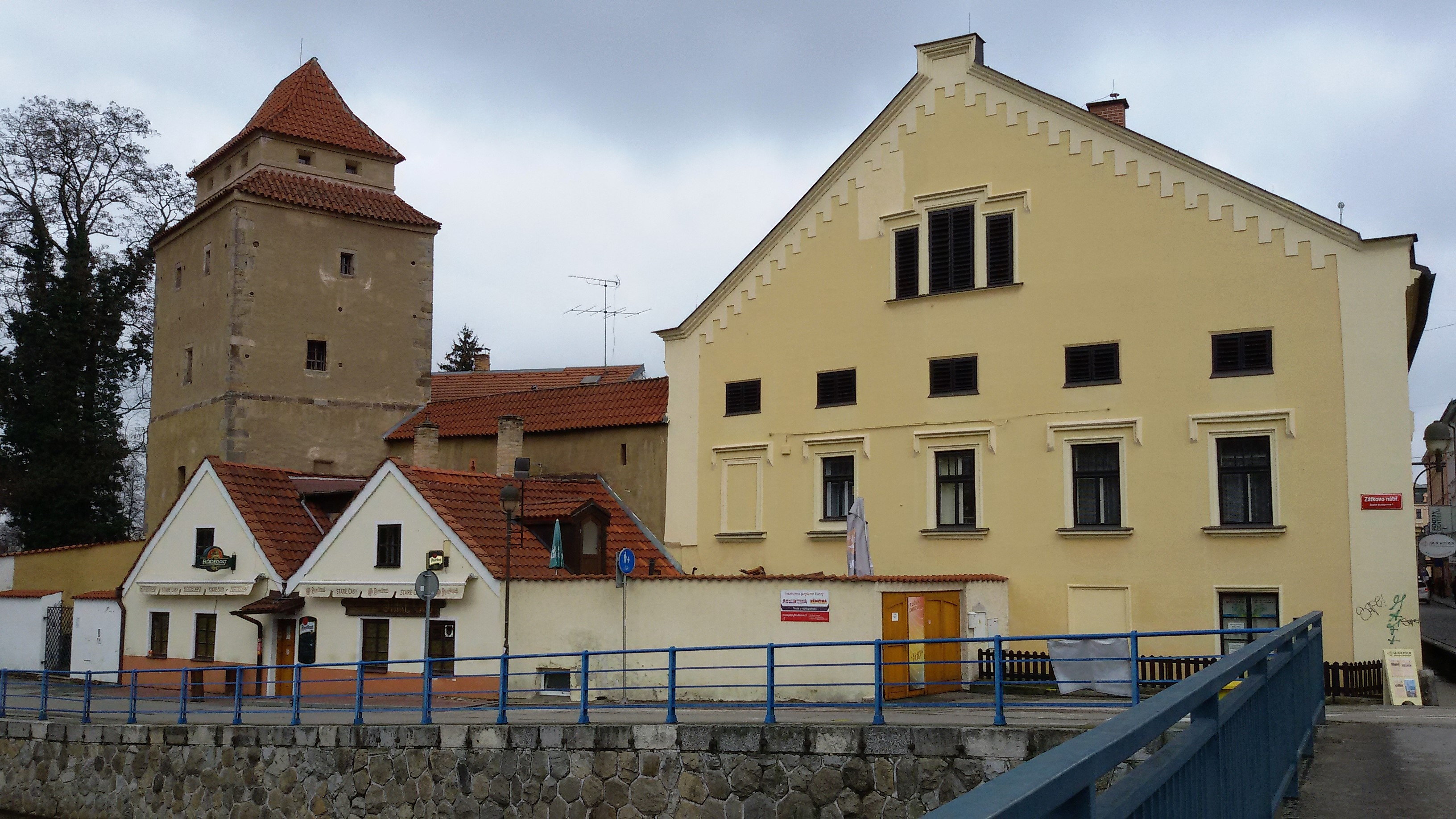
Hradební věž Železná panna

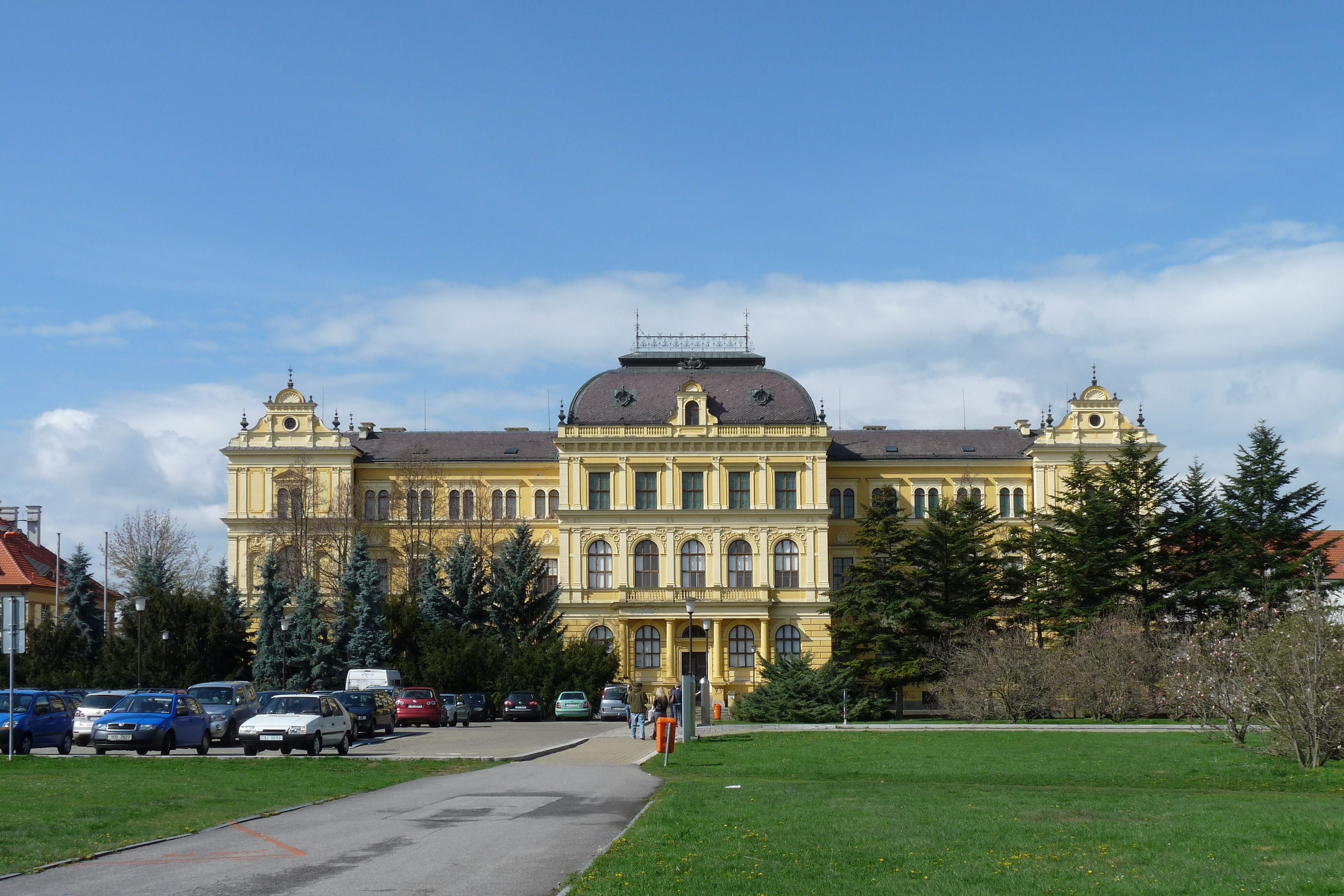
Jihočeské muzeum v Českých Budějovicích

Městské divadlo se nazývá Jihočeské divadlo. Vedle činohry má i operní, loutkoherecký a baletní soubor. Významnou institucí je Galerie současného umění a architektury – Dům umění, která pořádá české a zahraniční krátkodobé výstavy výtvarného umění a architektury. Výstavním prostorem ve Wortnerově domě je ve městě zastoupena také Alšova jihočeská galerie v Hluboké nad Vltavou.
Ve městě se nachází Jihočeské muzeum, Muzeum koněspřežky, Vodárenská věž, Budvar muzeum České Budějovice, plavby po Vltavě a Malši, vyhlídka z Černé věže, Dominikánský klášter a Muzeum energetiky.
Významným místem je i Výstaviště České Budějovice, kde se pořádá mnoho důležitých a velkých akcí. Mezi tradiční a pravděpodobně nejznámější patří Země živitelka. Dále se jedná o výstavy jako např. Hobby, Gastrofest, Pivní slavnosti, FreshFestival či hudební koncerty. I díky spojení města a Turistické oblasti Budějovicko se zde koná největší setkání a vzdělávání odborníků v jižních Čechách – konference Travelcon.
V blízkém okolí Budějovic leží:
- město Hluboká nad Vltavou s jedním z nejnavštěvovanějších českých zámků,
- obec Hosín se známým kostelem svatého Petra a Pavla,
- město Rudolfov se svou hornickou minulostí a s naučnou stezkou v okolí,
- obec Dobrá Voda u Českých Budějovic s barokním kostelem Panny Marie Bolestné.

Turistické atraktivitě města odpovídá velké množství hotelů a penzionů; známý Grandhotel Zvon stojí přímo na náměstí. Severně od centra stojí Hotel Clarion, výšková stavba z r. 1982 pojmenovaná původně Gomel podle ruského názvu družebního běloruského města Homel.
V srpnu 2008 představil Jan Kaplický návrh koncertní síně. Mělo se jednat o největší moderní stavbu ve městě. V roce 2020 však bylo rozhodnuto, že stavba nebude realizována.
V rámci organizace cestovního ruchu v Jihočeském kraji, kterou má na starosti Jihočeská centrála cestovního ruchu, spadají České Budějovice do turistické oblasti Českobudějovicko-Hlubocko.
Na přelomu roku 2017/2018 byl spuštěn nový turistický web města České Budějovice – www.budejce.cz. Název webu vychází z charakteristického pojmenování tohoto města místními obyvateli.
Ve vztahu k Českým Budějovicím je často uplatňován slogan „V Českých Budějovicích by chtěl žít každý“. Jedná se o parafrázi repliky Karla Infelda Prácheňského v Cimrmanově hře Záskok: „V Českých Budějovicích by chtěl žít každý… kromě mě teda.“ Podle Zdeňka Svěráka to nebylo vůči Českým Budějovicům míněno ironicky.

## Městská správa a politika

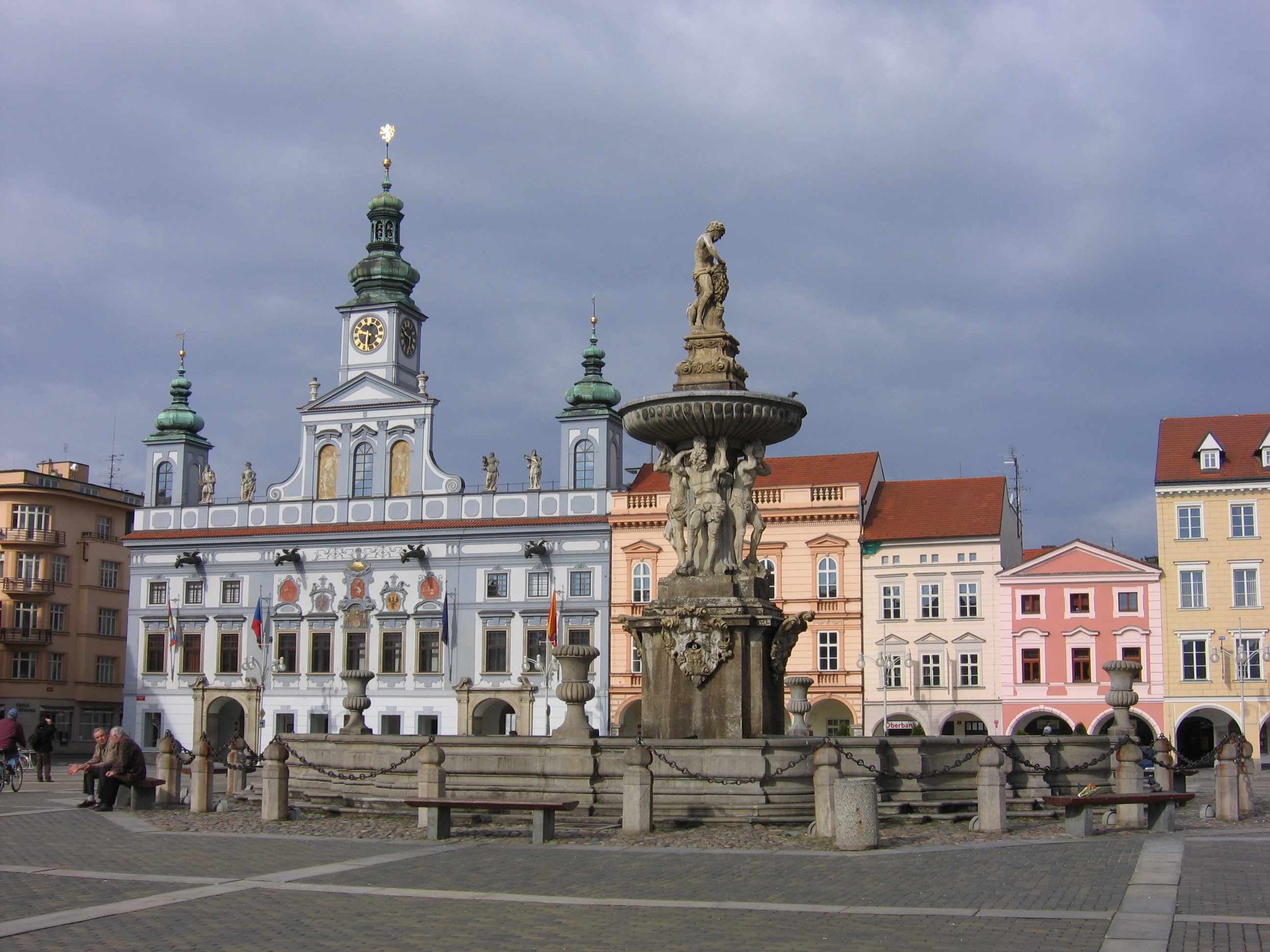
Samsonova kašna a radnice na Náměstí Přemysla Otakara II.

České Budějovice jsou statutární město s magistrátem a primátorem. Zastupitelstvo města má 45 členů, rada dohromady 11.
České Budějovice bývaly dlouho baštou ODS. Zvítězila ve všech komunálních volbách od r. 1994, kdy měla primátora. V letech 1998–2002 však byla v opozici, neboť se proti ní sjednotily KDU-ČSL, ČSSD, US a KSČM, které tak ovládly vedení města (na čemž nic nezměnily ani mimořádné volby v červnu 1999, vyvolané hromadnou rezignací 16 zastupitelů ODS v prosinci 1998). Po volbách 2002 ODS uzavřela koalici s KDU-ČSL, které zůstal primátor; učinila tak i v roce 2006, kdy získala těsnou většinu v zastupitelstvu (23) a primátora. ODS dlouhodobě dominovala i ve volbách de Sněmovny a senátních volbách (obvod č. 14, zahrnuje i východní část budějovického okresu a západní cíp jindřichohradeckého, volby r. 2000 atd.), Jiří Pospíšil zde byl zvolen třikrát za sebou (1996, 2000 a 2006). ODS v Budějovicích a přilehlých městech zvítězila dokonce i v jinak všeobecně neúspěšných volbách do krajských zastupitelstev v roce 2008, ani to ovšem nezabránilo její celkové porážce v rámci Jihočeského kraje.
V roce 2010 došlo v Českobudějovické ODS k rozkolu, primátor za ODS Juraj Thoma by odvolán, pak ale založil nové politické uskupení Občané pro Budějovice (OPB), se kterým vyhrál následně komunální volby. Po sestavení koalice s ČSSD (5 členů v radě města), TOP09 (2 členy) a OPB (4 členové), byl Thoma opět zvolen primátorem.
V letech 2014–2022 byl primátorem Jiří Svoboda za hnutí ANO.
Od roku 2022 je primátorkou Dagmar Škodová-Parmová (ODS).
| volby     | primátor        | koalice                                        |           |           |           |          |          |          |           |          |           |          |           |
| volby     | primátor        | koalice                                        | ANO       | ODS       | HOPB      | STAN     | Piráti   | Zelení   | KSČM      | TOP 09   | ČSSD      | KDU-ČSL  | ostatní   |
| --------- | --------------- | ---------------------------------------------- | --------- | --------- | --------- | -------- | -------- | -------- | --------- | -------- | --------- | -------- | --------- |
| 2018      | Jiří Svoboda    | ANO/HOPB/STAN+ČiB/SpČB                         | 21,2 % 12 | 14,2 % 8  | 16,4 % 9  | 6,46 % 3 | 12,9 % 6 | 12,9 % 6 | 6,98 % 4  | 5,50 % 3 | 4,84 % 0  | 3,00 % 0 | 9,35 % 0  |
| 2014      | Jiří Svoboda    | ANO/ČSSD/ODS/KDU-ČSL (2015–18)                 | 20,7 % 12 | 5,41 % 3  | 14,2 % 8  | 14,2 % 8 | 3,96 % 0 | 3,96 % 0 | 10,3 % 6  | 6,60 % 4 | 15,3 % 9  | 5,53 % 3 | 18,1 % 0  |
| 2014      | Jiří Svoboda    | ANO/HOPB/TOP/KDU-ČSL (2014/15)                 | 20,7 % 12 | 5,41 % 3  | 14,2 % 8  | 14,2 % 8 | 3,96 % 0 | 3,96 % 0 | 10,3 % 6  | 6,60 % 4 | 15,3 % 9  | 5,53 % 3 | 18,1 % 0  |
| 2010      | Juraj Thoma     | HOPB/ČSSD/TOP 09                               | -         | 14,9 % 8  | 26,3 % 15 | [ p 6 ]  | 1,2 % 0  | 3,6 % 0  | 11,4 % 6  | 10,1 % 6 | 16,8 % 10 | 3,77 % 0 | 12,0 % 0  |
| 2006      | Miroslav Tetter | ODS/KDU-ČSL/SNK-ED (2010)                      | -         | 16        | 6         | -        | -        | 7,5 % 3  | 13,1 % 6  | -        | 15,8 % 7  | 8,33 % 4 | 8,89 % 2  |
| 2006      | Juraj Thoma     | ODS/KDU-ČSL/SNK-ED (2006–2010)                 | -         | 46,4 % 23 | 46,4 % 23 | -        | -        | 7,5 % 3  | 13,1 % 6  | -        | 15,8 % 7  | 8,33 % 4 | 8,89 % 2  |
| 2002      | Miroslav Tetter | ODS/KDU-ČSL/ČSSD                               | -         | 34,9 % 18 | -         | -        | -        | [ p 12 ] | 15,4 % 7  | -        | 15,0 % 7  | 12,0 % 6 | 22,7 % 7  |
| nové 1999 | Miroslav Tetter | KDU-ČSL/KSČM/ČSSD/US                           | -         | 34,0 % 16 | -         | -        | -        | 1,2 % 1  | 18,5 % 8  | -        | 11,8 % 5  | 15,7 % 7 | 18,8 % 8  |
| 1998      | Miroslav Tetter | KDU-ČSL/KSČM/ČSSD/US/SZ                        | -         | 17        | -         | -        | -        | 1        | 6         | -        | 8         | 5        | 8         |
| 1994      | Miroslav Beneš  | ODS/KDU-ČSL+KDS+KAN/ČSSD/DŽJ/SPŽR ČR           | -         | 36,5 % 16 | -         | -        | -        | 2,3 % 1  | 13,7 % 6  | -        | 10,9 % 5  | 8,50 % 4 | 28,2 % 13 |
| 1990      | Jaromír Talíř   | ČSL/SPR-RSČ/SZ/VSČSP/KAN/KDS/ČSSD/ČSS/PUČM/LDS | -         | -         | -         | -        | -        | 5,3 % 5  | 17,9 % 11 | -        | 7,7 % 2   | 12,0 % 5 | 56,3 % 37 |

1. ↑  Sdružení ODS a nezávislých kandidátů
2. ↑  koalice STAROSTOVÉ A NEZÁVISLÍ a Čisté Budějovice
3. ↑  2 zastupitelé Zelených zvoleni na kandidátce Pirátů
4. ↑  sdružení Společně pro Budějovice – Lidovci a TOP 09
5. ↑  člen KDU-ČSL zvolen na konkurenční kandidátce Společně pro Budějovice
6. 1 2  zástupci STAN na kandidátní listině HOPB
7. ↑  koalice SPOLEČNĚ PRO ČESKÉ BUDĚJOVICE (Strana Zelených, Piráti, Změna, Klíčové hnutí(
8. ↑  koalice Svobodní – Piráti
9. 1 2  koalice Zelení a otevřená společnost
10. ↑  Po odvolání primátora J.Thomy 7 zastupitelů opustilo řady ODS a 6 z nich založilo vlastní klub.
11. ↑  SNK-ED (2)
12. ↑  účast na kandidátní listině US-DEU
13. ↑  SNK-ED (5); US-DEU (2)
14. ↑  US (4); VPM (1); ČbNNV (1); ODA (3); SNK-ČB (1)
15. ↑  US (4); VPM (2); ODA (1), SNK-ČB (1)
16. ↑  Sdružení SZ, LDS, NK
17. ↑  Koalice KDU-ČSL, KDS, KAN
18. ↑  ODA (3); DŽJ (2); Koalice SPR-RSČ, SDČR (2); DEU (2); SPŽR ČR (1); SNK-ČB (1); SDL (1); LSNS (1)
19. ↑  Občanské fórum (16); SPR-RSČ (6); Volební sdr.čs.podnikatelů v ČR (3); Čs.str.socialistická (2); Klub angažovaných nestraníků (3); Křesťansko-demokratická strana (3); Panevropská unie Čech a Moravy (2); Liberálně demokratická str. (1); nezávislý kandidát (1)

## Členění města

### Do 19. století
Ve 14. a 15. století je doloženo členění města na čtyři čtvrti, které se nazývaly podle některého místního bohatého měšťana, později byly označeny čísly I-IV.
- I – Pacovského čtvrť (Quartale Paczaueri) – jižní část, jižně od náměstí a dnešních ulic Radniční a Karla IV.
- II – Rychtářova, později Prundlova čtvrť (Quartale Judicis / Prundlini) – západně od náměstí a Krajinské ulice
- III – Dratlinova, později Píseckého čtvrť (Quartale Dratlini / Pieskeri) – severně od náměstí, mezi Krajinskou a dnešní U Černé věže
- IV – Weissova či Steflova čtvrť (Quartale Stephlini, podle Štěpána Weise) – severně od dnešní ulice Karla IV. a východně od U Černé věže.

Tento stav vydržel až do konce 18. století, i když některé domy byly uváděny dle vlastníka v jiné čtvrti, než skutečně stály. Tou dobou byla zaváděna popisná čísla, která převzala orientační i evidenční funkci.

### 19. století – polovina 20. století
Kolem města postupně vznikala předměstí, převážně kolem hlavních cest: Svinenské později Vídeňské; Linecké a Pražské. V roce 1851 městský výbor stanovil, že se město České Budějovice skládá z vlastního města a předměstí.
Díky vybudování železničního uzlu ve městě vzrůstal počet obyvatel a tak dne 8. června 1875 došlo k rozdělení města na čtyři okrsky, což podle listu Budweiser Kreisblatt stanovilo základ budoucí „Velkým Budějovicím“:
- I – vnitřní město
- II – Pražské předměstí
- III – Vídeňské předměstí
- IV – Linecké předměstí

Po vzniku samostatného Československa bylo toto členění oficiálně zrušeno, ale výměra města se nezměnila. K roku 1930 ve vnitřním městě žilo 5180 obyvatel, na Lineckém předměstí 6582, na Vídeňském předměstí 13 601 a na Pražském předměstí 18 425 obyvatel.
Zástavba se postupně zahušťovala, nejprve nejvíce na Pražském, později i na Vídeňském a Lineckém předměstí. V letech 1913–27 bylo postaveno větší množství domů v dnešním Pětidomí, v letech 1922–25 byla postavena Havlíčkova kolonie, kolem roku 1925 i vilová čtvrť u nemocnice. V roce 1929 začala vznikat nová kolonie, které se začalo říkat Husova. Do roku 1938 srostlo Linecké předměstí s Rožnovem a vznikla vilová čtvrť u Otýlie.
Již koncem 19. století vzniklo na katastru Vráta dnešní Nové Vráto, na katastru Hodějovic Nové Hodějovice, na hranici Suchého Vrbného Nové Mladé, dále vznikalo Nové Roudné (kolonie Na Hraničkách), Nová Pohůrka, a Holanské domky (Nové Hlinsko). V letech 1925–6 pak i Nový Rožnov. Také se rozrůstaly okolní osady, jako např. hrdějovické Nemanice.
Po druhé světové válce byly přejmenovány předměstí na Brněnské (Vídeňské), Krumlovské (Linecké) a nově pojmenováno vznikající Plzeňské předměstí.

### Velké Budějovice
Součástí městské aglomerace tehdy byly i Čtyři Dvory, Kněžské Dvory, Mladé, Nemanice, Rožnov a Suché Vrbné, které ale až do roku 1952 zůstaly samostatnými obcemi. Statistická ročenka z roku 1938 do českobudějovické aglomerace, v níž k roku 1930 žilo 56 tisíc obyvatel, ovšem započítala jen Čtyři Dvory, Mladé, Rožnov a Suché Vrbné.
Již v roce 1929 se objevila v novinách první úvaha o připojení některých obcí k městu, prakticky se však debata začala až po roce 1945. V lednu 1946 byli na jednání pozváni zástupci obcí Adamov, České Vrbné, Čtyři Dvory, Dubičné, Dobrá voda, Hrdějovice, Kněžské Dvory, Mokré, Pohůrka, Rožnov, Roudné, Srubec, Suché Vrbné, Šindlovy Dvory a Vráto. V květnu 1951 bylo rozhodnuto podat na ministerstvo návrh na připojení obcí Čtyři Dvory, Dobrá Voda, Kněžské Dvory, Litvínovice, Mladé, Pohůrka, Suché Vrbné a Nové Vráto.
Od začátku 1952 došlo k rozšíření města o tyto obce. V roce 1954 se osamostatnily Litvínovice a od Hrdějovic byly připojeny Nemanice a České Budějovice byly od tohoto roku rozděleny na 10 osad: 1 – České Budějovice, 2 – Čtyři Dvory, 3 – Kněžské Dvory, 4 – Nové Vráto, 5 – Suché Vrbné, 6 – Dobrá Voda, 7 – Pohůrka, 8 – Mladé, 9 – Rožnov, a 10 – Nemanice, v obvodech 2–10 měly působit obvodní národní výbory.
V roce 1963 se od města odpojily Hlinsko a Vráto, naopak byly připojeny Nové Hodějovice a městské obvody byly přečíslovány: 1 – České Budějovice, 2 – Čtyři Dvory, 3 – Dobrá Voda, 4 – Kněžské Dvory, 5 – Mladé, 6 – Nemanice, 7 – Nové Hodějovice, 8 – Nové Vráto, 9 – Pohůrka, 10 – Rožnov, a 11 – Suché Vrbné.
V roce 1967 se projednávala žádost o připojení Borku, který si od připojení k městu sliboval zavedení městské dopravy. Dopravní podnik však neměl dostatečnou kapacitu, proto byla žádost postoupena na okres, kde byla zamítnuta a Borek se tak k Budějovicím nikdy nepřipojil.
V roce 1970 došlo k územní reorganizaci, stávajících 11 částí bylo zrušeno a město bylo od 1. října nově rozděleno na 7 číslovaných částí a jim odpovídající katastrální území. Toto členění platí podnes, později připojené obce už byly sice připojeny k číslovaným částem, ale jejich katastrální území zůstala.
V roce 1976 byly 30. dubna k městu připojeny Haklovy Dvory a Zavadilka, 1. července 1980 České Vrbné a od 1. července 1985 Třebotovice a Kaliště, které tvoří exklávu města.

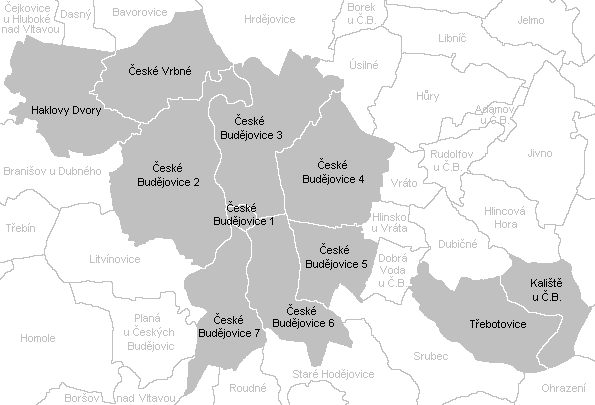
Katastrální území Českých Budějovic

Na konci 60. let bylo postaveno první sídliště – U Pekárenské, dále v 60. letech vzniklo sídliště Pařížské komuny (dnes Staroměstské či Pražské, v roce 1974 bylo částečně dokončeno a pojmenováno sídliště Vítězný únor (dnes Šumava), v roce 1975 sídliště Vltava a v roce 1979 sídliště Máj.
K jedinému zmenšení rozlohy města došlo 24. listopadu 1990, kdy se osamostatnila Dobrá Voda.

### Současnost
Město se v současnosti skládá ze sedmi místních částí na 11 katastrálních území. Dvě z nich, Kaliště a Třebotovice tvoří exklávu.
- České Budějovice 1 (k. ú. České Budějovice 1) – vnitřní město – městská památková rezervace, Sokolský ostrov
- České Budějovice 2 (k. ú. České Budějovice 2, České Vrbné a Haklovy Dvory) – Čtyři Dvory, sídliště Máj, sídliště Šumava, sídliště Vltava, Zavadilka
- České Budějovice 3 (k. ú. České Budějovice 3) – Pražské předměstí, Kněžské Dvory, Nemanice
- České Budějovice 4 (k. ú. České Budějovice 4) – Husova kolonie, Nové Vráto
- České Budějovice 5 (k. ú. České Budějovice 5, Kaliště u Českých Budějovic, Třebotovice) – Pětidomí, Suché Vrbné, Nové Hlinsko, Pohůrka
- České Budějovice 6 (k. ú. České Budějovice 6) – Vídeňské předměstí (České Budějovice), Havlíčkova kolonie, Mladé, Nové Hodějovice
- České Budějovice 7 (k. ú. České Budějovice 7) – Střelecký ostrov, Linecké předměstí, Rožnov, Nové Roudné

Od 24. listopadu 1990 jsou Budějovice statutární město, ale nemají žádnou městskou část; v roce 1991 bylo předloženo 6 návrhů na rozdělení města až na 12 obvodů, ale nebyl přijat ani jeden. Dodnes se nejčastěji uvažuje o vlastní samosprávě levého břehu Vltavy (České Budějovice 2 – Čtyři Dvory).

### Městem pohlcené obce

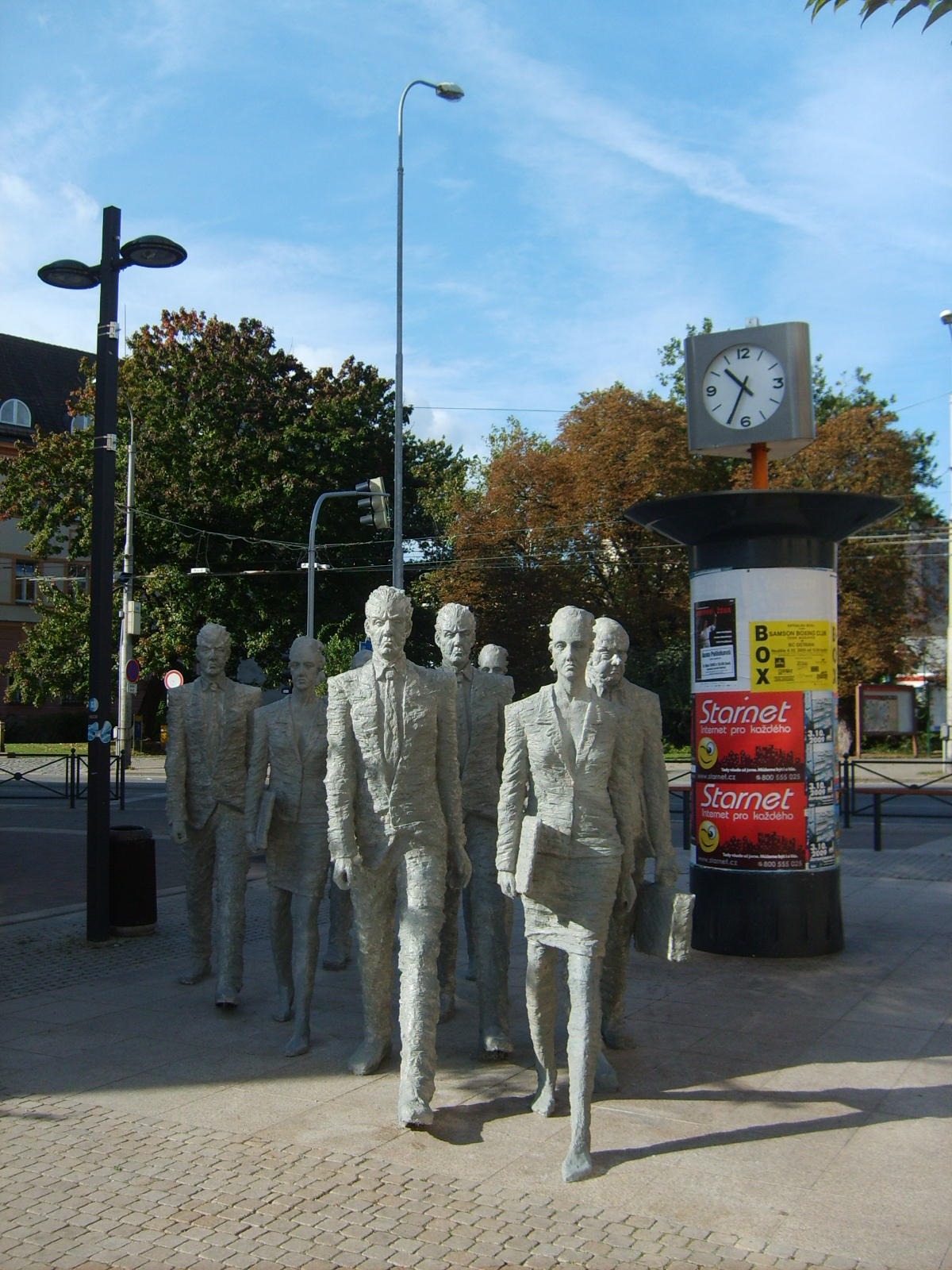
Sousoší spěchajících manažerů (Lannova třída)

S postupným rozrůstáním města se zástavba blížila k okolním obcím. O případném sloučení se mluvilo od 30. let 20. století, ale až v roce 1952 byly vládním nařízením k Budějovicím připojeny Čtyři Dvory, Dobrá Voda, Kněžské Dvory, Litvínovice, Mladé, Pohůrka, Rožnov, Suché Vrbné a Vráto (včetně osad Nové Vráto a Hlinsko).
V roce 1954 se připojily Nemanice a opět se osamostatnily Litvínovice, Vráto a Hlinsko následovaly roku 1960. V roce 1963 byly pohlceny Nové Hodějovice, následně 1976 Haklovy Dvory a konečně roku 1980 České Vrbné, Třebotovice a Kaliště.
Naposledy se osamostatnila v roce 1990 Dobrá Voda u Českých Budějovic.

## Justiční instituce
Ve městě sídlí Krajský soud v Českých Budějovicích, jehož působnost se vztahuje na území celého původního Jihočeského kraje, a Okresní soud v Českých Budějovicích. K těmto soudům přísluší krajské a okresní státní zastupitelství.
V budově justičního paláce sídlí vedle krajského soudu také Vazební věznice České Budějovice s ubytovací kapacitou 242 míst. Z těchto míst je 96 vyhrazeno pro obviněné ve vazbě a 146 pro odsouzené ve výkonu trestu odnětí svobody.

## Doprava

### Železniční doprava
České Budějovice jsou napojeny na tyto železniční tratě:

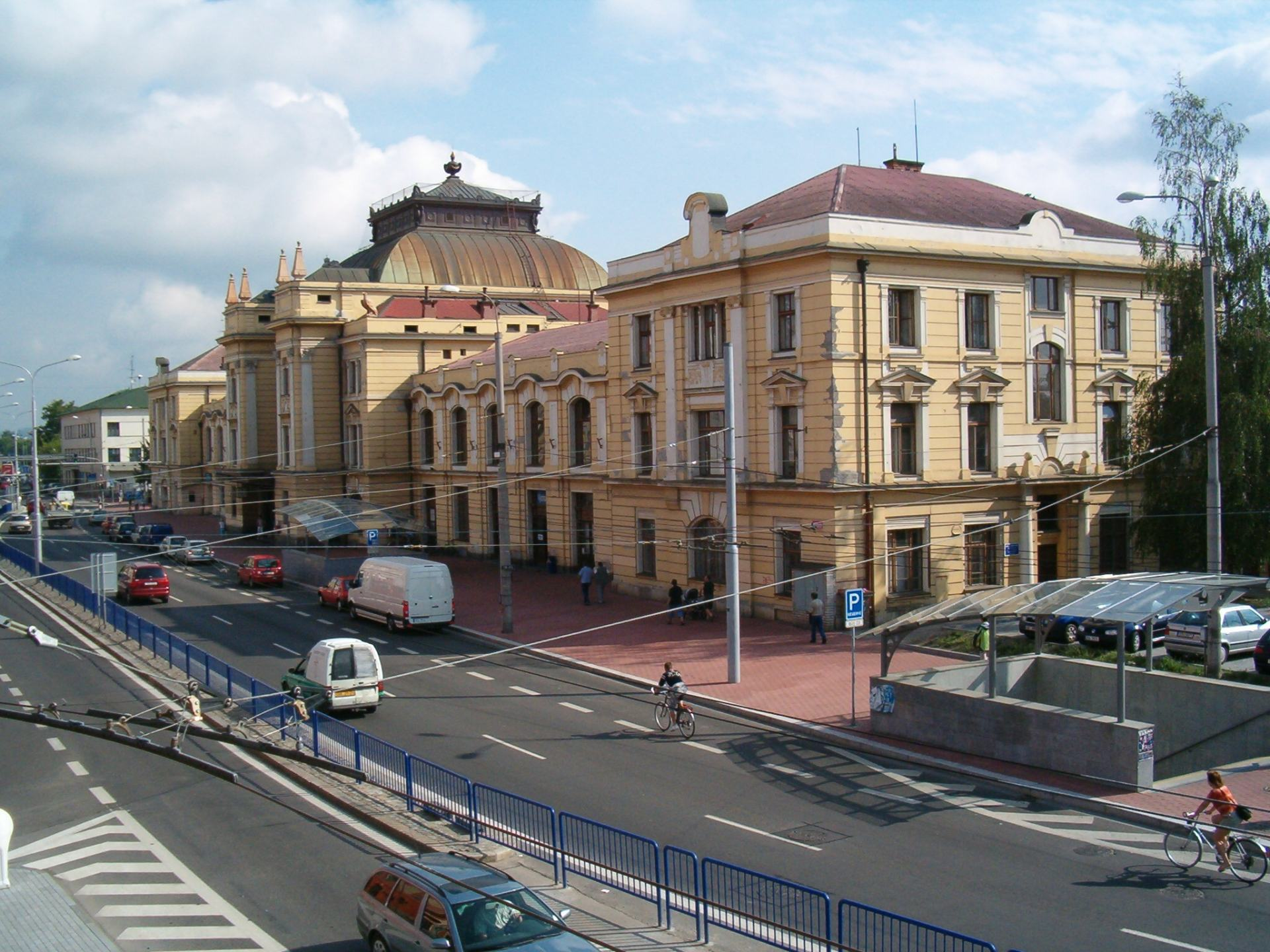
České Budějovice – železniční stanice

- Plzeň – České Budějovice je v jízdním řádu pro cestující označená v úseku Plzeň – Strakonice číslem 191, v úseku Strakonice – České Budějovice číslem 190,
- České Budějovice – Černý Kříž (v jízdním řádu pro cestující označená číslem 194),
- České Budějovice – Summerau (v jízdním řádu pro cestující označená číslem 196) je vedena zhruba v trase bývalé koněspřežné dráhy České Budějovice – Linec; trať Je součástí IV. tranzitního železničního koridoru,
- České Budějovice – Gmünd (v jízdním řádu pro cestující označená číslem 199),
- Praha – České Budějovice (v jízdním řádu pro cestující označená číslem 220) je součást IV. tranzitního železničního koridoru, který vede z Německa přes Prahu do Rakouska. Rychlíky Praha – České Budějovice zde jezdí převážně v hodinovém taktu a jízdní doba do stanice Praha hlavní nádraží činí v roce 2024 2 hodiny s osmi mezilehlými zastávkami. Vlakům EC/IC (pouze 1 zastavení v Táboře) trvá cesta okolo 1 hodiny a 40 minut.

### Letecká doprava

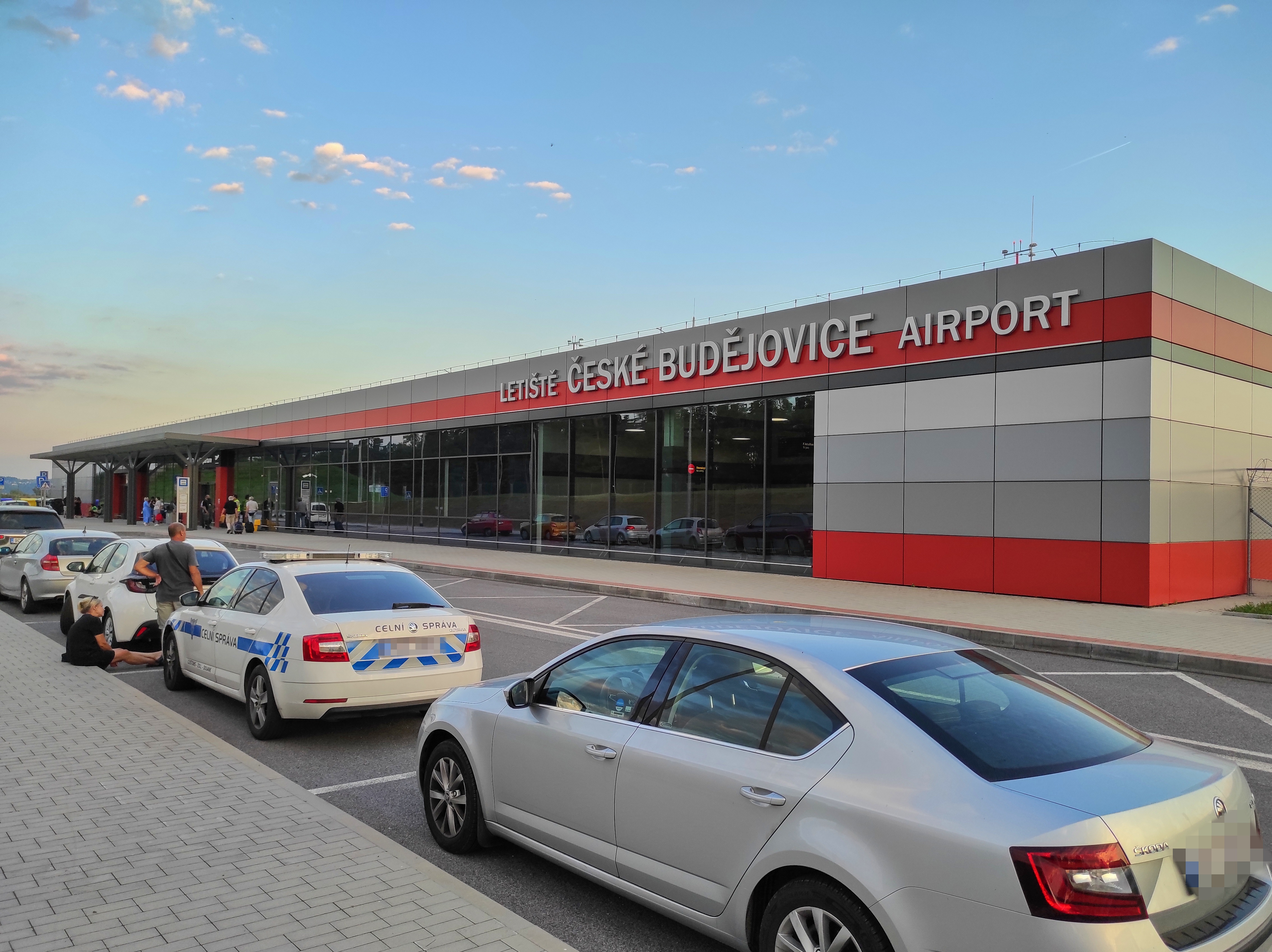
Terminál letiště v Českých Budějovicích

Jihozápadně od města leží v katastrálních územích obcí Planá a Homole veřejné vnitrostátní a neveřejné mezinárodní letiště České Budějovice. Je to bývalé vojenské letiště, které je po celkové modernizaci a výstavbě terminálu od roku 2023 využíváno také pro mezinárodní charterové lety.
Severně od města se v katastrálním území obce Hosín nachází také menší veřejné vnitrostátní letiště Hosín, kde sídlí Aeroklub České Budějovice. Je využíváno především pro rekreaci.

### Vodní doprava

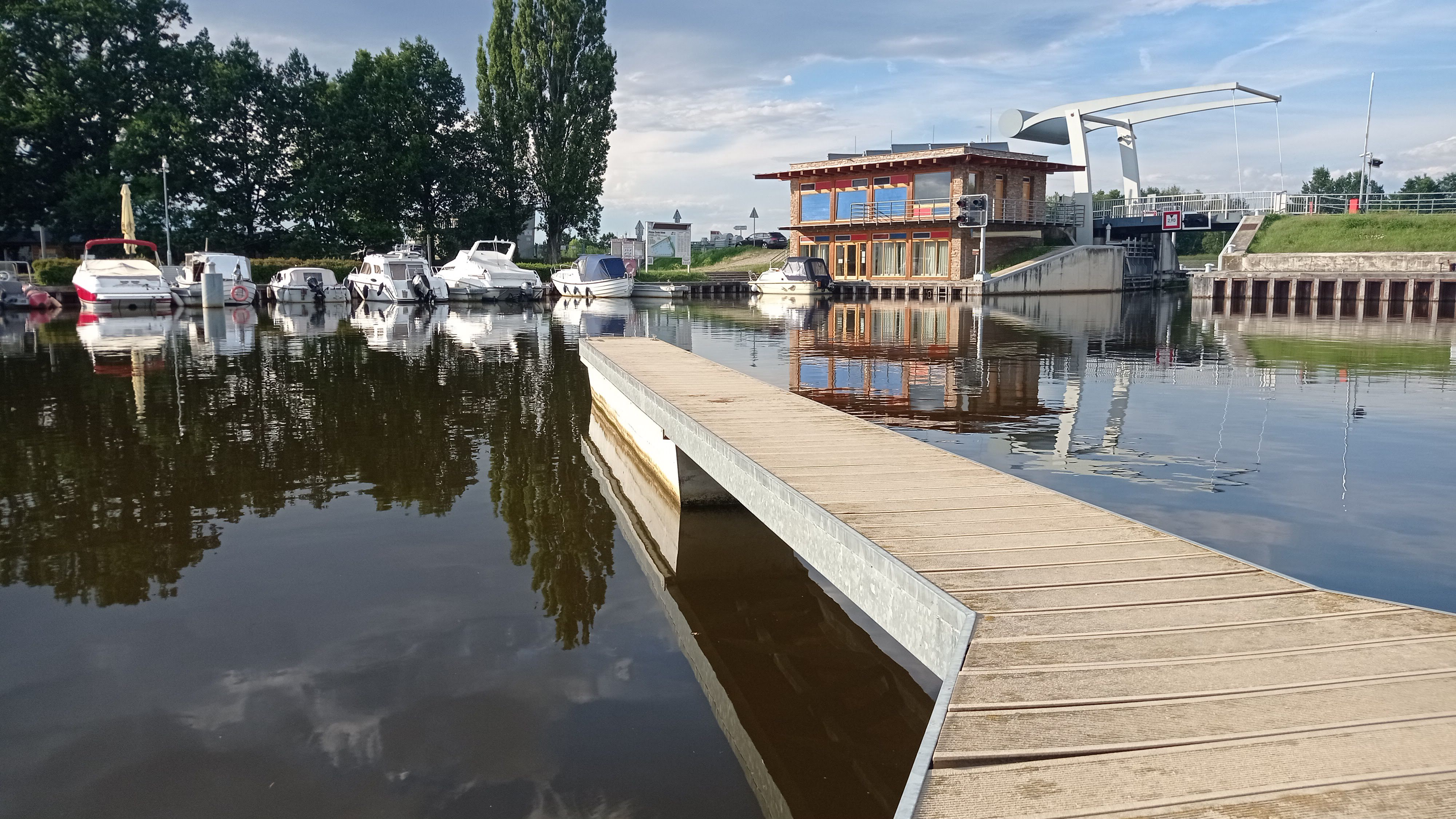
Marina České Vrbné

Od roku 2017 jsou České Budějovice napojeny na evropskou síť vodních cest splavnou Vltavou s tím, že v Týně nad Vltavou je most, pod kterým neprojedou lodě vyšší, než 3 m; plavební zařízení vodní nádrže Orlík pro lodě do výtlaku 300 tun není dokončeno a dosavadní technické zařízení umožňuje překonat přehradní hráz jen lodím, které jsou široké do 3 metrů a které váží do 3,5 tun. Velikost lodí je omezena plavebními komorami o velikosti 45 × 6 m a maximální tonáží 300 tun. V centru Českých Budějovic se nachází přístaviště Lannova loděnice, v místní části České Vrbné je umístěn hlavní městský přístav pro rekreační a osobní lodě.

### Silniční doprava
Českými Budějovicemi prochází tři evropské silnice s označením E. Součástí evropské silnice E55, která spojuje Prahu s Českými Budějovicemi a Lincem je dálnice D3 a silnice I/3.
Silnice I/20, pro kterou platí mezinárodní označení E49 a která spojuje České Budějovice s Plzní a dále na Německo. Po silnice I/34 vedou 2 evropské cesty E49 a E551. E551 vede z Budějovic na Humpolec a u Třeboně odbočuje E49 na Vídeň po silnici I/24.
Městem dále prochází silnice II. třídy 156, 157, 603 a 634.
Přes České Budějovice vede dálková cyklistická trasa EV7, která je součástí sítě evropských cyklotras EuroVelo.

#### Autobusové spoje (stav v roce 2018)
Přímé spojení s Prahou v roce 2018 zajišťovaly autobusy RegioJet, Flixbus a také M express ve spolupráci s LEO Express pod obchodním názvem LEO Express Easy. Několik spojů provozovala také Arriva Praha a GW Bus. Některé spoje končily v Praze Roztylech, autobusy RegioJet Na Knížecí (Anděl) a dvě linky Flixbus vždy na ÚAN Florenc. Jedna z těchto linek jezdila přes Tábor a Prahu Roztyly, druhá přes Písek a Prahu Na Knížecí. Autobusy LEO Express Easy na pražské hlavní vlakové nádraží a ÚAN Florenc. České Budějovice a Prahu spojovaly také mezinárodní linky z Mestre (Benátky, Itálie), Solnohradu, Lince a Berlína. Městem projížděly také další mezinárodní autobusové spoje, v roce 2018 např. spoj z Košic přes Budapešť a Vídeň do Horní Plané.

### Městská hromadná doprava

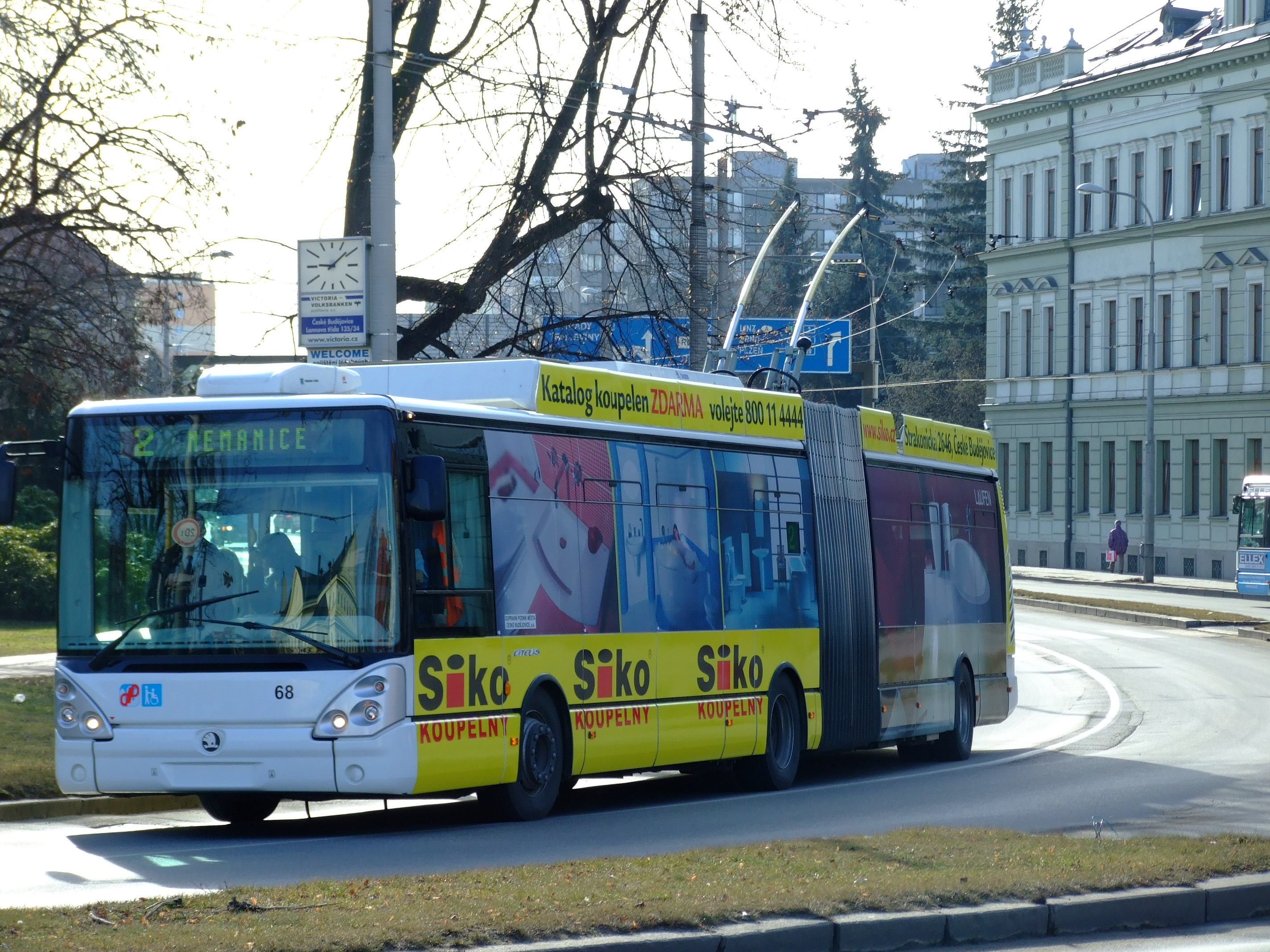
Trolejbus Škoda 25Tr

Městská hromadná doprava vznikla v Budějovicích v roce 1909 zavedením tramvajové (k nádraží, první předváděcí jízda byla již 2. prosince 1908) a trolejbusové (ke hřbitovu) dopravy.
První tramvajová trať byla označena P a vedla asi 3 kilometry od nádraží přes Pražské předměstí k dělostřeleckým kasárnám. V roce 1910 byla přidána druhá označená L na předměstí Linecké.
Protože se do systému zvláště přes válku neinvestovalo, v roce 1950, ačkoliv existovaly plány na rozšíření sítě, tramvajová doprava zanikla. Trolejbusy ji začaly nahrazovat již od roku 1946, avšak provoz vydržel jen do roku 1971. Městská autobusová doprava v Českých Budějovicích byla postupně rozšiřována a v roce 1988 měly tratě cca 200 km.

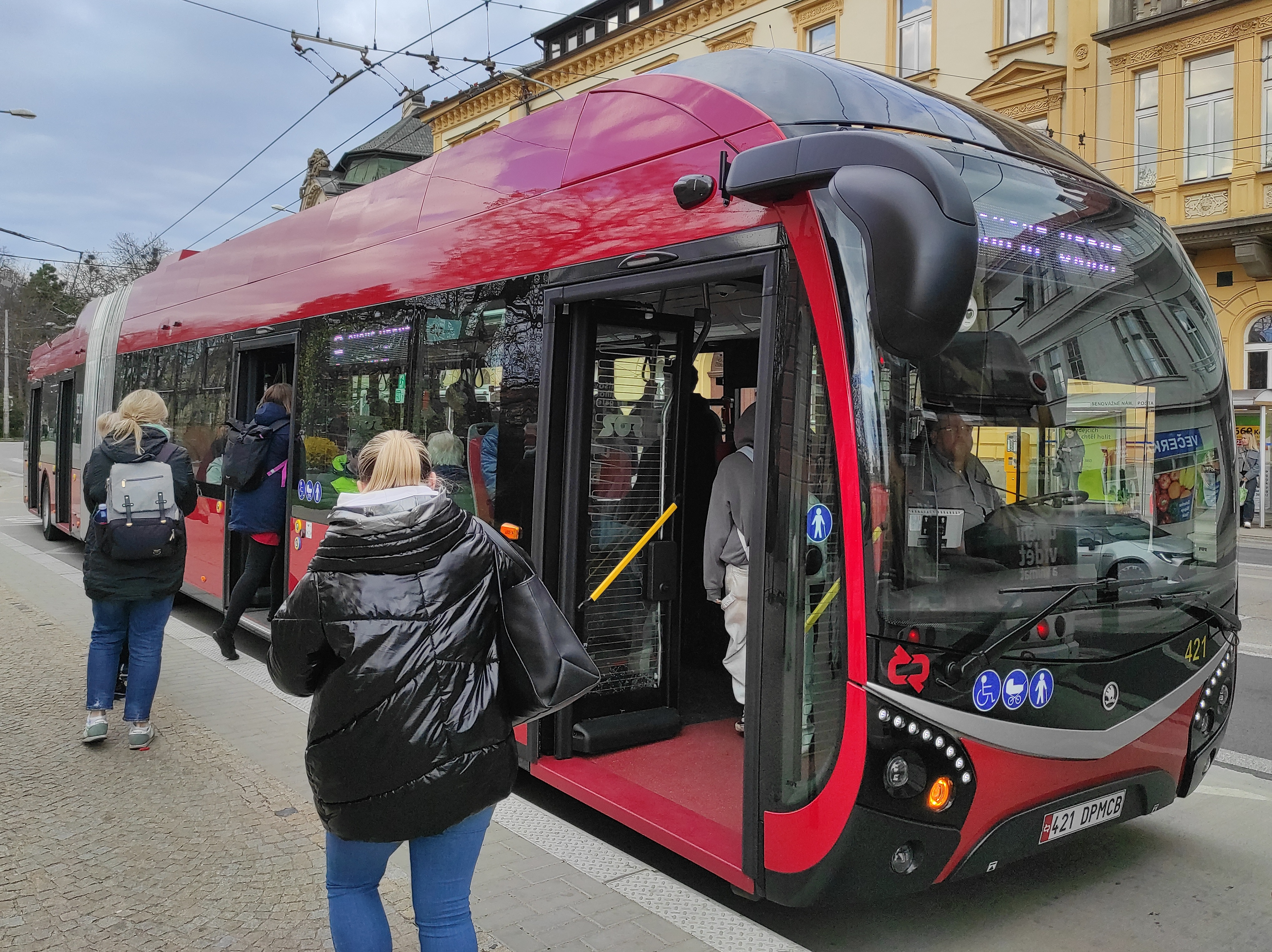
Trolejbus Škoda 33Tr - rok 2025

V roce 1991 byla síť trolejbusů znovu obnovena a přes finanční obtíže postupně rozšiřována. Trolejbusy v roce 2014 zajišťovaly dopravu na 6 denních a 2 nočních linkách o celkové délce 70,2 kilometru, autobusy na čtrnácti linkách o celkové délce 164,2 km a zajížděly i do některých vzdálenějších obcí, které jsou zařazeny do vnějších tarifních pásem.
Od roku 2022 vzniká integrovaný dopravní systém zahrnující zpočátku České Budějovice a okolí a postupně další části Jihočeského kraje.

## Školství, věda a výzkum

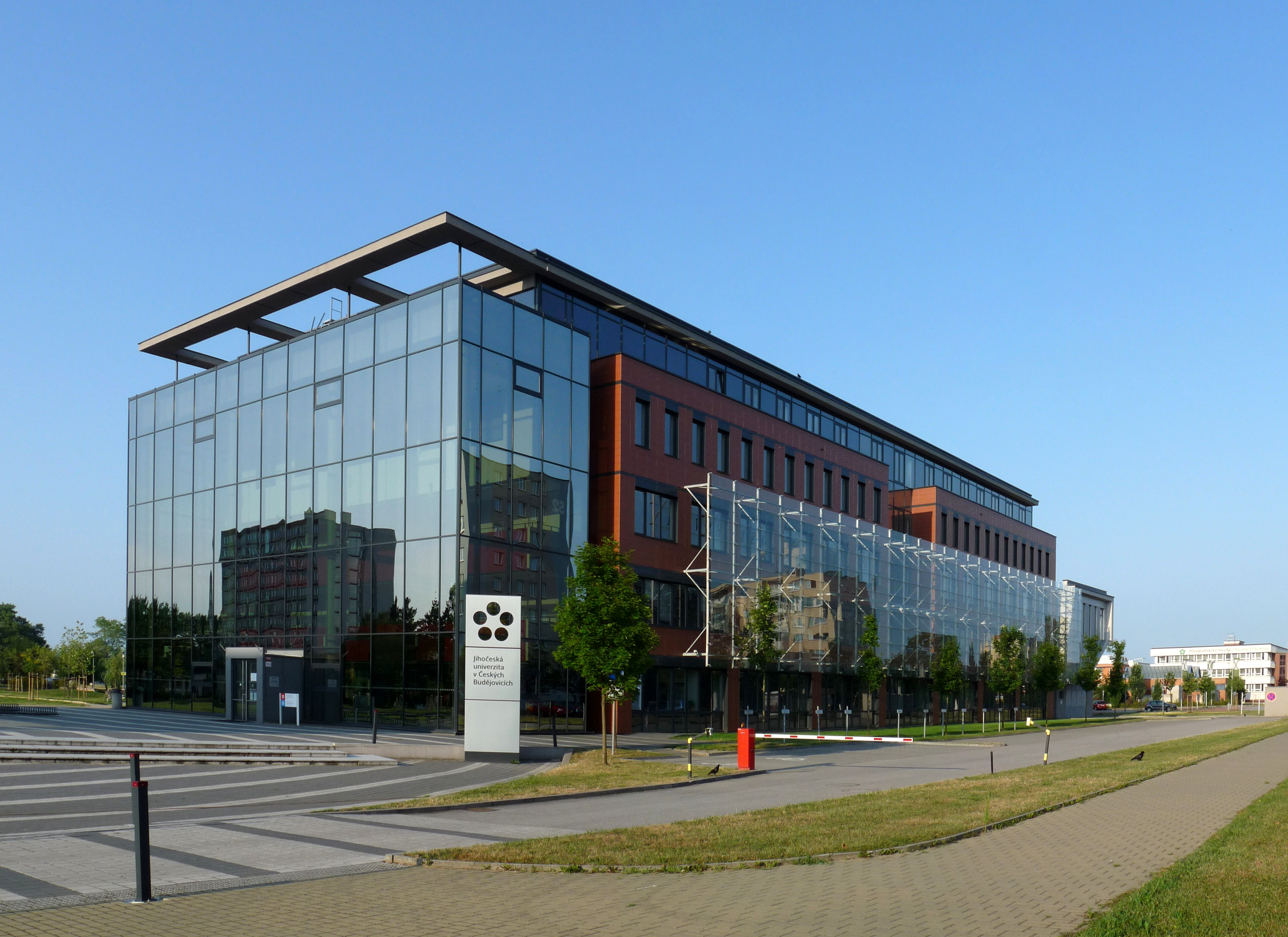
Rektorát Jihočeské univerzity

Ve školním roce 2004/2005 působilo v Českých Budějovicích 27 mateřských škol (24 státních, 2 katolické a 1 soukromá; celkem 2465 dětí), 19 základních škol (18 státních a 1 katolická; 9458 žáků), 6 základních uměleckých škol (4 státní a 2 soukromé; 2700 žáků), 19 středních odborných škol či učilišť (13 státních a 6 soukromých; 8 180 žáků), 7 gymnázií (4 státní, 2 soukromá a 1 katolické; 2899 studentů), 6 vyšších odborných škol (1241 studentů) a 3 vysoké školy (Jihočeská univerzita s více než 13.000 studenty a cca 700 pedagogy, Vysoká škola evropských a regionálních studií s 240 studenty a čerstvě vzniklá Vysoká škola technická a ekonomická v Českých Budějovicích s asi 3500 studenty).
Ve městě sídlí pět ústavů Biologického centra Akademie věd České republiky: Entomologický ústav, Hydrobiologický ústav, Parazitologický ústav, Ústav molekulární biologie rostlin a Ústav půdní biologie.

## Průmysl

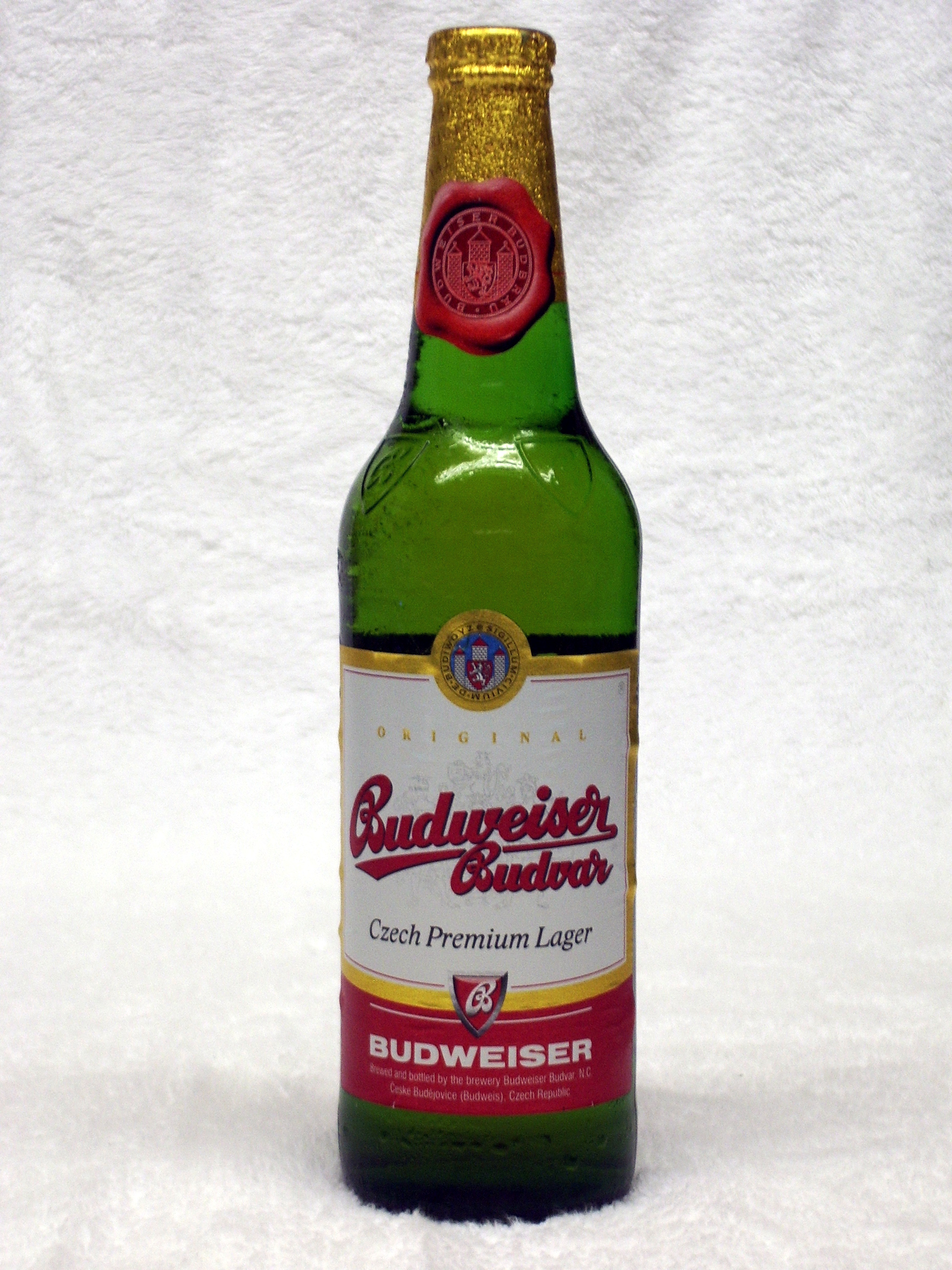
Láhev piva Budvar pro vývoz do Británie s nápisem „Budweiser“

### Historie
Ve městě fungovala zvonárna (Kněžská 370/16 založená po roce 1752 Antonem Pöglem, 1776 převzatá rodem Pernerů, po roce 1904 přestěhovaná do prostor cihelny v Suchém Vrbném, v roce 1945 znárodněná a následně zaniklá), cukrovar (1872–1910), tabáková továrna (areál založen 1875, provoz v areálu ukončen 1997), chemická továrna (1890–1934). Kovozpracující Stegmannova vznikla roku 1898 na Lidické 13/6 přesunem provozu ze Široké ulice, kde fungovala do odsunu 1945, provoz zde ale fakticky fungoval do roku 1950, kdy byla budova převedena na kraj, který ji od té doby využívá pro administrativu. Sodovkárna založená 1899 (vznikla v areálu Zátkových skladů původně postavených v roce 1867, které byly v roce 1876 upraveny a pronajaty na kasárna, později přestavěny na sodovkárnu) ukončila činnost kolem roku 2000, v roce 2007 byla zničena požárem a následně odstraněna. Mlékárny zahájily výstavbu nového areálu (Rudolfovská 346/83) v roce 1947 (poté, co přestala dostačovat kapacita družstevní mlékárny z roku 1941 v Tovární ulici), výroba zde byla ukončena roku 2010. Závod Jihočeské tiskárny vzniklý roku 1950 převzetím německých tiskáren vybudoval v letech 1958—1962 areál ve Vrbenské ulici, kde probíhala výroba knih, ofsetový tisk etiket a rotační tisk novin. Tisk novin byl ukončen 31. července 2009, tisk etiket k 31. lednu 2011. Slévárna byla založena v roce 1961 na Okružní ulici, na přelomu tisíciletí několikrát změnila majitele a v roce 2017 ukončila činnost.

### Významné podniky
- Budějovický Budvar – pivovar
- Budějovický měšťanský pivovar – pivo Samson
- Mondi Bupak – vývoj, výroba a prodej vlnité lepenky a obalů z vlnité lepenky
- GAMA – vývoj, výroba a prodej spotřebního zdravotnického materiálu, laboratorních a veterinárních produktů z plastů
- Gamex – výroba potravinářských obalů
- Koh-i-noor Hardtmuth – výroba školních a kancelářských potřeb
- Madeta – mlékárny (v roce 2010 ukončena výroby, od té doby v Budějovicích existuje pouze sídlo firmy)
- Robert Bosch – vývoj a výroba komponent motorů pro osobní automobily
- Motor Jikov – strojírenská výroba, tlaková slévárna, slévárna litiny, nástrojárna

## Lokální média

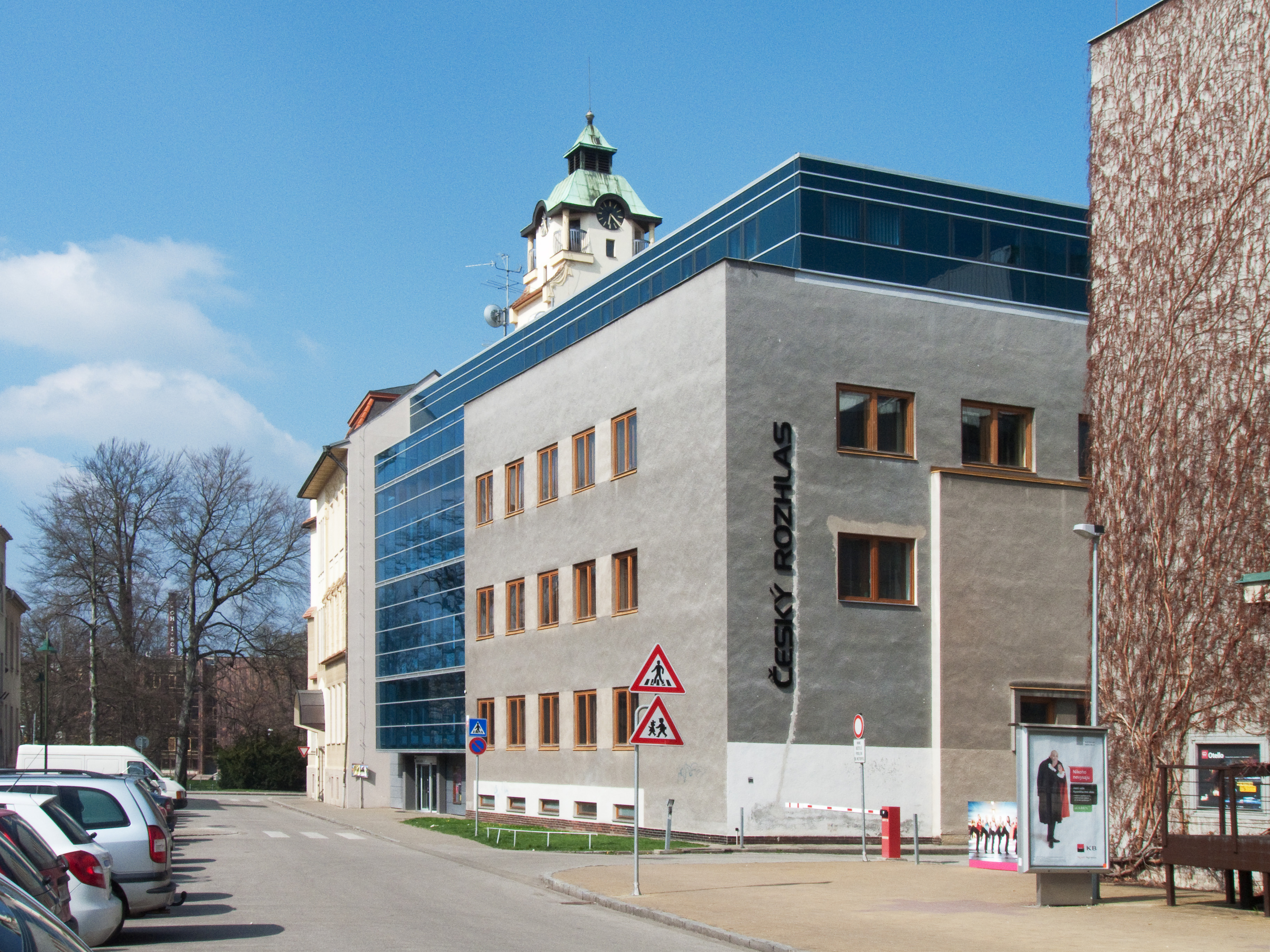
Budova Českého rozhlasu České Budějovice

V Českých Budějovicích mají redakce všechna regionální média Jihočeského kraje.
Vysílá zde několik rozhlasových stanic: Český rozhlas České Budějovice, Hitrádio Faktor (dříve Rádio Podzemí), Rádio Gold, Eldorádio, Rockrádio Gold a Kiss Jižní Čechy.
Nejvýznamnějšími novinami je Českobudějovický deník (do r. 2006 Českobudějovické listy).
V Českých Budějovicích vychází měsíčník Barbar a čtvrtletně českobudějovický magazín BUDlive.
V Budějovicích má oblastní redakci Česká televize a působí zde několik malých soukromých televizních společností, poskytujících služby větším soukromým televizím.
Území města plně pokrývá lokální DVB-T multiplex společnosti Gimi, ve kterém mimo jiné vysílá stejnojmenná jihočeská regionální televize. Českobudějovicko je jednou ze dvou oblastí v České republice s lokálním multiplexem.

## Sport

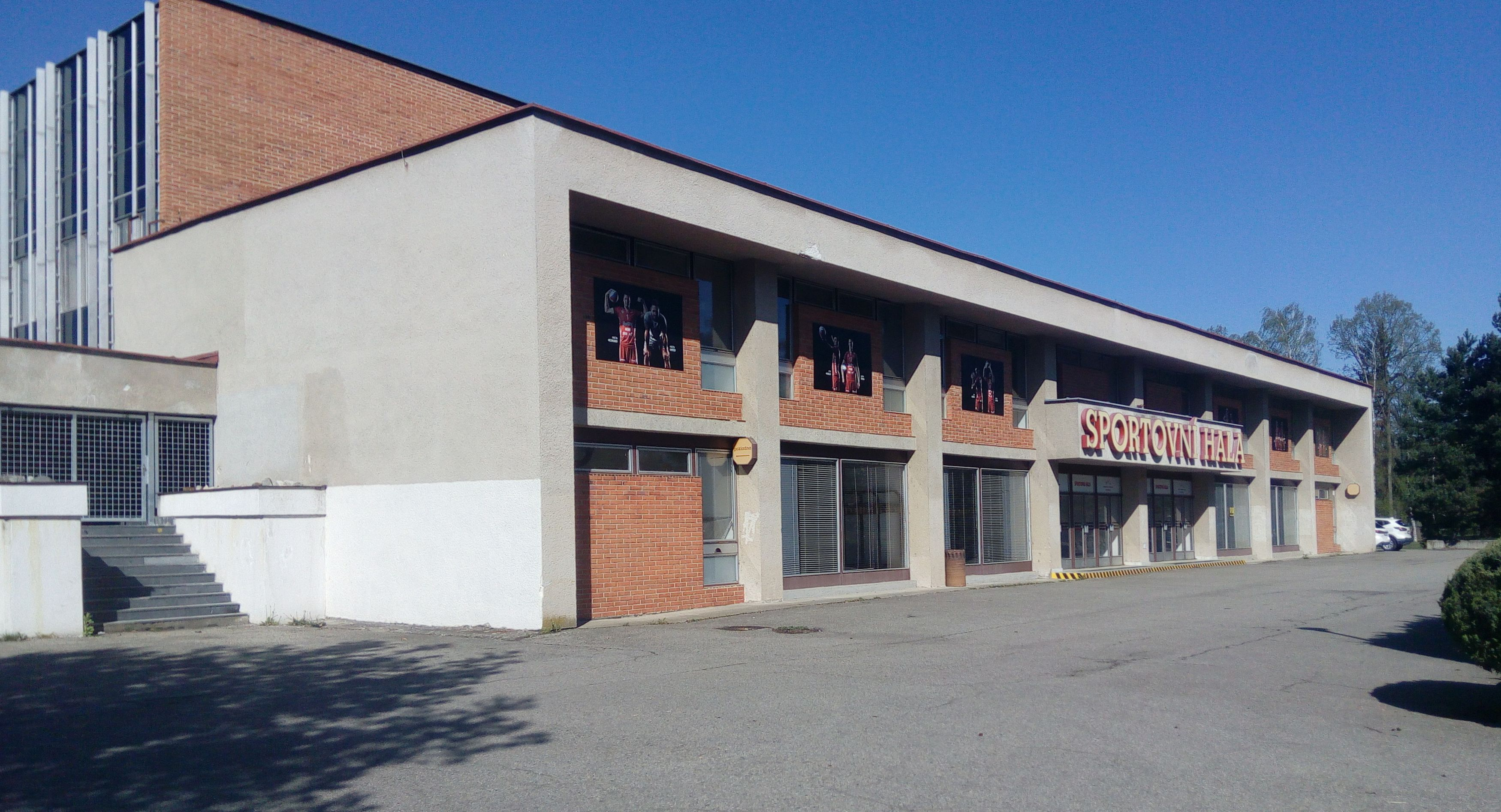
Sportovní hala Stromovka, domovský stánek Jihostroje

České Budějovice mají zastoupení v nejvyšších celostátních soutěžích v ledním hokeji, fotbale a volejbalu.
Chloubou budějovického sportu je především volejbalový klub Jihostroj České Budějovice. V roce 2000 získal jeho mužský tým svůj první mistrovský titul a od té doby je lídrem českého mužského volejbalu. V roce 2024 si připsal již jedenáctý titul. Kraluje tak s odstupem historické tabulce české nejvyšší soutěže. V roce 1998 se probojoval do Final Four Poháru CEV. Klub vznikl v roce 1995, ale navazuje na tradici Škody České Budějovice založené v roce 1968. Své domácí zápasy hrají volejbalisté ve Sportovní hale Stromovka, která má kapacitu 2500 diváků.

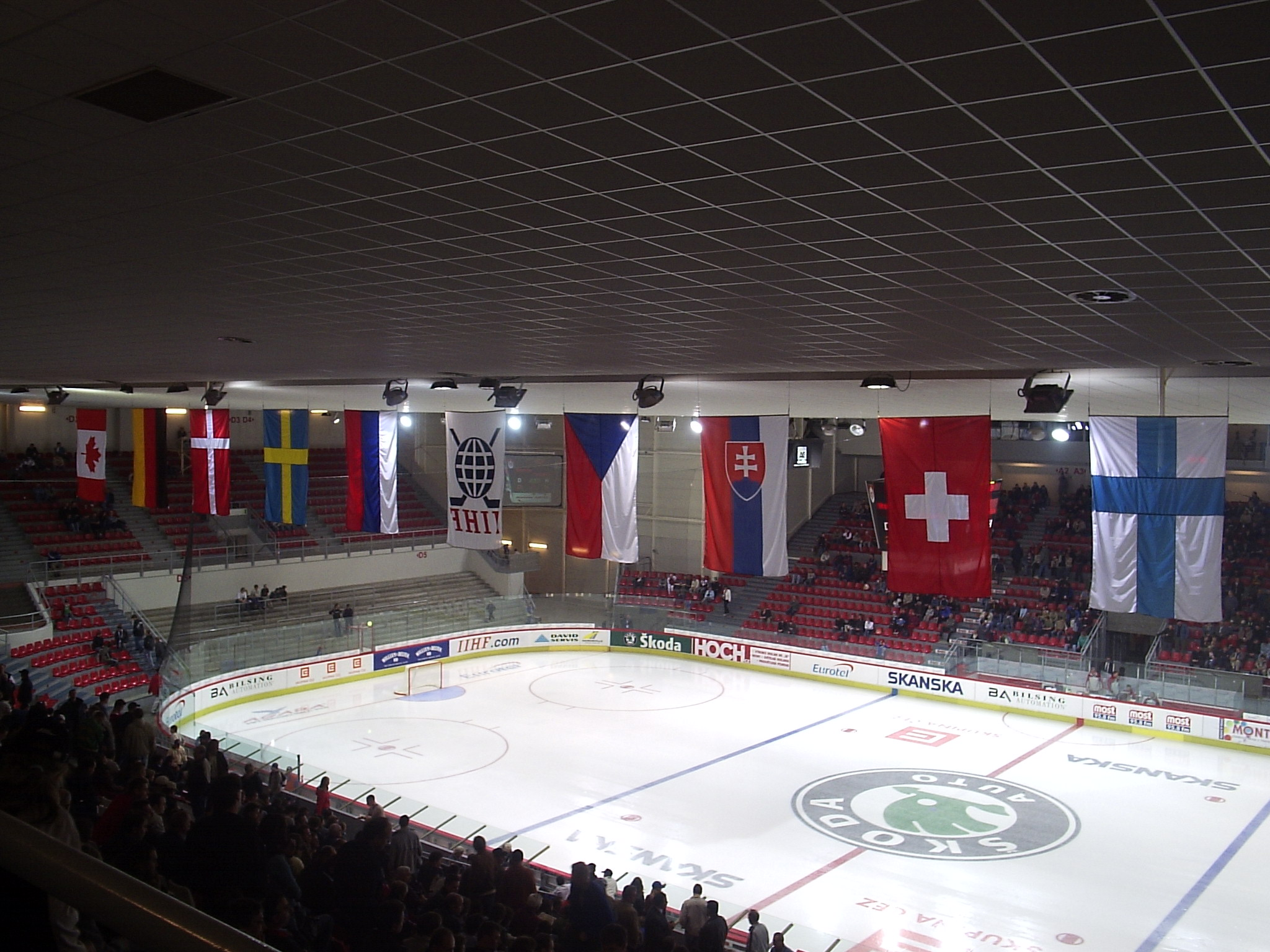
Budvar aréna

Jeden mistrovský titul má na svém kontě i hokejový klub Banes Motor České Budějovice, a to ze sezóny 1950/51. V sezóně 1980/81 skončil na druhém místě. Dvě stříbra má i z předligového Mistrovství Československa (1930, 1935). Své domácí zápasy odehrává v Budvar aréně s kapacitou 6 421 diváků. Na jaře 2013 se vedení klubu, tehdy nesoucího název HC Mountfield, dostalo do zásadního sporu s pivovarem Budvar a s městem České Budějovice. Licence pak byla převedena do Hradce Králové. Skupina bývalých českobudějovických hráčů v čele s Radkem Bělohlavem se s koncem hokeje v Budějovicích nechtěla smířit. Odkoupila druholigovou licenci Hradce a získala podporu budějovické radnice, která vlastní Budvar arénu. Fanoušci v anketě prosadili návrat k názvu Motor, pod nímž hokejisté hráli v letech 1965–1991. V sezóně 2020/21 se Motor vrátil do nejvyšší české soutěže. Legendárním hokejistou slavné éry 50. let byl František Mizera, mistr světa z roku 1949. Hvězdami 70. let byli Miroslav Dvořák nebo Jaroslav Pouzar, světoví šampioni z let 1976 a 1977. Lídrem silného mužstva 80. let byl Jiří Lála, mistr světa z roku 1985. Osobnostmi 90. let byli například Radek Ťoupal nebo Radek Bělohlav, mistr světa z roku 1996. Později to byl Václav Prospal, mistr světa z let 2000 a 2005.
Ikonou města je i fotbalový klub Dynamo České Budějovice. Do nejvyšší soutěže prvně nahlédl v sezóně 1947/48, podruhé si účast vybojoval v roce 1985 a od té doby patří k pravidelným účastníkům. Nejlepšími výsledky byla dvě šestá místa v sezónách 1993/94 a 1996/97. V roce 2025 klub sestoupil do druhé ligy. Klub hraje na Fotbalovém stadionu Střelecký ostrov. Po rekonstrukci v roce 2003 pojme 6 681 diváků. Hostil také jedno utkání české reprezentace. Ta zde 29. března 2011 odehrála kvalifikační zápas na Mistrovství Evropy 2012, a to s Lichtenštejnskem. Nejslavnějšími hráči, kteří oblékali budějovický dres, jsou Jiří Němec a Karel Poborský, oba vicemistři Evropy z roku 1996.

### Další významné kluby
- HC Dračice České Budějovice (lední hokej - ženský klub)
- Black Dogs Budweis (lední hokej - univerzitní klub)
- TJ Sokol České Budějovice (atletika, korfbal, badminton, stolní tenis)
- FBC Štíři Č. Budějovice (florbal)
- RC České Budějovice (ragby)
- Hellboys České Budějovice (americký fotbal)
- BSK Tigers České Budějovice (basketbal)
- TJ Lokomotiva České Budějovice (házená, kuželky)
- SK Pedagog České Budějovice (stolní tenis, hokejbal)
- LTC České Budějovice (tenis)
- TJ Dynamo České Budějovice (nohejbal)
- TJ Meteor České Budějovice (pozemní hokej)
- Budějovické barakudy (kriket)
- 3SB České Budějovice (ultimate frisbee)
- SKVS České Budějovice (slalom na divoké vodě)
- Bruslařský klub České Budějovice (krasobruslení)
- QCC České Budějovice (šachy)
- KOH-I-NOOR České Budějovice (plavání)
- Podvodní rugby PF České Budějovice (podvodní ragby)
- Kusanagikai (kendó)

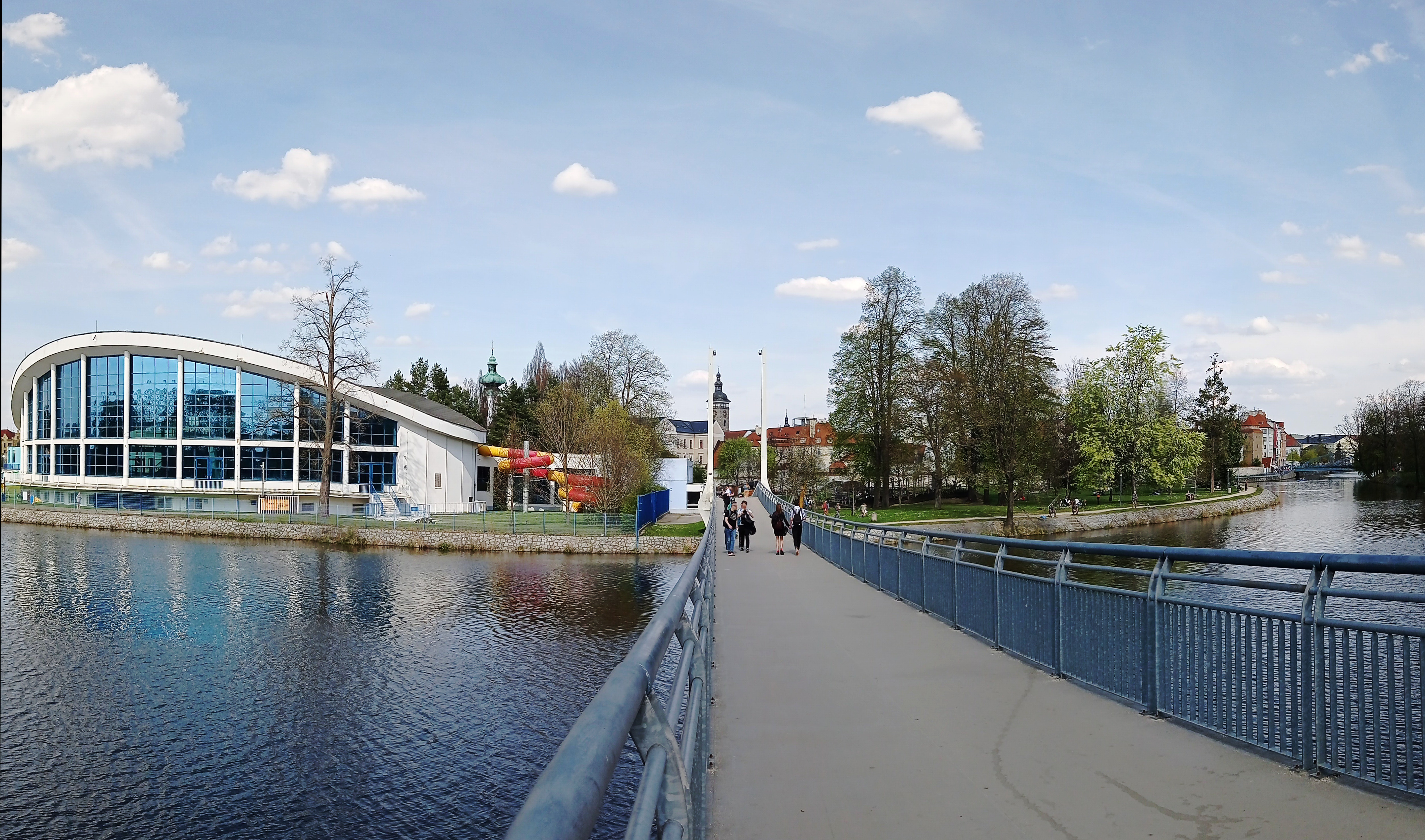
Plavecký bazén na Střeleckém ostrově

Ve městě též existuje řada sportovních zařízení poskytujících služby veřejnosti (atletický stadion, Plavecký stadion). Plavecký stadion z roku 1971 disponuje padesátimetrovým krytým bazénem, skokanským bazénem, saunami, venkovní plovárnou a dětským bazénem. Po modernizaci v roce 1998 přibyl krytý tobogán a po další modernizaci v roce 2017 vířivka.
Pokud jde o méně známé sporty, v Českých Budějovicích působí 1. český a dlouhou dobu jediný oficiální klub podvodního hokeje v zemi, který pod jménem Serrasalmus (což je vědecké pojmenování pro rod piraní) založili na přelomu 20. a 21. století členové Klubu sportovního potápění při Jihočeské univerzitě. Klub je zároveň oficiálním týmem ČR, kterou reprezentuje na mezinárodních turnajích. Hřiště ve Stromovce bylo v roce 2020 nejoblíbenějším hřištěm pro Discgolf v České republice. A v roce 2021 na něm Budweis Discgolf Club uspořádal MČR.

## Osobnosti

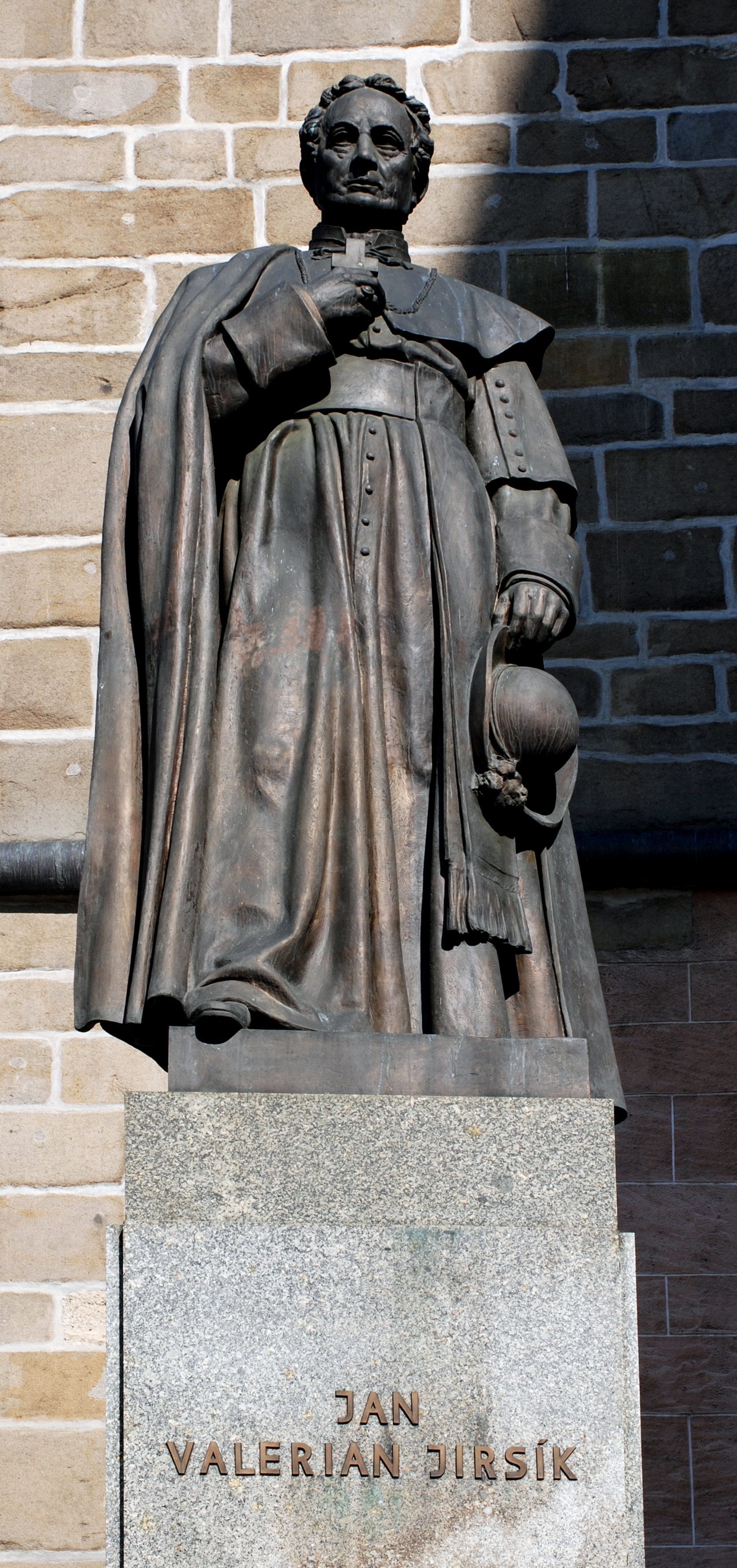
Pomník J. V. Jirsíka před Černou věží

- Hirzo z Klingenbergu (?–1275), dvořan Přemysla Otakara II., lokátor města
- Vojtěch Jírovec (1763–1850), hudební skladatel
- Jan Valerián Jirsík (1798–1883), biskup českobudějovický a zakladatel českobudějovického českého školství – Gymnázium Jana Valeriána Jirsíka
- Vojtěch Lanna starší (1805–1866), průmyslník a podnikatel
- sv. Jan Nepomuk Neumann (1811–1860), biskup philadelphský
- Václav Klement Petr (1856–1901), kněz a řeholník, zakladatel řádu petrínů
- Adolf Träger (1888–1965), malíř
- Eduard Kohout (1889–1976), herec
- Norbert Frýd (1913–1976), spisovatel

## Patroni a ochránci Českých Budějovic
Za patrony Českých Budějovic jsou považováni:
- svatý Mikuláš, jemuž je zasvěcena katedrála svatého Mikuláše
- panna Maria Budějovická, jejíž obraz přinesl měšťan a kupec Václav v roce 1410 z Itálie (umístěn byl nejprve na oltáři u sloupu a poté v severní kapli kostela Obětování panny Marie, kterou pro tento účel nechal zrestaurovat Baltasar de Marradas)
- svatý Auracián, mučedník, jehož ostatky byly do města doneseny roku 1635

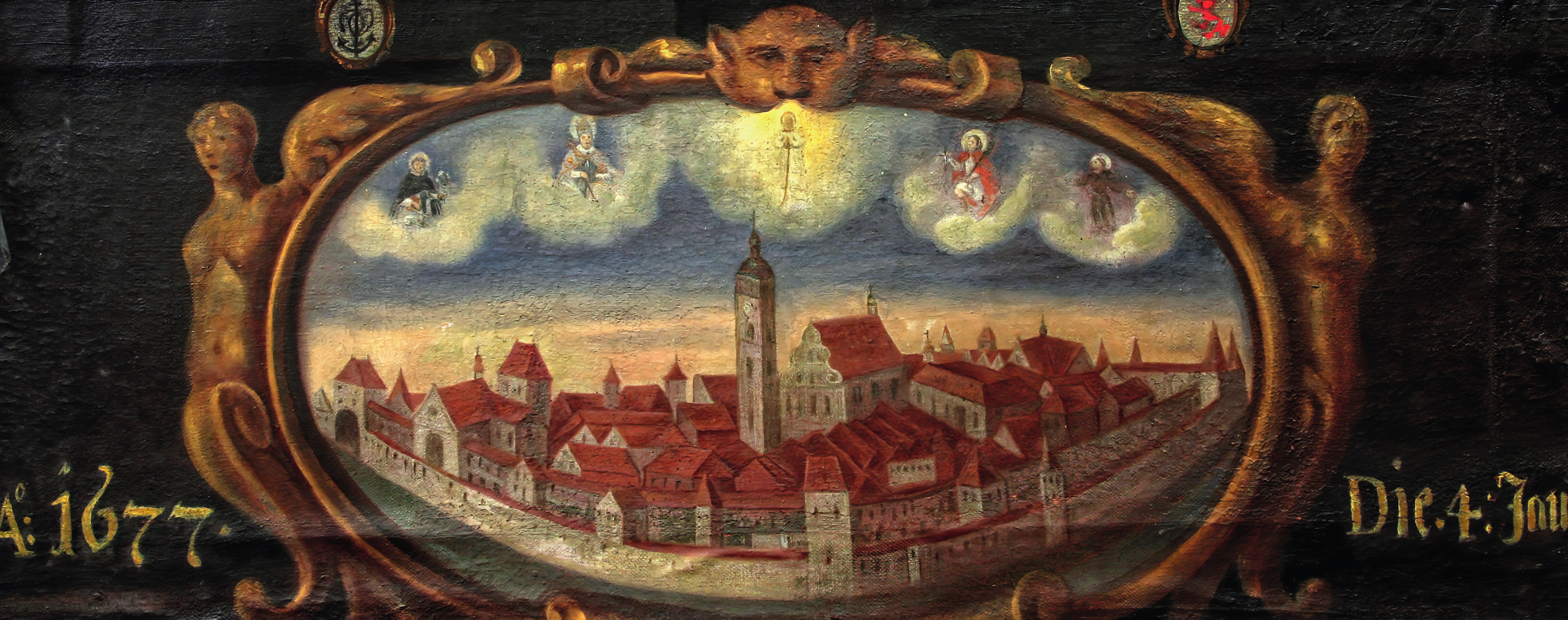
Veduta z obrazu P. M. Budějovické se sv. Dominikem, Mikulášem, P. M. Budějovickou, Auraciánem a Františkem z Assisi

Za ochránce Českých Budějovic byli (především v barokní době) krom sv. Mikuláše, panny Marie Budějovické a svatého Auraciána dále považováni:
- svatý Dominik, zakladatel Řádu bratří kazatelů (Dominikánů), kteří působili v klášteře na současném Piaristickém náměstí
- František z Assisi, k němuž se hlásil Řád menších bratří kapucínů (Kapucíni), kteří působili v klášteře při kostele svaté Anny

Tuto pětici ochránců uvádí například raně barokní verze obrazu Panny Marie Budějovické z roku 1677. Zvon Bumerin z roku 1723 vyobrazuje krom svatého Mikuláše, svatého Auraciána a Panny Marie Budějovické též svatého Donáta.
Jako patronky města jsou dále uváděny i svaté Konkordie a Otýlie. Jméno svaté Otýlie bylo s Budějovicemi spojeno v roce 1891, kdy nechal starosta města Josef Kneissl na počest své zesnulé manželky Otýlie upravit obřadní síň na novém hřbitově na kapli zasvěcenou stejnojmenné světici. Ostatky svaté Konkordie byly v Českých Budějovicích (v roce 1951 v kapli Smrtelných úzkostí Páně a poté v katedrále svatého Mikuláše) uloženy v letech 1951–1969.
Jako ochránci města před morem byli krom patronů zpodobňováni:
- svatý Roch
- svatá Rozálie
- svatý Šebestián

Rozsah a chápání patronátu se postupem času měnilo, takže zdroje a historické dokumenty nemusejí být jednotné. Například pamětní listina sepsaná po restaurování českobudějovické katedrály v roce 1912 uvádí svatého Mikuláše jako patrona chrámu, kdežto svatého Auraciána jako patrona města. V době fungování kláštera na Piaristickém náměstí (především pod správou dominikánů, tj. do roku 1785), byl uctíván též blahoslavený Jindřich Librarius, zakladatel a první převor kláštera. Patrony českobudějovické diecéze jsou svatý Mikuláš, svatý Jan Nepomucký a svatý Jan Nepomuk Neumann.

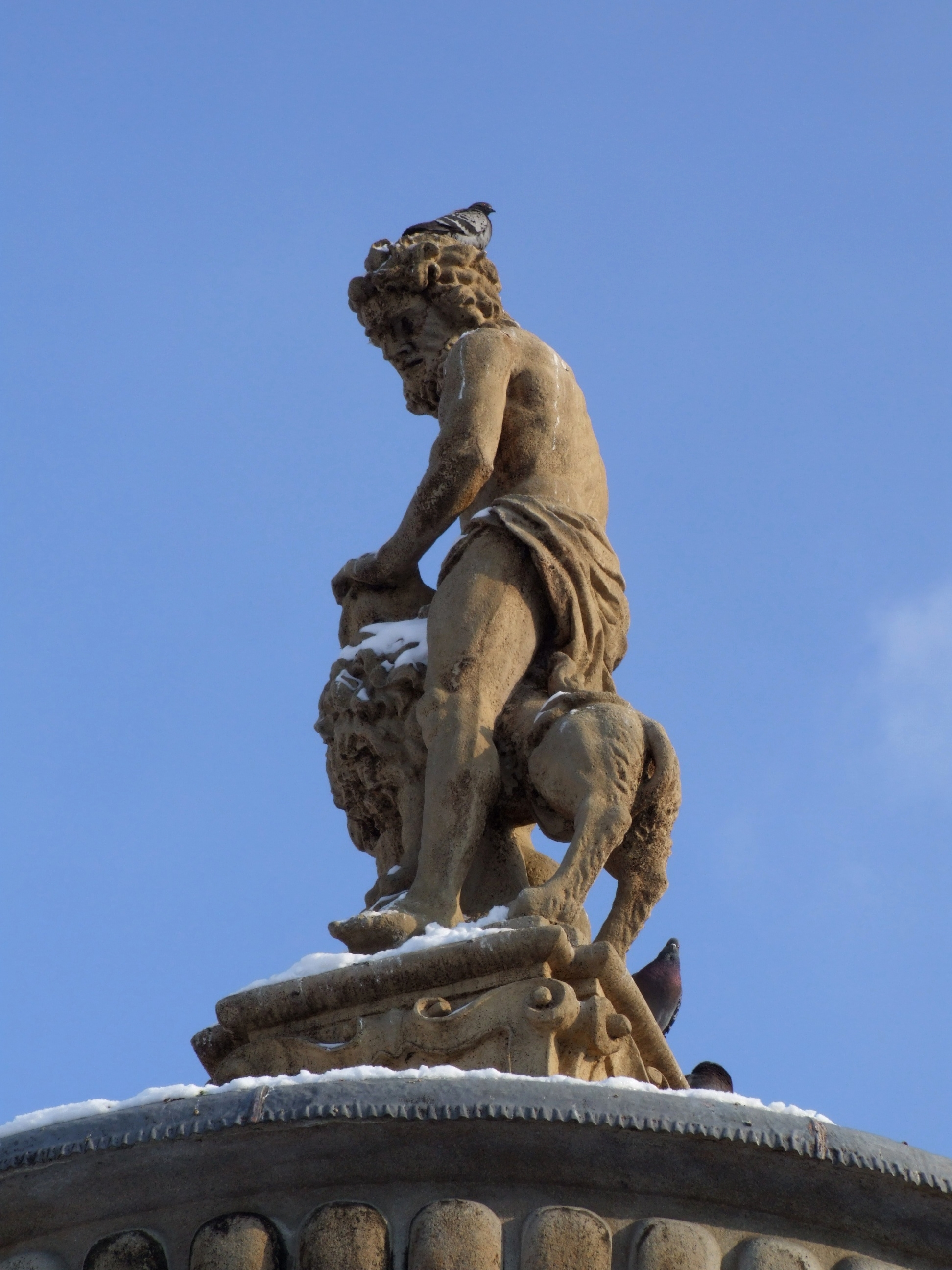
Samson na vrcholu kašny na náměstí Přemysla Otakara II v Českých Budějovicích

Ochráncem a neoficiálním patronem města nazývá historik Jan Müller biblického Samsona zpodobněného na vrcholu Samsonovy kašny vprostřed náměstí Přemysla Otakara II.

## Partnerská města
Statutární město České Budějovice udržuje partnerství s pěti zahraničními městy, a to jak na oficiální úrovni, tak i prostřednictvím vzájemných kontaktů mezi místními spolky a organizacemi.
- Linec, Rakousko
- Lorient, Francie
- Nitra, Slovensko
- Pasov, Německo
- Suhl, Německo